# Liste der Baudenkmäler in Kempen
Die Liste der Baudenkmäler in Kempen enthält die denkmalgeschützten Bauwerke auf dem Gebiet der Stadt Kempen im Kreis Viersen in Nordrhein-Westfalen (Stand: September 2011). Diese Baudenkmäler sind in der Denkmalliste der Stadt Kempen eingetragen; Grundlage für die Aufnahme ist das Denkmalschutzgesetz Nordrhein-Westfalen (DSchG NRW).

| Bild                                                | Bezeichnung                                         | Lage                                                 | Beschreibung | Bauzeit                        | Eingetragen seit   | Denkmal- nummer |
| --------------------------------------------------- | --------------------------------------------------- | ---------------------------------------------------- | --- | ------------------------------ | ------------------ | --------------- |
| Vreehof                                             | Vreehof                                             | Tönisberg Achterberg 18 Karte                        | Bauernhaus, Fachwerk, 18. Jahrhundert Beschreibung des Heimatvereins Tönisberg: Der Vreehof ist im Kirchenrechnungsbuch von 1730 mit seinem Besitzer Gerhard Rutters aufgeführt. Der Fachwerkbau war ein niederrheinisches Bauernhaus, in dem Mensch und Vieh unter einem Dach lebten. 1980/86 wurde die Anlage in vorbildlicher Weise restauriert und als Wohnhaus umgebaut. | 18. Jh.                        | 8. November 1983   | 95              |
| Villa Marienhöhe                                    | Villa Marienhöhe                                    | Tönisberg Achterberg 9 Karte                         | Die freistehende Villa, Marienhöhe, wurde in den 20er Jahren verändert. Der Grundriss ist ein unregelmäßiges Viereck, aus rechteckigen Gebäudeteilen zusammengesetzt. Die Inneneinrichtung ist noch zum Teil erhalten und der Grundriss unverändert. Nur der Anbau, in dem sich die Räume des Zwischengeschosses befinden, wurde in den 20er oder 30er Jahren vollständig durchgebaut. Das heißt, die Raumkonzeption des Inneren wurde verändert, Fenster in Form und Breite erneuert und der Bauteil von außen verklinkert. Im Obergeschoss des Gebäudes befinden sich noch originale Fenster und Türen und die Vertäfelung der Gauben von innen. Das Bad wird durch eine hölzerne Säule mit floraler Schnitzerei von einem Zimmer abgetrennt. Durch das Haus verläuft noch unverändert die Originaltreppe. Das Treppenhaus hinauf folgen ihrem Verlauf abgetreppte Originalfenster. Der Dachstuhl ist auch unverändert. Im Untergeschoss sind noch die Flurfliesen, Fenster und Türen erhalten, wie auch die Vertäfelung bis auf halbe Höhe im Wohnzimmer und die Stuckornamente der Deckenspiegel. Die farbigen Flurfenster spiegeln zusammen mit der farbig bemalten Treppe noch den farbenfrohen Eindruck des Eingangsbereichs wider, im floralen Formengut des Jugendstils. Die Eingangstür ist noch original, doch stammt der vorgesetzte Austritt wohl aus der Zeit der Veränderungen in den 30er Jahren. Die Ostseite der Villa, in der sich der Eingangsbereich befindet, ist eine abgestufte Fassade, in der der Eingangsbereich stark zurückgesetzt ist. Der Eingang ist einachsig und die Eingangstür über einen Treppenabsatz zu erreichen. Sie wird betont durch einen sie überragenden Austritt. Im Obergeschoss befindet sich an die Fassaden angebrachte eine Sonnenuhr. Das Obergeschoss ist abweichend von der verputzten Fassade des Untergeschosses in Fachwerk gestaltet. Oberhalb der Eingangstür sind schöne Schmuckformen mit dem Schriftzug „Salve“ zur Zier, die Tür des Austritts wird von schlichten Schmuckformen gerahmt. An den Eingangsbereichen schließt sich ein weit vorragender Anbau an. Er ist einachsig und giebelsichtig mit 2 ½ Geschossen. Die Putzfassade zeigt eine Rahmung im Obergeschoss und unten einem Baummotiv gekoppelte Fenster. Zwischengeschoss und Obergeschoss werden durch ein Gesims getrennt. Der Schriftzug „Marienhöhe“ und das Mosaik mit einem Rotkäppchenmotiv sind Veränderungen, die wahrscheinlich vorgenommen wurden, als das Gebäude seine Nutzung als Sommerhaus eines Fabrikanten verloren und zum Genesungsheim wurde. Dieser Gebäudeteil wird von einem geschweiften Giebel überfangen. Daran schließt sich der bereits erwähnte veränderte Anbau an. Er ist einachsig, vorgezogen und in seiner Erscheinung durch die Verklinkerung und die neuen Fensterformen verändert. Nur der vollverputzte Sockel, der sich um das Gebäude zieht, und der hölzerne Dachstuhl wurden auch bei diesem Gebäudeteil nicht verändert. An der Nordseite sieht man wiederum den verklinkerten Anbau, an ihn schließt sich rückgesetzt ein einachsiger Gebäudeteil mit einem Holzgiebel im Obergeschoss an. Hier ist die Fensterform im Zwischengeschoss verändert, die Fenster des Untergeschosses werden von Konsolen flankiert, auf denen vielleicht einmal ein Balkon aufgesetzt. Der nächste Gebäudeteil ist ebenfalls einachsig, zurückgesetzt. Die Fassade ist verputzt mit einer Rahmung um die Fenster. An der Südseite zeigt sich das Treppenhaus mit drei übereinander gestuften Fenster. Das Gebäude ist erhaltenswert aus künstlerischen, architektur- und ortsgeschichtlichen Gründen. Die Erhaltung liegt im öffentlichen Interesse. Beschreibung des Heimatvereins Tönisber: Die freistehende Villa auf dem Wolfsberg wurde 1903 errichtet. Der Schriftzug „Marienhöhe“ und das Mosaik mit dem Rotkäppchenmotiv wurden 1925 angebracht, als das Haus Kindererholungsheim war. Heute ist die Villa in Privatbesitz. | 1903                           | 6. Oktober 1992    | 192             |
| Bürohaus                                            | Bürohaus                                            | Kempen Acker 1 Karte                                 | Repräsentatives Backsteinhaus, 3-geschossig, in 3:3 Achsen, Tür mit Blausteingewände, Walmdach, Ankersplinte mit Datierung „1657“. | 1657                           | 26. September 1983 | 24              |
| Kriegerehrenmal                                     | Kriegerehrenmal                                     | St. Hubert Aldekerker Straße Karte                   | Denkmal: 315 cm hoch, Sockel: 315×325 cm, Hubertusfigur 90 cm. Die Junggesellen-Schützenbruderschaft u. die Bürger von Voesch errichteten das Ehrenmal im Jahre 1930 zum Gedenken an die Gefallenen des Ersten Weltkrieges. Auf den Seitenwänden sind die Namen der Verstorbenen des Ersten Weltkrieges genannt. Die Rückseite erinnert an die Gefallenen u. Vermissten des Zweiten Weltkrieges. Der in braunen Klinkern gemauerte rechteckige Pfeiler erhebt sich auf einer zweistufigen, quadratischen Sockelplatte. Unter der geschrägten Abschlussplatte befinden sich fünf gemauerte Zierbänder, auf der Vorderseite zudem ein Kreuz. | 1930                           | 27. März 1990      | 145             |
| Wohnhaus                                            | Wohnhaus                                            | Kempen Alte Schulstraße 7 Karte                      | Wohnhaus in 2 Geschossen und 3 Achsen, Fachwerk. | 1. Hälfte des 17. Jahrhunderts | 8. November 1983   | 90              |
| Wohnhaus                                            | Wohnhaus                                            | Kempen Alte Schulstraße 8 Karte                      | 2-geschossiges Wohnhaus in 4 Achsen, erbaut 2. Hälfte des 19. Jahrhunderts, Backstein geschlämmt. | 2. Hälfte des 17. Jahrhunderts | 8. November 1983   | 91              |
| Wohnhaus                                            | Wohnhaus                                            | Kempen Alte Schulstraße 9 Karte                      | 2-geschossiges Wohnhaus in 4 Achsen, Backstein, erbaut 2. Hälfte 19. Jahrhundert. | 2. Hälfte des 19. Jahrhunderts | 8. November 1983   | 92              |
| Wohnhaus Fachwerk zur Brandgasse                    | Wohnhaus Fachwerk zur Brandgasse                    | Kempen Alte Schulstraße 10 Karte                     | 2-geschossiges Wohnhaus in 2 Achsen, Fachwerk. Erbaut 17./18. Jh. Das Fachwerk wurde zur Straße hin später verputzt. Es ist seitlich zur Brandgasse hin noch sichtbar. Zur Seite kragt das OG etwa einen halben Meter vor. | 17./18. Jahrhundert            | 8. November 1983   | 93              |
| Wohnhaus                                            | Wohnhaus                                            | Kempen Alte Schulstraße 12 Karte                     | Dreigeschossiges Fachwerk-Reihenbebauung mit vorkragenden 2. Obergeschossen (um 1600). | 17. Jh.                        | 8. November 1983   | 25              |
| Wohnhaus                                            | Wohnhaus                                            | Kempen Alte Schulstraße 13 Karte                     | Wohnhaus aus einer dreigeschossigen Reihenbebauung in Fachwerk mit jeweils vorkragenden zweiten Obergeschossen (um 1600) (1980 restauriert). | 17. Jh.                        | 8. November 1983   | 26              |
| Wohnhaus                                            | Wohnhaus                                            | Kempen Alte Schulstraße 14 Karte                     | Wohnhaus aus einer dreigeschossigen Reihenbebauung in Fachwerk mit jeweils vorkragenden zweiten Obergeschossen. | 17. Jh.                        | 8. November 1983   | 27              |
| Wohnhaus                                            | Wohnhaus                                            | Kempen Alte Schulstraße 15 Karte                     | Dreigeschossiges Fachwerkhaus mit vorkragendem 2. Obergeschoss. Teil einer Reihenbebauung, um 1600 entstanden. | 17. Jh.                        | 8. November 1983   | 28              |
| Wohnhaus                                            | Wohnhaus                                            | Kempen Alte Schulstraße 16 Karte                     | Wohnhaus aus einer dreigeschossigen Reihenbebauung in Fachwerk mit jeweils vorkragenden zweiten Obergeschossen (um 1600). | 17. Jh.                        | 8. November 1983   | 29              |
| Wohnhaus                                            | Wohnhaus                                            | Kempen Alte Schulstraße 17 Karte                     | Wohnhaus aus einer dreigeschossigen Reihenhausbebauung in Fachwerk mit jeweils vorkragenden zweiten Obergeschossen (um 1600). | 17. Jh.                        | 8. November 1983   | 30              |
| Wohnhaus                                            | Wohnhaus                                            | Kempen Alte Schulstraße 18 Karte                     | Wohnhaus aus einer dreigeschossigen Reihenbebauung in Fachwerk mit jeweils vorkragenden zweiten Obergeschossen (um 1600, 1981 restauriert). | 17. Jh.                        | 8. November 1983   | 31              |
| weitere Bilder                                      | Bahnhofempfangsgebäude                              | Kempen Am Bahnhof 7 Karte                            | Der Bedeutung angemessen, wählte die Rheinische Eisenbahn Gesellschaft eine opulentere Ausführung des Empfangsgebäudes und errichtete in Kempen ein siebenachsiges, zweigeschossiges Bahnhofsgebäude mit flachgeneigtem Dach. Die Traufseite gliedert ein Mittelrisalit mit flachem Giebel. Die Öffnungen in den Giebeln waren ursprünglich alle rundbogig. Während die Belichtung des Dachraumes in beiden Zwerchgiebeln durch zwei rundbogige Fenster erfolgt, ist die Gliederung der Giebel auf Straßen- und auf Bahnsteigseite unterschiedlich. Die dreiachsige Giebelgestaltung der Eingangsseite weicht von der Gleisseite dadurch ab, dass diese nur zweiachsig, darüber hinaus im Obergeschoss mit gekuppelten Fenstern ausgeführt wurde. Diese Fensteranordnung weist das gesamte Obergeschoss auf. Die Bahnsteigseite lässt durch die Fenstertüren noch die Gestaltung aus der Zeit vor Einführung der Bahnsteigsperre erkennen. Auf der Straßenseite wurden die Erdgeschossfenster jedoch verändert. In der typischen Manier der Zeit ließ die Bahngesellschaft die Fassaden des Gebäudes in klassizistischen Formen dekorieren. Ein Gesims in Höhe der Decke gliedert den Bau horizontal. Auf den Giebelseiten ist noch der weite Dachüberstand auf Konsolen erhalten. Die Fensteröffnungen werden durch Quaderstürze betont. Die beiden eingeschossigen seitlichen Anbauten sind spätere Zutaten. Im Inneren ist vor dem Schalter noch ein Tisch eingebaut, wie er früher zur Lenkung der Warteschlange aufgestellt wurde. Auf der Gleisseite fügt sich ein Oberdach auf gusseisernen Säulen mit Profilierung an. Besonders auffällig ist der nur noch selten erhaltene Polonceau-Binder unter der Dachhaut der Bahnsteighalle. Wegen seiner Bedeutung für die Geschichte der Stadt Kempen und für die Geschichte des Eisenbahnhochbaus besteht ein öffentliches Interesse an Erhalt und Nutzung des Empfangsgebäudes und der Bahnsteighalle von Kempen, sowie ihrer beschriebenen Ausstattungs- und Anstrichteile. Die zeittypische Architektur des Gebäudes liefert die künstlerischen Gründe und seine Dominanz im Stadtgefüge die städtebaulichen Gründe für eine Unterschutzstellung nach § 3 DSchG. | unbekannt                      | 3. Januar 1996     | 256             |
| Altbau Gymnasium Thomaeum                           | Altbau Gymnasium Thomaeum                           | Kempen Am Gymnasium 4 Karte                          | Zweigeschossiger Bau in 13 Achsen mit 3-geschossigem, übergiebeltem Mitteltrakt, rau verputzt, mit Quaderpilastern im OG; neubarocke Portalumrahmungen, Mansardenwalmdach. Mittenbetonung durch neubarockes Glockentürmchen mit Uhr. Datierung in den Torpfeilern: 1909–1910. | 1909-1910                      | 26. September 1983 | 10              |
| Martinschule                                        | Martinschule                                        | Kempen Am Gymnasium 24 - 28 Karte                    | Bauherr Stadt Kempen, Architekt: Max Kiefer (Kempen) Baujahr 1927-29 - 11. Februar 1927 Neubaubeschluss der Schuldeputation - 9. Juni 1927 Erläuterungsbericht zu Vorentwurf A u. B - 25. Juni 1927 Vorentwurf Plan C - 23. März 1928 Verabschiedung der Pläne durch Stadtverordnetenversammlung - 17. Juni 1928 Baubeginn - 24. Juli 1928 Feierliche Grundsteinlegung - 26. September 1928 Rohbau – Fertigstellung - 6. September 1929 Einweihungsfeier Das Gebäude Am Gymnasium 24-28 in Kempen wurde 1927-29 als vierzehnklassige Volksschule nach einem Entwurf des Kempener Architekten Max Kiefer errichtet. Es wird bis heute als Schule, heute Hauptschule („Martinschule“) genutzt. Die traditionsreiche Schulgeschichte Kempens ist anhand schriftlicher Zeugnisse mindestens bis ins 14. Jh. zurückverfolgbar. In der Kernstadt Kempens gab es bereits zwei Elementarschulen, je eine für Jungen und Mädchen. Die Jungenschule befand sich zunächst in der Burse und seit 1822 in einem Gebäude an der Judenstraße. Wachsende Schülerzahlen machten 1850 die Errichtung eines vierklassigen Neubaus an der Rabenstraße nötig, der in den 1870er Jahren auf sechs Klassen vergrößert wurde. Bis zur Errichtung einer selbständigen fünfklassigen Seminar-Übungsschule in den 1880er Jahren stand die Knabenschule als Übungsschule unter der Leitung des Kempener Lehrerseminars. Schon vor dem Ersten Weltkrieg entstanden erhebliche räumliche Engpässe, was u. a. zu einer „Wanderklasse“ in wechselnden Klassenzimmern führte. Vollends kritisch wurde die Lage mit der Aufhebung des Lehrerseminars 1925, als die dortige Übungsschule ebenfalls in die Volksschule integriert werden musste. Zwischenzeitlich konnten zwar Ausweichräume in der Burg genutzt werden, ein ausreichend großer und auch schulhygienisch modernen Ansprüchen genügender Neubau wurde jedoch unumgänglich. Dessen Finanzierung, unmittelbar nach Weltkrieg, Besatzung- und Inflationszeit bedeutet eine große Kraftanstrengung für die Stadt, zumal erhoffte Fördermittel aus dem Schulbau-Grenzfonds von der Regierung nicht bewilligt wurden. Aus diesem Grunde wurde eine eigentlich vorgesehene Turnhalle nicht ausgeführt und auch am Schulgebäude wurden Einsparungen vorgenommen. Im September 1929 konnte der Neubau für acht Klassen der bisherigen katholischen Knabenschule, vier Klassen der gemischten Grundschule mit Jungen und Mädchen sowie zwei Hilfsschulklassen eröffnet werden. Das Grundstück der heutigen Martinschule befindet sich direkt neben jenem des 1910 eröffneten ehemaligen Lehrerseminars, welches seit 1925 das Gymnasium Thomaeum beherbergt. Die von der Ringstraße abzweigende Straße Am Seminar, heute Am Gymnasium wurde gleichzeitig ausgebaut. Der breit gelagerte, zweigeschossige Backsteingebäude mit Walmdach ist mit einer kleinen Grundfläche etwas von der Straße abgesetzt. Ursprünglich schloss ein kleines Mäuerchen mit Eingangstörchen das Grundstück ab, heute eine durchgehende Hecke. An der Straßenfront flankieren in beiden Geschossen jeweils sechs dreiteilig, klein gesprosste und weiß abgesetzte Fenster einen dreiseitig aus der Flucht vortretenden Mittelbau, der dreigeschossig turmartig bis in die Dachzone reicht und hier zusammen mit den beidseits anschließenden Zwerchhäusern ein ausgebautes Dachgeschoss markiert und belichtet. Sein Mauerwerk ist durch dünne Bänderung „rustiziert“ und von den glatten Ziegelflächen des Baukörpers abgesetzt. Der in seinem Erdgeschoss ehemals vorhandene Haupteingang mit markanten, schräg eingeschnittenen Gewänden ist heute zugesetzt und auf die Rückseite verlegt. Auch an den Gebäudeecken sowie zwischen den Erdgeschossfenstern findet sich diese als Stilmittel zeittypische Backsteinbänderung. Das breite Zwerchhaus hatte nach dem ursprünglichen Entwürfen eine etwas aufwändigere, mehrfach gestufte Verdachung erhalten sollen, die jedoch aus Kostengründen reduziert wurde. Spitz überstehende Gesimskanten und eine zweite, etwas zurückgesetzte Gesimslinie setzen hier dennoch markante Konturen. Die vierteiligen Fenster des Zwerchhauses sind eng gestellt und so bandartig zusammengezogen. Die Stirnseiten des Baukörpers besitzen nur jeweils eine mittlere Fensterachse in einem Backsteinrahmen und signalisieren so die Mittelflur-Konzeption des Inneren. Auch hier belichten kleine Zwerchhausbänder das Dachgeschoss. Die Hofseite ist in Wandgestaltung und Proportion der Straßenfront angeglichen. Ein dreigeschossiger Risalit betont die Mitte; er ist jedoch nicht polygonal gebrochen, so aber ein überaus wirkungsvolles aufgesetzt wirken, andererseits in der steht flach vor der Flucht. Im Erdgeschoss nimmt es seitlich je eine Eingangstür auf und darüber drei hochrechteckige, zweigeschossige Fensterrahmen, die im Inneren das Treppenhaus belichten. Auch hier wird der Backstein mittels Bänderung und Stufungen als ein flächengliederndes Gestaltungselement eingesetzt. Eine markant vorspringende, gerade Traufkante schließt den Risalit ab. Auch dieser Abschluss war ursprünglich etwas aufwändiger vorgesehen. Erhebliche Reduzierung gegenüber den Entwurfsplänen bildet aber die Streichung dreigeschossiger, dreieckig spitz aus der Fassade vortretender Flurabschlüsse an beiden Stirnseiten, die in der Planzeichnung einerseits zwar etwa aufgesetzt wirken, andererseits aber ein überaus wirkungsvolles, „expressionistisches“ Element hinzugefügt hätten. Im Inneren musste der Architekt ebenfalls aus Kostengründen einen Mittelflur gegenüber der eigentlich empfohlenen einhüftigen Klassenordnung den Vorzug gegeben. Diese charakteristische Aufteilung ist ebenso erhalten wie das großzügige originale Treppenhaus mit zweiarmiger dreiläufiger Treppe und schlichtem Metallgeländer. Die im Dachgeschoss platzierte Aula wurde, da die ursprüngliche Turnhalle ja entfallen musste, früher auch als Turnhalle genutzt. Einzige nennenswerte bauliche Veränderung ist die nachträgliche Schließung des straßenseitigen Haupteingangs (dort heute das Direktorenzimmer). Auch wenn Architekt Kiefer auf einige extravagante Details verzichten musste, repräsentiert die Schule immer noch den typisch „backsteinexpressionistischen“ Stil der zweiten Hälfte der 1920er Jahre. Den Zeitgenossen galt sie als ein „prächtiges Schulgebäude“ mit hellen und lichten Räumen, ein „Lichtblick, wo man die Pflege des Geistes, die Verantwortlichkeit einer der materialistischen Zeiterscheinung noch nicht zum Opfer gefallenen Jugend gegenüber betreibt“ Niederrheinische Tageblatt vom 7. Sept. 1929. Mit ihrer niveauvollen Architektur entsprach sie dem Rang und Selbstverständnis Kempens als Schulzentrum, wie er 1910 bereits im repräsentativen Lehrerseminarbau auf dem Nachbargrundstück zum Ausdruck gekommen war. Baulich ist sie bis heute gut erhalten und damit ein anschauliches Zeugnis sowohl für die Schulgeschichte und öffentliche Daseinsvorsorge der Stadt Kempen als auch für die architekturgeschichtliche Entwicklung des Schulwesens in den zwanziger Jahren. Max Kiefer wurde am 15. September 1889 in Kempen geboren. Er studierte Architektur an den renommierten Hochschulen in München und Aachen, arbeitete währenddessen für die Reichsbahn und wurde nach Abschluss seines Studiums 1914 in Aachen, wohl bei Stadtbauamt angestellt. In den zwanziger Jahren arbeitete er als Privatarchitekt. 1936 trat er als Architekt in das Reichsluftfahrtministerium ein, ein Jahr zuvor war es der SS beigetreten, später gehörte er der Waffen-SS an und leitete die Abteilung CII in der Wirtschaftsverwaltung, Verwaltungshauptamt, die v. a. mit der Konstruktion von Konzentrationslagern und deren „spezielle Einrichtungen“ befasst war, worunter neben Krankenlagern wahrscheinlich auch Gaskammern fielen. – Wegen Kriegsverbrechen und Verbrechen gegen die Menschlichkeit wurde Kiefer 1947 vom amerikanischen Militärgerichtshof in Nürnberg zu lebenslanger Haft verurteilt. Die Haftstrafe wurde später auf 20 Jahre reduziert. Als gestalterisch qualitätsvolle, bis heute genutzte und gut erhaltene Volksschule ist die Martinschule, Am Gymnasium 24-28 bedeutend für Kempen. Aus den dargelegten Gründen besteht an ihrer Erhaltung und Nutzung aus wissenschaftlichen, hier orts- und architekturgeschichtlichen Gründen ein öffentliches Interesse. Hinzu kommen zeitgeschichtliche Gründe, da es sich um das Werk einer Person der Zeitgeschichte handelt, des im „Dritten Reich“ am Bau von Konzentrationslagern beteiligten Architekten Max Kiefer. Es handelt sich daher gemäß § 2 (1) Denkmalschutzgesetz um ein Baudenkmal. | 1927 - 1929                    | 26. November 2003  | 264             |
| Kapelle Heumischhof                                 | Kapelle Heumischhof                                 | Schmalbroich Am Heumischhof Karte                    | Die Kapelle, hervorgegangen aus einer Rübenscheune, ist baulich integrierter Bestandteil einer vierflügeligen Backstein – Hofanlage, auf deren südöstlicher Seite sie sich mit längsrechteckigem Grundriss erstreckt. Sie zeigt selbst ebenfalls Backstein-Sichtmauerwerk, unterbrochen von schlanken hochrechteckigen Fensteröffnungen mit gesprossten Holzfenstern und flachen Segmentbogen-Stürzen. Das über dem Chor abgewalmte, mit dunklen Pfannen gedeckte Steildach trägt einen Dachreiter mit Glocke. Der Eingang erfolgt seitlich im hinteren Bereich der Kapelle. Das Innere der nicht geosteten Kapelle zeigt sich heute ohne die im Krieg zerstörten Malereien von P. Petrus Jans. Offen sichtbar gelassenes Dachwerk prägt entscheidend den Raumeindruck. Im hinteren Bereich überfängt eine hölzerne Orgelempore den Innenraum, im eingezogenen Chor steht zentral, nach der Liturgiereform von der Wand abgerückt, der Blockaltar. Chor und Schiff werden durch einen großen Rundbogen geschieden. Wichtige Ausstattung der 1940er / 1950er Jahre (aufgelistet nach 75 Jahre Kapelle Heumischhof): - Bronzeleuchter u. Siegeskreuz mit Lebensbaum im Chor hinter dem Altar (beide: Entwurf: P. Petrus Jans; Ausführung: Buschkötter, Krefeld) - Kreuzweg (Josef Höttges, Mönchengladbach) - Figuren Muttergottes, Josef, Benedikt (Prof. Emil Sutor, Karlsruhe) - Engelfenster i. Chor (Entwurf: P. Petrus Jans; Ausführung: Fa Derix, Kevelaer, ca. 1963) - Orgel (Fa. Klais, 1950) Denkmalwert: Die Kapelle des Heumischhofes ist als Zeugnis der Religionsausübung in Schmalbroich und wegen ihrer ungewöhnlichen, eng mit anderen bedeutenden historischen Zeugnissen in ihrer Umgebung (Mariendonk, Neersdommer Mühle, Weibshof) verknüpften Entstehungsgeschichte bedeutend für Kempen. An ihrer Erhaltung und Nutzung besteht aus wissenschaftlichen, insbesondere den dargelegten orts- und religionsgeschichtlichen Gründen ein öffentliches Interesse. Auch architektur- und mentalitätsgeschichtlich ist die Kapelle von Interesse, da noch im Krieg unmittelbar nach ihrer Zerstörung wiederaufgebaute und als solche im Wesentlichen erhaltene Bauten sehr selten sind. Es handelt sich daher gemäß § 2 Denkmalschutzgesetz NRW um ein Denkmal | 1908, Wiederaufbau 1941        | 1. Februar 2001    | 260             |
| Ehemalige Wackertapp-Mühle                          | Ehemalige Wackertapp-Mühle                          | St. Hubert An der Mühle 4 Karte                      | Fünfgeschossiger runder Backsteinmühlenturm mit eingeschossigen Backsteinnebengebäuden (18. Jahrhundert). | 1842                           | 26. September 1983 | 18              |
| Heiligenhäuschen                                    | Heiligenhäuschen                                    | St. Hubert An der Voescher Schule Karte              | Der Giebelbau mit vorkragenden Seitenwänden und Spitzbogenöffnung wurde aus alten Feldbrandsteinen errichtet, das auf einem Zementstirnband aufliegende Dach mit über hundertjährigen Ziegeln gedeckt. Die Gottesmutter steht auf einem braunen Klinker gemauerten Altarblock auf einer vorkragenden Altarplatte. Sie wird geschützt durch ein schmiedeeisernes, spitzbogiges Gitter. Im Altarblock trägt eine braunglasierte Tafel die Inschrift: A D 1874 1979 Die gekrönte, neugotische Figur steht auf einer mehreckigen Standplatte. Sie trägt einen reichgefalteten Gewandmantel, einen Kopfschleier und einen Kronreif mit sich abwechselnden Kreuz- und Lilienabschlüssen. Auf ihrem linken Arm sitzt das bekleidete Jesuskind. In ihrer Rechten fehlt wahrscheinlich das für diese Darstellung übliche Zepter. | 1874, 1979                     | 28. April 1988     | 126             |
| weitere Bilder                                      | Haus Steinfunder                                    | Schmalbroich An Haus Steinfunder 7 Karte             | Ehemals wasserumwehrte Backsteinanlage, zweigeschossig mit Sandsteingewänden. Der linke Trakt auf quadratischem Grundriss mit Haubenwalmdach, der rechte zweigeschossig mit Staffelgiebel und Wappen mit Inschrift. Wirtschaftsgebäude neu. (1566, zweiter Bauabschnitt 1691) | 1566, 1691                     | 26. September 1983 | 12              |
| Kreuzigungsgruppe                                   | Kreuzigungsgruppe                                   | Kempen An St. Marien Karte                           | Die dreifigurige Kreuzigungsgruppe stand ursprünglich als Hochkreuz auf dem Kirchplatz. Sie erhebt sich auf einer breiten Sandsteinmensa, die auf einem abgeschrägten Basaltsockel ruht. Eine in der Mitte des Sockels eingetiefte quadratische Inschriftplatte ist stark verwittert, so dass der Text mit Chronogramm weitgehend unleserlich ist. Zu entziffern ist: hae C Cr VX sol..M...bene... Das Sandsteinkreuz und die Fußstütze sind an der Rückseite mit Eisenstreben an der Kirchenmauer befestigt. Der gerade hängende, muskulöse Korpus zeigt Christus mit leicht geneigtem Haupt und Dornenkrone, mit an der re. Seite geknotetem Lendentuch und nebeneinander genagelten Füßen. Die Begleitfiguren, auf gewölbter Standfläche, tragen einen Faltenmantel Maria, mit Kopfschleier und nach oben gerichtetem Blick, hält die Hände unter einem Faltenbausch verborgen. Ihr Gesicht zeigt eine spätere Überarbeitung. Der jugendliche Johannes mit schulterlangem Haar hat die Hände vor der Brust zusammengelegt. | 1840/50                        | 28. April 1988     | 117             |
| Denkmal Thomas von Kempen                           | Denkmal Thomas von Kempen                           | Kempen An St. Marien / Kirchplatz Karte              | Das Denkmal Thomas von Kempen ist von dem Aachener Bildhauer Lambert Piedboeuf im Jahre 1901 gestaltet worden. Der zweistufige Sockel aus Fichtelgebirgsgranit wird von einer achteckigen Steineinfassung aus Basaltlava umgeben. Darüber erhebt sich ein antikisierendes, unten und oben profiliertes, schwarzes Marmorpostament aus nordischem Syenit. An der Vorderseite (Westseite) des Sockels ist eine Gedenktafel aus Bronze befestigt. Über der Inschrift „Thomas von Kempen“ sieht man das Stadtwappen, umgeben von einer Hängegirlande. Auf dem Postament ist Thomas von Kempen als Sitzfigur dargestellt. Er trägt ein reich gefaltetes Ordensgewand, einen Gelehrtenumhang und eine Kappe. Seine rechte Hand stützt er auf die Sitzbank. Sie hielt wahrscheinlich eine Schreibfeder. Mit der Linken hält Thomas auf seinem Schoß sein Hauptwerk, die „Nachfolge Christi“, dem Betrachter entgegen. | 1901                           | 28. April 1988     | 116             |
| weitere Bilder                                      | Katholische Pfarrkirche                             | Kempen An St. Marien 1 Karte                         | Dreischiffige Hallenkirche mit eingebautem dreistöckigem Westturm. Fünfachtel-Chorschluss mit 7-seitigem Chorumgang. Tuffstein, Fenstereinfassungen Haustein, Westturm mit Lisenengliederung, Kreuzrippengewölbe, im Chorumgang teilweise Sterngewölbe. (Baubeginn um 1200, Fertigstellung 1482). | um 1200, Fertigstellung 1482   | 26. September 1983 | 1               |
| Wohnhaus                                            | Wohnhaus                                            | Kempen An St. Marien 4 Karte                         | Zweigeschossiges Wohnhaus des frühen 19. Jahrhunderts in drei Achsen mit spätklassizistischer Putzfassade. Teil einer Reihenbebauung, bildet mit den Häusern 5, 6 und 7 eine bauliche Einheit. Dach zur Bockengasse hin abgewalmt. | Frühes 19. Jahrhundert         | 28. April 1988     | 113             |
| Wohn- und Geschäftshaus                             | Wohn- und Geschäftshaus                             | Kempen An St. Marien 5 Karte                         | Zweigeschossiger Fachwerkbau in 3 Achsen mit Putzfassade aus der 2. Hälfte des 19. Jahrhunderts; das über 2 Achsen sich erstreckende Schaufenster ist ebenfalls Teil der Fassadengliederung aus dem 19. Jahrhundert. Die Unterschutzstellung bezieht sich insbesondere auf die Fassade und auf die Dachgestaltung. | 2. Hälfte des 19. Jahrhunderts | 30. April 1991     | 152             |
| Wohnhaus                                            | Wohnhaus                                            | Kempen An St. Marien 6 Karte                         | Zweigeschossiger Fachwerkbau mit Putzfassade des 19. Jahrhunderts in drei Achsen, reich gegliederte Fenster- und Türgesimse. Die Unterschutzstellung bezieht sich insbesondere auf die Fassade und auf die Dachgestaltung. | 19. Jh.                        | 30. April 1991     | 153             |
| Wohnhaus                                            | Wohnhaus                                            | Kempen An St. Marien 7 Karte                         | Zweigeschossiger Fachwerkbau mit Putzfassade des 19. Jahrhunderts in zwei Achsen. Die Gliederung der Fenstergesimse ist nur noch im I. Obergeschoss erhalten. Das Erdgeschoss wurde in der ersten Hälfte des 20. Jahrhunderts umgestaltet. | 19. Jh.                        | 30. April 1991     | 154             |
| Wohnhaus                                            | Wohnhaus                                            | Kempen An St. Marien 8 Karte                         | 3-geschossiges Wohnhaus in 4 Achse, Anfang 19. Jh. entstanden, verputzt. Im 2. OG Rundbogenfenster | Anfang 19. Jahrhundert         | 8. November 1983   | 57              |
| Wohnhaus                                            | Wohnhaus                                            | Kempen An St. Marien 13 Karte                        | 3 ½ geschossiges Wohnhaus in 5 Achsen, Mitte des 19. Jh. mit einer spätklassizistischen Fassade mit Pilasterordnung versehen, Mansarddach, im EG ein Ladeneinbau, 1982 durchgebaut. | Mitte 19. Jahrhundert          | 8. November 1983   | 56              |
| Wohnhaus                                            | Wohnhaus                                            | Kempen An St. Marien 14 Karte                        | Zweigeschossiges Wohnhaus mit reichgegliederter Putzfassade des 19. Jahrhunderts in vier Achsen. Die Putzfassade ist mit einer Putzquaderung versehen, die sich auf das I. Obergeschoss erstreckt. Die horizontale Gliederung wird durch ein starkes Profilgesims erreicht, das zusätzlich mit floralem Schmuck versehen ist. Die Fenster des Gebäudes sind erneuert, jedoch ist die kleinteilige Sprossengliederung erhalten geblieben. Die Unterschutzstellung bezieht sich insbesondere auf die Vorderfassade und auf die Dachgestaltung. | 19. Jh.                        | 30. April 1991     | 155             |
| Burse, ehemalige Schulgebäude                       | Burse, ehemalige Schulgebäude                       | Kempen An St. Marien 15 Karte                        | Backsteinbau, zweieinhalb Geschosse, 5:4 Achsen, geschlämmt, Blausteinportal mit Inschrift, Walmdach, Datierung in Ankersplinten: 1647. | 1647                           | 26. September 1983 | 7               |
| Arnoldfabrik                                        | Arnoldfabrik                                        | Kempen Arnoldstraße 13 Karte                         | 1. Bedeutung: Die Firma L.&C. Arnold ist ein Beispiel für einen Zweig der industriellen Produktion, der darauf ausgerichtet war, in der Vergangenheit handwerklich erzeugte Produkte seriell herzustellen, um sie damit über Massenproduktion einem wachsenden Markt in der Industriegesellschaft zugänglich zu machen. Dieser Vorgang wurde von der zeitgenössischen Zivilisationskritik zunächst mit großen Vorbehalten begleitet und wurde erst als Teile unserer Kultur in den 20er Jahren anerkannt. Stahlrohre als Konstruktionselement der neuartigen Möbel spielte dabei eine überragende Rolle, prägte insbesondere das Stuhldesign der Avantgarde jener Zeit, aber auch die Alltagskultur in Krankenhäusern, Sanatorien etc. Die Firma Arnold dokumentiert mit ihrem Werk in Kempen den Herkunftsort dieser Produkte und vermittelt mit der Größe der Werksanlagen einen Eindruck von der Bedeutung dieses Produktionszweiges. In der architektonischen Ausbildung zeigt das Werk Kempen eine qualitätsvolle Backsteinarchitektur des Historismus. Bemerkenswert ist der Übergang von den althergebrachten Segmentbogenfenster zu den schon 1901 verwendeten großen Rechteckfenstern, die eine günstigere Belichtung der Fabrikräume ermöglichten und zusammen mit den Wandvorlagen eine das innere Konstruktionssystem spielende Rasterarchitektur im Fassadenaufbau ergeben und auf die zukünftige Architektur der klassischen Moderne verweisen. Die betrieben Bauten sind daher für die Entwicklung der Architektur von Bedeutung. Das Werk L.&C. Arnold lieferte schließlich einen Beitrag für die Industrialisierung des Niederrheins und der Stadt Kempen. Die Gebäude 6, 9, 9a, 4 und 5 sowie Schornstein und Wasserturm (siehe Lageplan) werden unter Denkmalschutz gestellt. Es handelt sich um die Hauptgebäude des ursprünglichen Fabrikkomplexes sowie der ersten größeren Erweiterung. Diese Gebäudeteile sind relativ wenig verändert und sind die wesentlichen Elemente des Fabrikkomplexes mit einem sehr hohen Zeugniswert. Mit ihren westlichen und südlichen Fassaden sind sie das überlieferte Erscheinungsbild des Fabrikkomplexes schlechthin und bezüglich ihres städtebaulichen Erscheinungsbildes von absolut überragender Bedeutung. Das Werk der Firma L.&C. Arnold in Kempen ist in den beschriebenen Teilen bedeutend für die Geschichte des Menschen für die Entwicklung der Produktions- und Arbeitsverhältnisse und für die Geschichte der Stadt Kempen. Seine Erhaltung liegt aus architektonischer, städtebaulichen wissenschaftlichen und stadtgeschichtlichen Gründen im öffentlichen Interesse. 2. Beschreibung: Die Fabrikanlage in Kempen von 1901 hatte optisch drei wesentliche Bezugspunkte: die parallel zur Bahnlinie entstehende dreigeschossige Endmontage, die Lackiererei mit Schlosserei, der axial ein Wasserturm in reichhaltiger Backsteinarchitektur vorangestellt wurde und die Gießerei mit prächtiger Giebelausbildung zur Bahnlinie. An der vorbeiführenden Straße, dem Werkseingang zugeordnet, wurde das Verwaltungsgebäude errichtet. Das für die Firmengeschichte so wichtige Rohrwerk von 1905 arrondiert die Werksanlage im Osten. Die Werkserweiterung von 1910 (Endmontage) und 1914/15 (Lackiererei) ergaben eine neue, aus drei Giebeln sich bildende Hauptschauseite, in der ein vorgelagerter Treppenturm einen ähnlichen Akzent setzt, wie zuvor der Wasserturm bei der Gründungsanlage. Fertigung/Endmontage und Versand, 1901 um 1910; Arch.: Salzmann Entlang der Gleisanlagen entwickelt sich der dreigeschossige Backsteinbau mit Satteldach in Monumentaler Längenerstreckung. Auffälligstes Gliederungsmittel ist der Wechsel zwischen den roten Ziegelsteinen für Wandflächen und die schwach vortretenden Wandpfeiler zwischen den Fensterachsen und den gelben Ziegeln für Stürze, bandartige Streifen im Mauerwerk und das metopenartige Traufgesims. Im Erdgeschoss befinden sich Rechteckfenster mit Stürzen aus Doppel- T -Eisen und in den beiden Obergeschossen Segmentbogenfenster, die zwillingsweise zusammengefasst sind. Weitgehend erhaltene gusseiserne Sprossenfenster. Besonders betont ist der Südgiebel mit zinnenartigen Fialen über den Eckpfeilern und treppenförmig gestuftem Mittelteil. Der Nordgiebel war ähnlich gegliedert. Bei dem 9-achsigen Ursprungsbau von 1901 (nördliche Sektion des Baukörpers) wird das System des Fassadenaufbaus in der Mittelachse unterbrochen mit großen ungeteilten segmentbogigen Fenstern und Rechtecköffnung im Erdgeschoss. Diese Partie war ursprünglich übergiebelt. Die beiden von 1901 und aus der Zeit um 1910 stammenden Bauteile haben jeweils eine Innenkonstruktion aus Gusseisensäulen in zwei Reihen und Betondecken auf Doppel- T -Trägern. Das Gebäude ist in baulicher Hinsicht relativ wenig verändert. Die zum Bahnhof hin orientierte westliche Längsseite des Gebäudes sowie der Südgiebel sind für die Erweiterung des Gesamtkomplexes von ganz herausragender Wichtigkeit und in stadtbildprägender Hinsicht von besonderer Bedeutung. Lackiererei/Schmiede, 1901/02 Arch.: Salzmann (Gebäude 9 bzw. 9a) Dreigeschossiger Backsteinbau auf T- förmigem Grundriss mit Satteldächern. Wechsel von rotem Mauerwerk für Wände und Wandvorlagen mit gelben Ziegeln für bandartige Streifen. Kräftiges Traufgesims mit Klötzchenfries. Große Rechteckfenster mit Stürzen aus Doppel - T –Profilen und kleinteiligen Metallsprossen. Über der Südfassade thronen zwei aufwendig gestaltete Giebel mit mächtig wirkenden Fialen über den Wandvorlagen und treppenartig gestalteter Mittelzone. Innenkonstruktion aus später ummantelten Gussstützen und Betondecken. Der Gebäudekomplex ist im Wesentlichen unverändert. In einigen Bereichen sind die ursprünglichen Decken durch neue Stahlbetondecken ersetzt. Durch diverse kleinere untergeordnete Anbauten ohne besonderen Zeugniswert ist der Gebäudekomplex zum Teil verbaut auch der Übergangsbau zum Wasserturm ist zum Teil neu und wirkt sehr fremd. Als ein zentrales Bauteil aus der Gründungsphase wirkt sehr fremd. Als ein zentrales Bauteil aus der Gründungsphase der gesamten Fabrikanlage kommt der Gebäudekomplex eine besondere Bedeutung zu. Wasserturm, 1901; Arch.: Salzmann (Gebäude W) Axial der Lackiererei vorgelagerter, massiv in Backstein gemauerter Turmbau auf Rechteckgrundriss im Satteldach. Flächengliederung der Fassade durch ein System zurückliegender, segmentbogig überfangener Wandfelder. Das Geschoss für die beiden ca. 20-30 m³ fassenden Wasserbehälter ist im Turmkopf leicht vorkragend ausgebildet. Der Wasserturm diente zur Speicherung von Brauchwasser, das über zwei etwa 16 m tiefe Brunnen auf dem Werksgelände in die Behälter gepumpt wurde. Der Wasserturm ist im Bereich des Satteldaches relativ stark verändert. Im Erdgeschossbereich haben diverse Veränderungen stattgefunden durch Anbauten untergeordneter Nebengebäude. Für das Erscheinungsbild der gesamten Fabrikanlage ist der Wasserturm in seinem Erscheinungsbild prägend. Schornstein (Gebäude S) Der Schornstein ist trotz seiner reduzierten Höhe für das gesamte Erscheinungsbild noch prägend. Fertigung / ehem. Lackiererei, 1914/15; Arch.: Salzmann und Ganzlin (Gebäude 4 und 5) Kompakter Baukörper, der als Backsteinanlage auf U-förmigem Grundriss der alten Fabrik im Süden vorangestellt wurde und damit das Erscheinungsbild des Werkes an zentralen Werkshof gegenüber dem Verwaltungsgebäude prägt. Die drei Flügel sind mit Satteldächern gedeckt. Der Innenhof zwischen den drei Flügeln ist überbaut. Zwei Flügel präsentieren sich zum Werkhof mit Backsteingiebeln, so dass sich mit dem Giebel der Endmontage(um 1910) eine monumentale Dreigiebelfront ergibt. Die Abfolge der Giebel wird unterbrochen durch einen aus der Fluchtvorspringenden Treppenturm mit Walmdach. Die Architektur dieses Erweiterungsbaus ist zurückhaltender als die Formensprache der Gründungsbauten. Das betrifft den Wechsel von rotem Mauerwerk und gelben Ziegelstreifen und die Detailformen. Nur ein Giebel lehnt sich schon in stark stilisierten Formen den System der älteren Fassadengliederung an mit Fialen über den Eckpfeilern, Giebeldreieck über der Mittelachse und Treppenfries unter dem Ortgang, Rechteckfenster mit nur noch teilweise erhaltenem Engmaschigem Metallsprossenwerk, Innenkonstruktion aus Gusseisenstützen und Betondecken. Der Bau war 1914 als „Neubau Lackier-Anlage“ mit Schlosserei im Erdgeschoss mit Lackiererei Im Obergeschoss geplant. Heute befindet sich im Südgiebel ein Teil der Verwaltung.                                                                          | 1901                           | 28. August 1995    | 253             |
| Arnoldfabrik ehem. Rohrwerk                         | Arnoldfabrik ehem. Rohrwerk                         | Kempen Arnoldstraße 13 E/F Karte                     | Geschichte Der in Schorndorf lange Jahre eine Eisenhandlung betreibende Louis Arnold wagte mit seinem Sohn Carl Ludwig in der turbulenten Zeit der Gründerjahre den Sprung in die industrielle Produktion und gründete 1871 die Eisenmöbelfabrik L. & C. Arnold. Schon 1871 konnte in der neuen Fabrik in Schorndorf mit 12 Arbeitern die Produktion aufgenommen werden. Das Unternehmen entwickelte sich gut. Die anfängliche Beschränkung auf Gartenmöbel (daher nannte sich das junge Unternehmen zunächst auch Gartenmöbelfabrik) wurde schon 1872 aufgegeben, indem eiserne Bettgestelle ins Produktionsprogramm aufgenommen wurden. Es folgten: Blumenständer, Topfständer, Garderoben- und Schirmständer, Flaschenschränke, Schlitten. Die Eisenbetten wurden 1876 auch für Krankenhäuser und Sanatorien geliefert. Das Werk in Schorndorf expandierte kräftig in den 1880er und 1890er Jahren und wurde um drei Zweigwerke ergänzt: Stendal 1889, Ernsbach 1889 und Kempen 1901. Nach Plänen des Düsseldorfer Architekten Salzmann wurde die Werksanlage innerhalb weniger Monate hochgezogen: Ende März 1901 war Baubeginn und am 10. August 1901 konnte schon Richtfest gefeiert werden (Hermes 1972, S. 1). Das Werk in Kempen nahm 1901 mit 85 Mann den Betrieb auf. Das Produktionsprogramm war ähnlich wie in Schorndorf und Stendal, jedoch mit einem Schwerpunkt bei der Herstellung von Stahlrohrbetten. Besonders wichtig wurde in diesem Zusammenhang die aus den USA von der Standard Electric Welding Co. Übernommene Lizenz zur Herstellung von elektrogeschweißten Stahlrohren. Die Lizenz wurde 1905 erworben und zugleich im Werk Kempen eine Rohrfabrik gebaut. Die aus den USA gelieferten Maschinen mussten von Fachleuten jedoch noch umgebaut werden. Auch das Werk Kempen expandierte rasch. Bis 1910 wurde die Fertigung erweitert und 1914/15 wurde der gut ein Jahrzehnt alten Anlage ein großzügiger Komplex zur Arnoldstraße vorgelagert. Die Belegschaft wuchs bis 1914 auf 250 Mann (Hermes 1972, S. 5). In den 1920er Jahren wurden Holzmöbel ins Produktionsprogramm aufgenommen. 1926 waren die Arnold-Werke führend in Europa bei der Herstellung von Stahlrohrmöbeln. Mit 1400 Mitarbeitern wurden täglich 1200 Bettgestelle, 1300 Gartenmöbel und 600 andere Modelle produziert. Die Fa. Arnold wagte nun auch die Zusammenarbeit mit der Avantgarde in Architektur und Design. 1927 präsentierte der Deutsche Werkbund in Stuttgart die epochemachende Weißenhofsiedlung, zu denen die prominentesten Architekten jener Zeit (Gropius. Le Corbusier, Behrens, Oud) unter Leitung von Mies van der Rohe Beiträge lieferten. In einem von dem Holländer Mart Stam gebauten Reihenhaus war ein ganzes Stahlrohrmöbelprogramm ausgestellt: Stuhl, Sessel, Kinder- und Erwachsenenbett und Regal. Mart Stam präsentiert hier den ersten freitragenden Suhlrohrstuhl, dem später die berühmteren Modelle von Mies van der Rohe und Marcel Breuer folgten. Die von Stam entworfenen Möbel waren von der Fa. Arnold geliefert worden. Auch ein 1932 prämierter Aluminiumstuhl von Marcel Breuer wurde bei der Fa. Arnold gebaut 100 Jahre … 1971, S. 5. Beschreibung Die Fabrikanlage in Kempen von 1901 (Foto bei Hermes 1972, S. 2) hatte optisch drei wesentliche Bezugspunkte: die parallel zur Bahnlinie entstehende dreigeschossige Endmontage, die Lackiererei mit Schlosserei, der axial ein Wasserturm in reichhaltiger Backsteinarchitektur vorangestellt wurde und die Gießerei mit prächtiger Giebelausstattung zur Bahnlinie. An der vorbeiführenden Straße, dem Werkseingang zugeordnet, wurde das Verwaltungsgebäude errichtet. Das für die Firmengeschichte so wichtige Rohrwerk von 1905 arrondiert die Werksanlage im Osten. Die Werkserweiterung von 1910 (Endmontage) und 1914/15 (Lackiererei) ergaben eine neue, aus drei Giebeln sich bildende Hauptschauseite, in der ein vorgelagerter Treppenturm einen ähnlichen Akzent setzt, wie zuvor der Wasserturm bei der Gründungsanlage. Rohrwerk 1905 Zweigeschossiger Backsteinbau über hohem Sockelgeschoss auf winkelförmigem Grundriss mit Satteldach. Wechsel von rotem Mauerwerk und gelben Ziegeln für Architekturgliederungen. Große Rechteckfenster überwiegend mit liegenden Formaten. Im Sockelgeschoss sind die Fenster durch Backsteinpfeiler geteilt. Stürze aus Doppel-T-Träger, kleinteilige Metallsprossenfenster, Wandvorlagen zwischen den Fensterachsen sind unter der Traufe durch Konsolfries verbunden. Südgiebel mit gekappten Fialen über den Eckpfeilern und treppenförmig gestufter Mittelzone. Der Südgiebel wird teilweise verstellt durch einen Anbau von 1960. Zum Werkshof orientiert gliedert sich an den Hauptbau des Rohrwerkes rechtwinklig ein zweigeschossiger Backsteinbau für Sägerei und Rohrlager an. Bedeutung Die Firma L.&C. Arnold ist ein Beispiel für einen Zweig der industriellen Produktion, der darauf ausgerichtet war, in der Vergangenheit handwerklich erzeugte Produkte seriell herzustellen, um sie damit über Massenproduktion einem wachsenden Markt in der Industriegesellschaft zugänglich zu machen. Dieser Vorgang wurde von der zeitgenössischen Zivilisationskritik zunächst mit großen Vorbehalten begleitet und wurde erst als Teile unserer Kultur in den 20er Jahren anerkannt. Stahlrohre als Konstruktionselement der neuartigen Möbel spielte dabei eine überragende Rolle, prägte insbesondere das Stuhldesign der Avantgarde jener Zeit, aber auch die Alltagskultur in Krankenhäusern, Sanatorien etc. Die Firma Arnold dokumentiert mit ihrem Werk in Kempen den Herkunftsort dieser Produkte und vermittelt mit der Größe der Werksanlagen einen Eindruck von der Bedeutung dieses Produktionszweiges. In der architektonischen Ausbildung zeigt das Werk Kempen eine qualitätsvolle Backsteinarchitektur des Historismus. Bemerkenswert ist der Übergang von den althergebrachten Segmentbogenfenster zu den schon 1901 verwendeten großen Rechteckfenstern, die eine günstigere Belichtung der Fabrikräume ermöglichten und zusammen mit den Wandvorlagen eine das innere Konstruktionssystem spielende Rasterarchitektur im Fassadenaufbau ergeben und auf die zukünftige Architektur der klassischen Moderne verweisen. Die betrieben Bauten sind daher für die Entwicklung der Architektur von Bedeutung. Das Werk L.&C. Arnold lieferte schließlich einen Beitrag für die Industrialisierung des Niederrheins und der Stadt Kempen. Das Werk der Firma L. & C. Arnold in Kempen ist daher in den beschriebenen Teilen bedeutend für die Geschichte des Menschen, für die Entwicklung der Produktions- und Arbeitsverhältnisse und für die Geschichte der Stadt Kempen. Seine Erhaltung liegt aus städtebaulichen und wissenschaftlichen, insbesondere wirtschafts-, technik- und architekturgeschichtlichen Gründen im öffentlichen Interesse. | 1905                           | 15. Dezember 2005  | 270             |
| Voßen Kreuz                                         | Voßen Kreuz                                         | St. Hubert Bartzheide 1a Karte                       | Die Drabbensche Chronik auf Beyertzhof erwähnt schon im 17. Jahrhundert das in der Nähe vom Voßenhof stehende Vossen-Kreuz. Das ursprünglich unter dem großen Eichenbaum stehende Wegkreuz wurde - bedingt durch die neue Straßenführung in der St. Huberter Heide- in den verkleinerten Hausgarten der Eheleute Johannes und Maria Driehsen versetzt. Am 3. Juni 1984 fand die feierliche Einweihung statt. Die Eigentümer und der St. Huberter Heimatverein hatten vorher eine Restaurierung von Kreuz und Korpus besorgt | 17. Jh.                        | 28. April 1988     | 128             |
| Haus Baaken                                         | Haus Baaken                                         | Tönisberg Bergstraße 2 Karte                         | Zweigeschossiges Eckhaus zur Schaephuysener Str. hin. Backstein, zweigeschossig in 3:3 Achsen, Lisenengliederung und Sandstein-Türgewände. Geschweifter Giebel über den beiden linken Achsen. Wetterfahne mit Jahreszahl 1750. Beschreibung des Heimatvereins Tönisberg Das Haus blickt auf eine über 250 Jahre lange Geschichte als Gasthof zurück und hieß früher auch „Jägerhof“ und „Restauration zum Hirsch“. Der älteste Gebäudeteil, in welchem heute die Heimatstube des Heimatvereins Tönisberg untergebracht ist, stammt aus der Mitte des 16. Jahrhunderts. Das Hauptgebäude, ursprünglich im Jahre 1611 als Fachwerkbau errichtet, erhielt seine heutige Gestalt im Jahre 1750. Dies wird durch die eiserne Giebelzier belegt. Zu diesem Zeitpunkt erhielt das Gebäude Umfassungsmauern aus Backstein, die an den beiden Straßenseiten im Spätbarockstil gestaltet sind. Besonders schön der Schweifgiebel mit den Kugelaufsätzen. In den früheren Gasträumen und der Opkammer befindet sich seit 2008 das private Museum für Niederrheinische Pottbäckerkeramik. | 1750                           | 26. September 1983 | 22              |
| Ehemalige Schule Tönisberg                          | Ehemalige Schule Tönisberg                          | Tönisberg Bergstraße 38 Karte                        | Die ehemalige Volksschule von Tönisberg, heute als städtisches Verwaltungsgebäude genutzt (z. T. vermietet), ist ein zweigeschossiges Backsteingebäude am südwestlichen Rand von Tönisberg. An der Gabelung von Bergstraße und Windmühlenweg gelegen, stellt es inmitten neuer Wohnhäuser das einzige historische Gebäude in seiner näheren Umgebung dar. Die Eingangsfassade der Schule ist in Richtung auf den Ortskern von Tönisberg orientiert. Das etwas unharmonisch wirkende Erscheinungsbild des Baukörpers mit einem giebelständigen und einem größer wirkenden traufenständigen Flügel spiegelt eine Zweiteiligkeit wider, die in diesem Maße nicht von Anfang an gegeben war, sondern Ergebnis der Baugeschichte ist. Laut den vom Heimatverein zusammengetragenen Informationen wurde die Schule 1880 nach einem Plan des Krefelder Architekten Wienges errichtet. Eine Skizze von 1885 zeigt den damals vorhandenen ursprünglichen Baubestand: einen zweigeschossigen Giebel, in den Abmessungen (wenn auch nicht in den Einzelformen) dem heutigen entsprechend, und einen nur eingeschossigen traufständigen Trakt, in dem sich der Schulsaal befand. Der giebelständige Hausteil diente in beiden Geschossen als Wohnung. Der Eingang befand sich an derselben Stelle wie heute, zwischen den beiden Hälften. Ein 1912 aufgenommenes Foto zeigt dagegen bereits den heutigen Zustand, d. h. vor allem eine Aufstockung des Schulsaals um ein weiteres Geschoss und die schmückenden Eck- und Firstbetonungen des Giebels. Die Hinzufügung einer zweiten Klasse muss also zwischen 1885 und 1912 erfolgt sein, wobei die ebenfalls hinzugekommenen Schmuckformen eine Bauzeit in den 1890er Jahren wahrscheinlich machen. Durch die Aufstockung haben sich die Proportionen insofern umgekehrt, als dass der Saalteil nun den ursprünglich übergeordneten Wohnteil in seiner Wandfläche überragt. Zusammen mit den typischen Geschoss- und Kranzgesimsen (Deutsches Band) sind die genannten Betonungen die einzigen gestalteten Elemente an der ansonsten schmucklosen Fassade. Der Schulsaalteil besitzt fünf Achsen segmentbogiger hochrechteckiger Fensteröffnungen (die Fenster modern erneuert), in seiner linken EG-Achse befindet sich tief eingemischt und erhöht über einigen Stufen der Haupteingang mit einer alten zweiflügeligen (Holztür mit flachen Festons unter Glaseinsätzen). Der Giebel des Wohnteils besitzt drei Achsen gleichformatiger Fenster, darüber im Giebelfeld ist noch einmal ein Paar kleiner Fenster angeordnet. Die ursprünglich flügelartige Gruppierung der beiden Bauteile ist heute durch einen rückwärtigen Anbau an den Saaltrakt zu einem im Grundriss kompakten Rechteck geschlossen. Dieser Anbau entstand möglicherweise schon mit der Aufstockung oder wenig später. Während die Wandflächen ringsum steinsichtig geblieben sind, besitzt der rückwärtige Giebel der Wohnung einen Zementputz. Die Dachflächen der beiden Satteldächer sind weitgehend geschlossen und haben keine Aufbauten. Wichtigstes historisches Element im Inneren ist die Tatsache, dass die beiden Schulsäle im Grundriss ablesbar geblieben sind. Ferner sind zwei historische Treppen erhalten; die ältere im Wohnhausteil mit betontem Anfangspfosten und gedrechselten Stäben, die zweite hinter den Klassen ebenfalls mit Anfangspfosten und einer geschlossenen Brüstung. Als ehem. Schule des Ortes Tönisberg ist das Gebäude Bergstraße 38 in Tönisberg bedeutend für Kempen. Inmitten ihrer heute baulich disparaten Umgebung vermag die Schule als einziges Gebäude einen erkennbar historischen Akzent zu setzen, zumal viele Einwohner Tönisbergs wohl noch tatsächlich hier ihre Schulzeit verbracht haben. Architekturgeschichtlich kommt der Schule in Tönisberg keine hervorragende Bedeutung zu. Das etwas heterogene Äußere spiegelt das typische Wachstum einer Schule wider, das hier in Tönisberg nicht durch einen eigenständigen Erweiterungsbau, sondern durch eine Aufstockung umgesetzt wurde. Zusammen mit der ebenfalls typischen Reihung großer Fenster ist der Zweck des Gebäudes hier somit schon von außen eindeutig zu erkennen. Bis auf die unpassenden modernen Fenster ist die Eingangsfassade einschließlich Tür noch gut erhalten. Im Inneren zeugen der Grundriss mit der Lage des Eingangs und den vorhandenen beiden Klassenräumen sowie die Treppen von der historischen Nutzung. Der Zeugniswert insgesamt für ein ländliches Schulgebäude des späten 19. Jahrhunderts ist daher trotz der erkennbaren Veränderungen noch intakt. Aus schulgeschichtlichen, vor allem aber aus ortsgeschichtlichen Gründen ist daher ein öffentliches Interesse an der Erhaltung und Nutzung der ehemaligen Schule gegeben. Die ehemalige Schule in Tönisberg, Bergstraße 38 ist bedeutend für Kempen. An ihrer Erhaltung und Nutzung besteht aus wissenschaftlichen, hier schul- und ortsgeschichtlichen Gründen ein öffentliches Interesse. Sie ist daher gemäß § 2(1) des Denkmalschutzgesetzes NW ein Baudenkmal. Beschreibung des Heimatvereins Tönisberg: Da die Dorfschule an der Vluyner Straße für die 201 Schulkinder des Ortes zu klein geworden war, baute die Gemeinde Tönisberg 1880 ein neues Schulgebäude mit Lehrerwohnung an der Hülser Straße. 1910 musste ein weiterer Klassenraum aufgestockt werden. Seit 1966 wird das Gebäude nicht mehr als Schule genutzt und 2007 verkauft. Das Haus wurde denkmalgerecht saniert und zu Wohnungen umgebaut. | 1880                           | 1. Februar 2001    | 261             |
| Kreuz am Klein-Boxhof                               | Kreuz am Klein-Boxhof                               | Schmalbroich Boxweg 6 Karte                          | Dieses schwarzlackierte Flurkreuz aus Gusseisen steht im Schutz einer Birke. Der Unterschaft ist erneuert. Der neugotische Kreuzschaft mit durchbrochenen Ranken und Dreiblattabschlüssen zeigt starke Korrosionsschäden. Korpus und Kreuzinschrift sind silberbronziert. Sie sind auf einer roten Unterlage befestigt. Am Kreuzfuß ist ein neugotisches Tabernakelgehäuse mit Maßwerkfüllung und Fialenpaaren angebracht. In diesem Gehäuse steht ein ebenfalls silberbronzierter Engel. In seiner Rechten hält er ein Kreuz, in der erhobenen linken Hand einen Kelch. | unbekannt                      | 28. April 1988     | 125             |
| Beyertzhof                                          | Beyertzhof                                          | St. Hubert Breite Straße 52 Karte                    | Vierflügelige Backstein – Hofanlage aus dem ausgehenden 19. Jahrhundert. Das Wohnhaus ist zweigeschossig. Aufteilung in 7 Achsen mit Lisenengliederung. Die Erhaltung des Hofes liegt aus ortsgeschichtlichen und volkskundlichen Gründen im öffentlichen Interesse. | 19. Jh.                        | 1. Oktober 1991    | 167             |
| Denkmal für Freiherr Felix von Loe                  | Denkmal für Freiherr Felix von Loe                  | Kempen Burganlage Karte                              | Denkmal des Freiherrn Felix von Loe, Vorsitzender des am 8. Nov. 1882 in Kempen gegründeten Rheinischen Bauernvereins. Figur: Bronze, Höhe 2,80 m Sockel: Stein Auf dem Sockel befinden sich folgende Inschriften: Vorderseite: Seinem Begründer und ersten Vorsitzenden Freiherrn Felix von Loë in Dankbarkeit und Liebe Der Rheinische Bauernverein Rückseite: Freiherr Felix von Loë Geboren am 23. Januar 1823 zu Düsseldorf. Zum Präsidenten des Rheinischen Bauernvereins gewählt am 8. November 1882, gestorben am 26. Mai 1896 zu Räckelwitz. Das Denkmal ist ein Entwurf des Düsseldorfer Bildhauers Leo Müsch. Der Bronzeguss wurde 1901 bei der Düsseldorfer Bild und Bronzegießerei Förster und Kracht fertiggestellt. Die Enthüllung des Denkmals erfolgte am 15. Juli 1901. „Die Gründung des Rheinischen Bauernvereins vor fast 80 Jahren durch Freiherrn von Loe war eine volkswirtschaftliche Großtat. Der Verein ist jetzt mit seinen Nachfolgeorganisationen mit den Unterabteilungen und Tochterinstituten in fast jeden jedem Dorf der alten Rheinprovinz vertreten, und mit seinen mehr als 100.000 Mitgliedern ist er die größte landwirtschaftliche Standesorganisation Westdeutschlands geworden.“ (Leo Klövekorn im Heimatbuch des Landkreises Kempen-Krefeld 1961) Das von Loe-Denkmal ist aus ortsgeschichtlichen und künstlerischen Gründen von Bedeutung. An seiner Erhaltung besteht ein öffentliches Interesse. | 1882                           | 21. Juni 1994      | 252             |
| Ehemaliges Stallgebäude                             | Ehemaliges Stallgebäude                             | Kempen Burgring 2 Karte                              | Fachwerkbau rückwärtig an Burgring 2 angebaut, ehemalige Nutzung wahrscheinlich Stallgebäude, zu Objekt Kuhstr. 19 gehörend. | unbekannt                      | 1. Oktober 1987    | 112             |
| Wohnhaus                                            | Wohnhaus                                            | Kempen Burgring 39 Karte                             | Der rötliche Klinkerbau vom Ende des 19. Jahrhunderts, gliedert sich in zwei Geschosse mit drei Achsen. Über der schmalen Sockelzone ist die Fassade mit der typischen Kantenquaderung versehen. Die Fenster beider Geschosse zeigen Rundbogengewändung mit farblich differenziertem Bogenabschluss. Zur Bezeichnung der Geschosse durchzieht die Horizontale ein ornamentaler Schmuckfries. Unter dem Walmdach verläuft ein weiterer Zierfries, der jedoch in der Hauptfassade entfernt wurde. | Ende 19. Jahrhunderts          | 25. Mai 1993       | 207             |
| Wohnhaus                                            | Wohnhaus                                            | Kempen Burgring 41 Karte                             | Das zweigeschossige Objekt teilt sich in vier Achsen. Es findet eine starke Betonung der ersten Achse von links statt, die risalitartig vorgezogen ist. Sie ist über beide Geschosse profilverputzt. Über dem kräftigen Gewände ist das Obergeschoss durch aufwändige Stuckierung eindeutig als „Beletage“ ausgewiesen. Die Fenstersohlbank der ersten linken Achse ruht auf Stuckbalustraden. Über dem Flachbogenabschluss schließt sich ein von Konsolen getragenen Segmentbogengiebel mit Stuckkassetten mit Rosetten. Über ihren Flachbogengewänden befinden sich Fragmentbogen mit Stuckkartusche. Die drei Achsen schließen ein Kranzgesims mit ornamentalem Kragsteinmittelfeld ab. Dem Satteldach lagert sich die zum Barockgiebel hochgezogene linke Achse vor. Das Haus besitzt noch das historische Türblatt und die originalen Fensterrahmen mit sehr reizvollem Schnitzdekor. | Ende 19. Jahrhunderts          | 25. Mai 1993       | 208             |
| Bürohaus                                            | Bürohaus                                            | Kempen Burgring 43 Karte                             | Der Ziegelbau von 1899 präsentiert sich in seiner Hauptansicht dreiachsig. Die erste Achse des zweigeschossigen Gebäudes springt vor. Die Fenster sind mit kräftigen, historisierenden Gewänden ausgestattet – in dem Bogenfenstergewände des ersten Geschosses befindet sich das Kempener Stadtwappen. In dem zurücktretenden Frontteil befindet sich in der linken Achse der Eingang. Mit reich dekoriertem Originaltürblatt. Die Fenstergewände des Obergeschosses haben Segmentbogenform, profiliert und ruhen jeweils auf zwei Konsolen. Unterhalb des schiefergedeckten Mansarddachs verläuft ein konsolengestütztes, verkröpftes Traufgesims. Die Seitenfassade des Gebäudes gestaltet sich dreiachsig. In dieser Ansicht zeigt sich der Sockelbereich als sehr schadhaft. In der linken Achse des Erdgeschosses befindet sich eine stuckgeschmückte Nische, die wahrscheinlich früher dort postierte Statuette fehlt. Die Mittelachse ist risalitartig vorgezogen. Das Rechteckfenster wurde nach unten hin verlängert, so dass die Sohlbank und die sich darunter befindende Kassette entfernt werden mussten. Über dem Fenstergewände befindet sich ein Löwenkopf. Das erste Obergeschoss ist mit Rundbogenfenster ausgestattet. In der linken Achse befindet sich die Jahreszahl 1899. Heute sind in dem Gebäude die Büroräume der Kreisverwaltung Viersen untergebracht. | 1899                           | 25. Mai 1993       | 209             |
| Wohnhaus                                            | Wohnhaus                                            | Kempen Burgring 44 Karte                             | Das giebelständige, zweigeschossige Wohnhaus gliedert sich in seiner Hauptansicht einachsig mit einem Seitenflügel. Das Erdgeschoss gestaltet sich in Quaderputz. Das Segmentbogenfenster trägt reiche Stuckdekoration. Vor dem Segmentbogenfenster im Obergeschoss gestaltet sich ein Balkon auf ornamentalen Konsolen. Dem Dach ist ein Dreiecksgiebel vorgeblendet mit zwei Flachbogenfenstern. Der Giebel ist mit einem gesprengten Gesims, Klötzchenfries und floralem Stuck versehen. Über die ganze Fassadenhöhe zieht sich eine Kantenquaderung. Als erheblicher baulicher Eingriff muss der mauerartige Vorbau im Erdgeschoss erwähnt werden. Der Eingang des um 1905 entstandenen Gebäudes befindet sich in der Traufseite Man erreicht ihn über eine einläufige Treppe vor dem Seitenflügel, die von einer auf Pilaster ruhenden Flachbogenarchitektur verdacht wird. Im Obergeschoss dieses Seitenflügels befindet sich über dem Eingangsbereich eine Loggia in vergleichbarer Darstellung. Ein zweites Obergeschoss des Seitenflügels tritt zurück und ist durch eine Ziegelsteinverkleidung sehr verfremdet. | um 1900                        | 25. Mai 1993       | 212             |
| Wohnhaus                                            | Wohnhaus                                            | Kempen Burgring 45 Karte                             | Das um 1900 entstandene Objekt besteht aus 2 ½ Geschossen mit drei Achsen. Der Sockel präsentiert sich in Quaderputz. Direkt darüber schließen sich die Fenster an. Fenster und Türgewände sind als Flachbogen gearbeitet, ein Flachbogengiebel verdacht den Eingangsbereich. Den größten Teil des Untergeschosses nimmt rötliches Ziegelmauerwerk ein. Im Obergeschoss herrscht Putzmauerwerk vor, schmückende Elemente sind in rotem Ziegel ausgeführt. Die Fenster der linken und rechten Achse bilden Rundbogenabschlüsse, in der Mittelachse befindet sich ein Rechteckfenster, das wahrscheinlich erst durch einen Umbau derart gestaltet wurde. Das halbe Geschoss unter dem Satteldach ist ganz in Backstein ausgeführt und wurde wahrscheinlich nachträglich erst ausgeführt. Der historische Charakter wurde durch die baulichen Eingriffe stark beeinträchtigt. Der Eingang besitzt heute eine verglaste Metalltür, die Fenster im Untergeschoss ebenfalls Metallrahmen. Im Obergeschoss handelt es sich um schlichte Holzrahmen. Das Dach ist ein Satteldach mit Betonziegeldeckung und hat im Traufbereich eingeschnitten eine Dachgaube. | um 1900                        | 25. Mai 1993       | 213             |
| Wohnhaus                                            | Wohnhaus                                            | Kempen Burgring 47 Karte                             | Zweigeschossiges Wohnhaus mit drei Achsen um 1900. Der Eingang in der ersten Achse von rechts zeigt Rundbogenformen. Sein Gewände ist profiliert und bildet Pilaster. Die Fenster, ebenfalls mit Rundbogen, haben eine ausgeprägte Sohlbank und werden mit Balusterreihen unterlegt. In den Bogenabschlüssen befinden sich Schmuckkartuschen. Mit Ausnahme der leicht vorspringenden rechten Achse ist das Gebäude in gelbem Klinker ausgeführt. Das Obergeschoss zeigt großzügige Rechteckfenster mit profilierten, Gewänden, die ebenfalls mit Balusterfeldern unterlegt sind. Der Balkon mit Balustrade, der sich ursprünglich in der Mittelachse befand, wurde 1966 entfernt. Heute befindet sich an seiner Stelle eine Vergitterung. Über dem kräftigen Kranzgesims schließt sich ein neues Mansarddach mit zwei Fenstern an. Das Dach ist im unteren Teil mit Schiefer eingedeckt. Das Haus besitzt sein historisches Türblatt mit Schnitzdekor und Dekorgitter. Die Fensterrahmen bestehen aus dunklem Holz. | um 1900                        | 25. Mai 1993       | 211             |
| Wohnhaus                                            | Wohnhaus                                            | Kempen Burgring 49 Karte                             | Zweigeschossiges Wohnhaus mit drei Achsen um 1900. Der Eingang in der ersten Achse von rechts zeigt Rundbogenformen. Sein Gewände ist profiliert und bildet Pilaster. Die Fenster, ebenfalls mit Rundbogen, haben eine ausgeprägte Sohlbank und werden mit Balusterreihen unterlegt. In den Bogenabschlüssen befinden sich Schmuckkartuschen. Mit Ausnahme der leicht vorspringenden rechten Achse ist das Gebäude in gelbem Klinker ausgeführt. Das Obergeschoss zeigt großzügige Rechteckfenster mit profilierten Gewänden, die ebenfalls mit Balusterfeldern unterlegt sind. Die Fenster haben helle Rahmungen. Das Mansarddach mit drei Fenstern ist neu. In der mittleren Achse des 1. Obergeschosses befindet sich ein Balkon mit Balustrade. Das Haus besitzt sein historisches Türblatt mit Schnitzdekor und Dekorgitter. Die Fensterrahmen bestehen aus dunklem Holz | um 1900                        | 25. Mai 1993       | 210             |
| Wohnhaus                                            | Wohnhaus                                            | Kempen Burgring 65 Karte                             | Das dreigeschossige Eckhaus aus der Zeit der Jahrhundertwende gliedert sich in seiner Ansicht zum Burgring in drei Achsen. Heute wird die Fassade teilweise von einem zweigeschossigen Anbau verdeckt, der ursprünglich im Obergeschoss ein Wintergarten war. Die Sockelzone besitzt einen plastischen Blütenfries und ein Profilgesims. Erd- und erstes Obergeschoss gestalten sich in Putzquader, das zweite Obergeschoss in Profilputz. Im Erdgeschoss sind Eingang und Rechteckfenster profilgewändet. Horizontal grenzt ein profiliertes Gurtgesims das Untergeschoss optisch ab. Die Rechteckfenster der ersten Etage sind mit Putzgewändung versehen. Zwischen dem ersten und zweiten Obergeschoss wiederholt sich der plastische Blütenfries. Das zweite Obergeschoss zeigt in seinen Außenachsen Rechteckfenster, in seiner Mittelachse ein Segmentbogenfenster. In einer Wölbung zieht sich die Fassade in ihrer Seitenansicht zur Kurfürstenstraße hin. Das Haus besitzt sein historisches Türblatt. Es ist zu prüfen, ob das Flachdach tatsächlich die ursprüngliche Ausführung ist. | Ende 19. Jahrhundert           | 25. Mai 1993       | 214             |
| Wohnhaus                                            | Wohnhaus                                            | Kempen Burgring 67 Karte                             | Zweigeschossiges, dreiachsiges Wohnhaus um 1900, dessen Sockelbereich mit einem Sockelgesimse abschließt. Der Eingang mit profiliertem Rundbogengewände und Rocaille befindet sich in der leicht vorgezogenen Mittelachse, die sich durch Kantenquaderung auszeichnet. Die Rechteckfenster des Untergeschosses haben Gewände, welche sich in dem Seitenachsen als Pilaster gestalten. Horizontal gliedert sich die Fassade mittels eines Gurtgesimses mit floraler Plastik. Das Obergeschoss zeigt in der Mittelachse ein Rundbogenfenster mit Dreiecksgiebelverdachung mit Stuckdekor. Die beiden Außenachsen besitzen Rechteckfenster mit historisierendem Gewände. Über dem kräftigen Kranzgesims schließt sich ein Walmdach an. Türblatt und Fensterrahmungen sind original. | um 1900                        | 25. Mai 1993       | 215             |
| Villa Horten                                        | Villa Horten                                        | Kempen Burgring 73 Karte                             | 2-geschossiges Wohnhaus in 3:6 Achsen, entstanden 1870, auf der Seitenfassade 2-achsiger Mittelrisalit, spätklassizistische Putzfassade, Mansarddach. | 1870                           | 29. März 1984      | 96              |
| weitere Bilder                                      | Franziskanerkloster, Paterskirche                   | Kempen Burgstraße 19–23 Karte                        | a) Klostergebäude von 1747ff., vierflügelige, dreigeschossige Anlage um Binnenhof mit zwei Risaliten im NO. | 1747                           | 26. September 1983 | 5a              |
| weitere Bilder                                      | Paterskirche                                        | Kempen Franziskanerstraße Karte                      | Klosterkirche von 1637 im gotischen Stil, einschiffig mit gestrecktem fünfachtel Chorabschluss. | 1637                           | 26. September 1983 | 5b              |
| Klösterle                                           | Klösterle                                           | Kempen Franziskanerstraße 1 Karte                    | Nebengebäude des Klosters, 2-geschossig, 5 Achsen, verputzt, Ankersplinte mit Datierung 1753. | 1753                           | 26. September 1983 | 5c              |
| Ehemaliges Leichenhäuschen des Klosters             | Ehemaliges Leichenhäuschen des Klosters             | Kempen Orsaystraße Karte                             | Ehem. Leichenhalle, 2. H. 18. Jh., Backsteinhäuschen mit Mansardenwalmdach. | 2. H. 18. Jh.                  | 26. September 1983 | 5d              |
| Wohn- und Geschäftshaus                             | Wohn- und Geschäftshaus                             | Kempen Burgstraße 30 Karte                           | Zweigeschossiges stumpfwinkeliges Eckhaus in 4:4 Achsen, verputzt. Zur Thomasstraße zeigt sich das Gebäude mit einer bossierten Stuckfassade. Im Erdgeschoss befinden sich der Eingang zur Buchhandlung sowie zwei Schaufenster. Alle drei Öffnungen haben einen korbbogenförmigen oberen Abschluss. Im I. Obergeschoss befinden sich vier Fenster mit ansprechender Gewändeform. Im Brüstungsbereich ringförmig an den Jugendstil erinnernde Ornamente. Das Haus stammt aus dem 18. Jahrhundert und ist zu Beginn des 20. Jahrhunderts mit einer neuen Fassade versehen worden. | 18. Jh.                        | 17. Dezember 1991  | 171             |
| Wohnhaus                                            | Wohnhaus                                            | Kempen Burgwall 8 Karte                              | Wohnhaus aus dem 18. Jahrhundert, 2-geschossig in 5 Achsen. Das Haus ist in Backstein erbaut und geschlämmt. | Anfang 18. Jahrhundert         | 8. November 1983   | 59              |
| Georgsbrunnen Kriegerdenkmal                        | Georgsbrunnen Kriegerdenkmal                        | Kempen Buttermarkt Karte                             | Der Georgsbrunnen ist ein Kriegerdenkmal für die aus der Stadt Kempen und der Gemeinde Schmalbroich Gefallenen des Krieges 1870/71. Vorbild für die Figur des hl. Georg ist die Darstellung von Donatello im Bargello-Museum, Florenz. An einem achteckigen Blumenbecken mit Säulenschaft sind zwischen einem antiken, weiblichen Genienpaar zwei Gedenkplatten angebracht. Aus der mühlsteinartigen Oberschale erhebt sich ein achteckiger Steinpfeiler mit Löwenköpfen, die als Wasserspeier dienen. Darüber steht der hl. Georg. Seine Rechte stützt er auf das Schwert. Die Linke hält er lässig in die Hüfte gestützt. Sein Blick ist leicht nach unten geneigt. Zwischen seinen Füßen liegt ausgestreckt der getötete Drache. Inschriften: Nordseite, Standplatte: geg. Lauchhammer E. Albrecht fec. 1912. | 1912                           | 28. April 1988     | 118             |
| weitere Bilder                                      | Heilig-Geist-Kapelle                                | Kempen Buttermarkt 4 Karte                           | Ehemalige Kirche des Hospitals zum Hl. Geist. Einschiffiger, verputzter Backsteinbau mit polygonalem Chorschluss und Kreuzrippengewölbe. Eingangsseite heute durch Wohnhaus zugebaut. (15. Jh.) | 15. Jh.                        | 26. September 1983 | 4               |
| Wohn- und Geschäftshaus                             | Wohn- und Geschäftshaus                             | Kempen Buttermarkt 5 Karte                           | 3-geschossiges Giebelhaus in 3 Achsen, verputzt mit Steingewänden, Kreuzgiebeldach, EG wurde durch Ladeneinbau verändert. Das Haus stammt ursprünglich aus dem 18. Jh. | 18. Jh.                        | 26. September 1983 | 42              |
| Wohn- und Geschäftshaus                             | Wohn- und Geschäftshaus                             | Kempen Buttermarkt 6 Karte                           | Dreigeschossiges Wohn- und Geschäftshaus; das Dachgeschoss mit senkrechtem zur Straße stehendem First ist durch einen gestuften, barocken, Volutengiebel angeschlossen. Die dreiachsige Fassadengliederung ist im ersten Obergeschoss erhalten, im Erdgeschoss jedoch durch eine durchgehende Fensterfront ersetzt. Der Volutengiebel ist zweiachsig gehalten. Die Putzfassade ist horizontal durch Putzgesimse untergliedert, auf der rechten und linken Gebäudeecke durch flache Pilaster begrenzt. | unbekannt                      | 6. Juni 1991       | 165             |
| Wohn- und Geschäftshaus                             | Wohn- und Geschäftshaus                             | Kempen Buttermarkt 7 Karte                           | 3-geschossiges Wohnhaus in 4 Achsen aus dem 18. Jahrhundert; verputzt mit Ecklisenen. Portal in Blausteingewände mit schmiedeeisernem Gitter in der Suptraporte. | Mitte 18. Jahrhundert          | 8. November 1983   | 66              |
| Wohn- und Geschäftshaus                             | Wohn- und Geschäftshaus                             | Kempen Buttermarkt 12 Karte                          | Wohn- und Geschäftshaus mit Nebengebäuden 2-geschossig in 3 Achsen, verputzt, Krüppelwalmdach; Putzfassade, Fenster verändert, Errichtung Anfang 19. Jahrhundert unter Einbeziehung älterer Bausubstanz. | Anfang des 19. Jahrhunderts    | 18. Dezember 1986  | 108             |
| Wohn- und Lichtspielhaus                            | Wohn- und Lichtspielhaus                            | Kempen Buttermarkt 15 Karte                          | Dreigeschossiges Gebäude mit klassizistischem Dreiecksgiebel in vier Achsen aus dem Anfang des 20. Jahrhunderts. Das Gebäude wird als Lichtspielhaus genutzt. Die Putzfassade ist durch kräftige Gesimse horizontal gegliedert. Das Erdgeschoss ist verändert worden. Die Unterschutzstellung bezieht sich insbesondere auf die Fassade, beschränkt zur Kuhstraße hin und auf die Dachgestaltung. Das Gebäude ist aus städtebaulichen Gründen von Bedeutung. An seiner Erhaltung besteht ein öffentliches Interesse | Anfang des 20. Jahrhunderts    | 14. Juli 1992      | 183             |
| Wohnhaus                                            | Wohnhaus                                            | Kempen Buttermarkt 18 a Karte                        | Zweigeschossiges Wohnhaus aus der zweiten Hälfte des 19. Jahrhunderts; Ziegelfassade in zwei Achsen. Die Fenster sind mit voluminösen, reichgegliederten Gewänden in Haustein versehen, original erhalten und im Obergeschoss zweiflügelig mit Oberlicht und reichen kannelurartig gegliedert, dreidimensionaler Sprossen ausgestattet. | 2. Hälfte des 19. Jahrhunderts | 30. April 1991     | 151             |
| Wohn- und Geschäftshaus                             | Wohn- und Geschäftshaus                             | Kempen Buttermarkt 20 Karte                          | Dreigeschossiges Wohn- und Geschäftshaus aus der zweiten Hälfte des 19. Jahrhunderts, datiert im Eckerker auf 1878/79. Gliederung in 6:1:2 Achsen. Das Haus ist repräsentativ gestaltet, ganz im Sinne des Kunstverständnisses der Gründerzeit und verwendeten baugeschichtliche Stilmittel aus den Verschiedensten Epochen. Die in verschiedenfarbigem Ziegel gehaltene Fassade ist durch einen mittleren Risalit und eine abgeschrägte Ecke mit Erker zum Buttermarkt hin gegliedert. Die Fenster sind mit einem Dreiecksgiebel versehen und kannelierten korinthischen Säulen, die auf Rechteckbasen aufsitzen. Die Fenster sind noch original erhalten, großenteils zweiflügelig mit Oberlicht. Im Erdgeschoss sind größere Schaufenster eingesetzt, die möglicherweise die ursprünglichen Maße haben, jedoch die ursprünglichen Gewände zugunsten einer Metalleinfassung verloren haben. | 1878/79                        | 17. Dezember 1991  | 172             |
| weitere Bilder                                      | Wohnhaus                                            | Kempen Buttermarkt 21 Karte                          | Zweigeschossiges Eckhaus zur Kuhstraße in 4:7 Achsen, Backstein mit Ankersplinten und barockem Giebel. Walmdach; Sohlbänke und Türgewände aus Blaustein (17. Jahrhundert). | 17. Jh.                        | 26. September 1983 | 43              |
| 1. Fußfallstation Sieben Schmerzen Mariens          | 1. Fußfallstation Sieben Schmerzen Mariens          | Kempen Donkring 3 Karte                              | Bemalte Hochrelief-Figurengruppe in rundbogiger Ziegelsteinnische, 1975 in verglaster Fensteröffnung eingebaut. Entstehungszeit des Reliefs: 2. Hälfte des 19. Jahrhunderts. Es handelt sich um die bildliche Darstellung der „Sieben Schmerzen Mariens“. Damit wird an die Schmerzen Mariens erinnert, die sie während der kurzen Lebensspanne ihres Sohnes erdulden musste. | 2. Hälfte des 19. Jahrhunderts | 27. März 1990      | 132             |
| Wohnhaus                                            | Wohnhaus                                            | Kempen Donkring 17 Karte                             | Das Wohnhaus, um 1900 erbaut, ist 2-geschossig mit Mansarddach und 3-achsig. Das Dach ist im Steilbereich verschiefert, die flachgeneigten Flächen sind mit Ziegeln gedeckt. In der Mittelachse erhebt sich ab Obergeschoss ein Erker, vollverputzt, der mit einem Dreiecksgiebel abschließt. Die vorgeblendete Backsteinmauerwerkfassade ist durch Putzfelder geschmückt. Fenster und Türen zeigen profilierte Putzumrahmungen. Die Fensterrahmen sind noch original. Das Dachgesims ist als Konsolgesims ausgebildet. Drei alte Gauben in schöner Form befinden sich im Dach. Altes Türblatt. | 1900                           | 25. Mai 1993       | 204             |
| Wohnhaus                                            | Wohnhaus                                            | Kempen Donkring 19 Karte                             | Das Wohnhaus ist 2-geschossig und 4-achsig um 1900 erbaut. Ab dem OG kragt vor der 2. Achse von links ein Erker, vollverputzt, der mit einem Segmentgiebel abschließt. In der rechten Achse befindet sich im EG ein Tor, die Fassade ist Backsteinmauerwerk, heute gelb angestrichen. Horizontal gliedern die Fassade ein Geschoss- und ein Fensterbrettgesims. Fenster und Türöffnung sind mit Putzrahmung geschmückt. Im Dach befinden sich 2 alte Gauben. Das Dachgesims ist in Form eines Konsolgesimses ausgeführt. Das Mansarddach ist im Steilbereich verschiefert und im Flachbereich mit Ziegeln gedeckt. Altes Türblatt. | um 1900                        | 25. Mai 1993       | 216             |
| Wohnhaus                                            | Wohnhaus                                            | Kempen Donkring 21 Karte                             | Die vorgeblendete Fassade des 2-geschossigen, 5-achsigen Wohnhauses zeigt eine auffallend reiche Gestaltung, es wurde um 1900 gebaut. Die Mittelachse ist durch einen leicht vorgezogenen Eingang betont, über den sich im OG ein Balkon befindet, mit betonter Fenstertür. Die Achse wird von einem vollverputzten Segmentgiebel abgeschlossen, der sich über das Satteldach hinaus erhebt. Im UG ist die Fassade gequadert verputzt. Im OG sind je 2 Fenster mit Putzrahmung unter einem, sie überspannenden Dreiecksgiebel gefasst. Die Mittelachse ist betont vollverputzt, sonst rotes Backsteinmauerwerk mit hellen Fugen. Horizontal gliedert die Fassade ein Geschossgesims, das sich um den Balkon verkröpft sowie ein Gesimsfries. Die Gestaltung ist auffallend repräsentativ und hebt das Gebäude aus der Reihe heraus. | um 1900                        | 25. Mai 1993       | 217             |
| Wohnhaus                                            | Wohnhaus                                            | Kempen Donkring 23 Karte                             | Das Wohnhaus ist 2-geschossig, in 3 Achsen gebaut. Die vorgeblendete Putzfassade ist gequadert. Wie bei Nr. 25 ist die Eingangszone leicht vorgezogen und mit einem Giebel, der über das Satteldach hinausreicht, abgeschlossen. In diesem Giebel steht die Datierung 1901. Horizontal gliedert die Fassade ein Geschossgesims und ein Konsolgesims. Die Putzrahmung von Tür und Fenster ist reich, mit floraler Ornamentik über den Fenstern. Altes Türblatt. | um 1900                        | 25. Mai 1993       | 218             |
| Wohnhaus                                            | Wohnhaus                                            | Kempen Donkring 25 Karte                             | Das Wohnhaus 2-geschossig und 3-achsig wurde Anfang des 20. Jahrhunderts erbaut. Die Achse des Eingangsbereiches ist leicht vorgesetzt und im UG voll verputzt. Im OB wird diese Achse begrenzt durch verputzte Eckpilaster, die bis zum bekrönenden Schweifgiebel hinausführen. Die Fassade ich vorgeblendet, rotes Backsteinmauerwerk mit Verputzteilen um Tür und Fenster. Horizontale Gliederung erfährt das Gebäude durch Geschossgesims und Fensterbrettgesims, dazwischen Verputzteile unter den Fensteröffnungen sowie ein Konsolgesims. Ein Satteldach schließt das Gebäude nach oben ab. Altes Türblatt. | Anfang des 20. Jahrhunderts    | 25. Mai 1993       | 219             |
| Wohnhaus                                            | Wohnhaus                                            | Kempen Donkring 27 Karte                             | Das Wohnhaus wurde 2-geschossig und 4-achsig wurde Ende des 20. Jahrhunderts erbaut. Die rechte Achse ist verbreitert und leicht zurückversetzt. Im UG befindet sich dort ein Tor. Im OG befindet sich über dem Tor ein verbreitertes Fenster. Die Hauptfassade ist durch Ecklisenen begrenzt. Das Geschossgesims ist reliefartig profiliert. Die Fassadengestaltung zeigt stilisierte Rankenformen, wie Bänder auf die Fassade aufgeputzt, mit kurzen Girlanden im OG von den Lisenen ausgehend. 1902 wurde der rückseitige Anbau um 3 Achsen verlängert. Das Satteldach wurde 1966 ausgebaut. Die zweiflügelige Haustür und das breite dreiteilige Holztor sind Originalsubstanz. | Ende 19. Jahrhundert           | 25. Mai 1993       | 220             |
| Wohnhaus                                            | Wohnhaus                                            | Kempen Donkring 29 Karte                             | Das 2-geschossige, 3-achsige Wohnhaus entspricht in seiner vorgesetzten Putzfassade genau der von Nr. 27. Es wurde ebenfalls 1895 erbaut. Die Tür- und Fensteröffnungen sind profilierte gerahmt. Horizontale Gliederung erfährt das Gebäude durch ein Geschoss- und ein Fensterbrettgesims sowie ein Klötzchengesims im Traufbereich. Das Satteldach ist traufständig zur Straße hin ausgerichtet. Der Anbau nach hinten wurde 1925 mit einem weiteren Geschoss aufgestockt. Die zweiflügelige Holztür ist original. | 1895                           | 25. Mai 1993       | 221             |
| Wohnhaus                                            | Wohnhaus                                            | Kempen Donkring 31 Karte                             | Das Wohnhaus von 1895 mit vorgeblendeter gelblicher Klinkerfassade mit Putzfeldern ist 2-geschossig und 4-achsig. Die rechte Achse ist verbreitert, mit einem dreigekoppelten Fenster im OG und einem Tor mit einem Wappen auf dem Schlussstein und darüber ein Putzfeld mit floraler Ornamentik über den Fenstern. Horizontal wird die Fassade durch ein profiliertes Geschossgesims und ein Fensterbrettgesims gegliedert. Dazwischen befinden sich Ornamentfelder unter den Fensteröffnungen. Unter den floralen Schmuckformen sind teilweise andere gemauerte Fensterabschlüsse sichtbar. Das Dach ist ein Satteldach mit Ziegeleindeckung. Die Haustüre ist neu. Hinten an das Gebäude schließt sich ein Betriebsgelände und Anbauten an. Das Lagerhaus für Futter und Düngemittel wurde 1919 errichtet. Die Unterschutzstellung erfolgt ohne die hinteren Anbauten, Betriebsgebäude und Lagerhaus. Die gesamte Anlage ist ein gutes Beispiel für die Bebauung am Donkring, wo sich vielfältige kleinere Betriebe befanden. | 1895                           | 25. Mai 1993       | 222             |
| Wohnhaus                                            | Wohnhaus                                            | Kempen Donkring 33 Karte                             | Das Wohnhaus wurde 2-geschossig in 5 Achsen vor 1910 erbaut. Die vorgeblendete Putzfassade zeigt im UG ein Rustikalmauerwerk, Struktur in Putz und ist im OG fein gequadert. Die Mittelachse wird im UG durch dir Tür betont, darüber, im OG, durch Bekrönung des Fensters. Tür und Fenster sind profiliert gerahmt. Horizontal gliedert die Fassade ein verbreitertes Geschossgesims mit Ornamentfeldern unter den Fensteröffnungen. Das Mansarddach entstammt einem Dachausbau von 1924, daher rühren auch die Dachgauben. Nach einem Gutachten von 1987 befinden sich im Inneren noch Holzbalkendecken, Türen, Treppen und Fußböden aus Holz. Fensterrahmen sind aus Kunststoff. Altes Türblatt. | 1910                           | 25. Mai 1993       | 223             |
| Wohnhaus                                            | Wohnhaus                                            | Kempen Donkring 35 Karte                             | Das Wohnhaus aus der Jahrhundertwende ist 2-geschossig und 4-achsig mit vorgeblendeter Putzfassade, auffallend reich geschmückt, in historisierenden Formen. Die Sockelzone ist mit einem Ornamentfries gestaltet, das UG grob gequadert und im OG ist die Fassade als Backsteinputzmauerwerk gestaltet. Vertikal gliedern Ecklisenen, mit Diamantquadern geschmückt, die Fassade. Im UG sind die Fenster schlicht profiliert gerahmt, im OG sehr reich umfasst. Horizontal verläuft ein verbreitertes Geschossgesims mit Ornamentfeldern unter den Fensteröffnungen sowie in breites Gesimsband im Traufbereich. Die auffallend reiche und repräsentative Gestaltung nimmt neobarockes Formengut auf. Das Satteldach ist traufständig zur Straße ausgerichtet. | Ende des 19. Jahrhunderts      | 25. Mai 1993       | 224             |
| Wohnhaus                                            | Wohnhaus                                            | Kempen Donkring 37 Karte                             | Der 2-geschossige, 3-achsige Backsteinbau mit vorgeblendeter Putzfassade wurde 1895 erbaut. Die Fensterteilung zeigt noch die originale T-Form. Tür und Fensteröffnung sind von profilierter Putzrahmen, mit Ornamenten auf dem Schlussstein, geschmückt. Die Fassade wird horizontal durch ein Geschossgesims und ein Fensterbrettgesims sowie ein Klötzchengesims gegliedert. Ein Satteldach mit Ziegeleindeckung schließt das Gebäude nach oben ab. | 1895                           | 25. Mai 1993       | 225             |
| Wohnhaus                                            | Wohnhaus                                            | Kempen Donkring 41 Karte                             | Der dunkelrote Backsteinbau stammt von 1910. Das Wohnhaus wurde 2-geschossig in 5 Achsen erbaut und hat einen verputzten Sockelbereich. Im UG ist die mittlere Achse leicht zum Eingang verbreitert. Tür- und Fensteröffnungen sind segmentbogig abgeschlossen. Zum Garten ist das Gebäude 4-achsig. Ein Satteldach schließt das Gebäude nach oben ab. Beim Einbau von Wohnungen 1975 wurde zum Garten ein Fenster ausgebrochen und die Dachfläche nach vorne durch Dachfenster, zum Garten hin durch Gauben, verändert | 1910                           | 25. Mai 1993       | 226             |
| Wohnhaus                                            | Wohnhaus                                            | Kempen Donkring 43 Karte                             | Das Wohnhaus ist ein Eckhaus aus dem Jahre 1899. Zum Donkring zeigt es sich 2-geschossig und 4-achsig, wobei die 2 linken Achsen leicht vorgezogen sind. Die vorgeblendete Putzfassade ist im UG gequadert. Das OG ist in Backsteinmauerwerk mit vorgeblendeten Pilastern gestaltet. Die Fensterrahmungen sind profilierte Putzrahmungen. Unterhalb des Walmdaches verläuft ein Konsolgesims. Der Eingangsbereich liegt zum Mülgauweg. Bereits die Originalansicht zeigt einscheibige Fenster und an der Eingangsfront die zugemauerten Fenster der rechten Achse. Der Anbau hinten wurde 1934 zur Wohnung ausgebaut, wobei auch die Fassade verändert wurde. Die Fassade zeigt zum Teil sehr starke Ausblühungen, zwei Konsolen am Gesims fehlen, das Dachgesims scheint sich teils zu senken. | 1899                           | 25. Mai 1993       | 227             |
| Wohnhaus                                            | Wohnhaus                                            | Kempen Donkring 45 Karte                             | Das rote Backsteingebäude, ein Wohnhaus, stammt aus dem Jahre 1898 und verfügt nach hinten über einen eingeschossigen Anbau. 1923 wurde ein 2-geschossiges Lagerhaus an dieser Stelle errichtet. Das Gebäude gliedert sich 2-geschossig und 3-achsig. In die Fenster- und Türöffnungen sind kleine ¾ Säulchen eingestellt. Horizontal wird die Fassade durch ein Geschossgesims in Form eines Weinrankenfrieses sowie ein profiliertes Ziegelgesims gegliedert. Wie die Häuser Nr. 43 und Nr. 47, steht es mit seinem Satteldach traufständig zur Promenade. Sowohl Traufhöhe, als auch Dach- und Geschosshöhe dieser 3 Häuser sind gleich. Sie bilden ein geschlossenes Ensemble. | 1898                           | 25. Mai 1993       | 228             |
| Wohnhaus                                            | Wohnhaus                                            | Kempen Donkring 47 Karte                             | Das Wohnhaus, 2-geschossig, 3-achsig, mit vorgeblendeter Putzfassade, stammt aus der Zeit um 1900. Der Eingangsbereich befindet sich an der rechten Seite. Die Fassade zeigt historisierende Schmuckformen, mit einer gröberen Quaderung im UG und einer feineren im OG. Horizontal wird das Gebäude durch ein friesartig verbreitertes Geschossgesims gegliedert mit Ornamentfeldern unter den Fenstern und einem Konsolgesims, zwischen dessen Konsolen ein Klötzchenfries verläuft, geschmückt. An der Rückseite sieht man noch das Backsteinmauerwerk, aus dem das Gebäude aufgerichtet wurde. Auch dieses Gebäude steht traufständig zur Straße. | um 1900                        | 25. Mai 1993       | 229             |
| Wohnhaus                                            | Wohnhaus                                            | Kempen Donkring 55 Karte                             | Das 3-achsige, 2 ½-geschossige Wohnhaus mit vorgeblendeter Klinkerfassade, stammt aus der Zeit um 1900. Der Sockelbereich ist verputzt. Die 3 Achsen in Stufung jeweils leicht voneinander abgehoben. Die rechte Achse wird von einem geschweiften, vor das OG vorgeblendete Scheingiebel bekrönt. Im UG ist der Eingangsbereich durch Umbauten stark verändert. Die mittlere Achse ist ab OG ebenfalls leicht vorgezogen und ruht dort auf einem Rundbogenfries auf. Auch sie wird von einem Schweifgiebel bekrönt, der jedoch über das Satteldach hinausreicht. Die Fenster der linken Achse wurden 1981 in ihrer Breite verändert. Dafür nahm man die Originalfenster der Giebelseite und passt sie zusammen mit den Frontfenstern mittig in die Achse ein. Die originale Fensterbreite ist im OG noch deutlich lesbar. Ihren Schmuck erhält die Fassade auch durch die schmiedeeisernen Anker. Die Dachfläche wurde durch Dachflächenfenster verändert. In der mittleren Achse befinden sich Korbbogenfenster. Im Bereich des Scheingiebels der rechten Achse ist ein Kreissegmentbogenfenster. | um 1900                        | 25. Mai 1993       | 230             |
| Wohnhaus                                            | Wohnhaus                                            | Kempen Donkring 57 Karte                             | Das Wohnhaus, 2-geschossig und 3-achsig in rotem Backsteinmauerwerk ausgeführt, wurde 1898 erbaut. Die heutige Fassadengestaltung mit profilierter Putzrahmung der Fenster und Tür und den vertikal das Gebäude gliedernden vorgesetzten Mauerwerkbändern stammt aus dem Anfang des 20. Jahrhunderts und wurde vorgeblendet. Auf der Ansicht von 1897 ist die Fassade ganz schlicht und nur horizontal durch ein Geschossgesims gegliedert. Die Fensterrahmen sind aus Kunststoff. Der Sockelbereich ist verputzt. Das traufständige Gebäude schließt mit einem Satteldach ab. | 1898                           | 25. Mai 1993       | 231             |
| Wohnhaus                                            | Wohnhaus                                            | Kempen Donkring 59 Karte                             | Das 2 ½-geschossige Wohnhaus, in 3 Achsen gebaut, stammt aus dem Jahre 1902. Die vorverblendete Putzfassade zeigt historisierende Schmuckformen um Fenster und Tür. Optisch wird das Gebäude durch eine Lisene geteilt. Die rechte Achse hat ein breites Fenster im Untergeschoss und darüber im Obergeschoss zwei normal breite unter einer Schmuckrahmung gekoppelte Fenster. Sie wurde ursprünglich durch einen Schweifgiebel bekrönt. Die Fassade im Untergeschoss trägt Profilputz. Zum Garten ragt ein Erker im Untergeschoss weit vor, die Basis einer begehbaren Freifläche für das Obergeschoss. Nach oben abgeschlossen wird das Gebäude durch ein Mansarddach. Schönes altes Türblatt. Rechts an das Gebäude schließt sich eine schmiedeeiserne Einfriedung an. Das Gebäude wird incl. der schmiedeeisernen Einfriedung als Baudenkmal in die Denkmalliste eingetragen. | 1902                           | 25. Mai 1993       | 232             |
| Wohn- und Geschäftshaus                             | Wohn- und Geschäftshaus                             | Kempen Donkring 77 Karte                             | Das Eckgebäude Donkring 77 / Vorster Straße wurde 1898 als Gaststätte für Johann Bongartz, Wohnhaft Vorster Straße 1 errichtet. Planverfasser war der Architekt Hubert Dohmen. Auf Postkarten von 1930 wird das Haus als „Restaurant Thelen-Bongartz“ bezeichnet, mit „Gesellschaftszimmer, Autogaragen und Stallungen“. Es handelt sich um ein zweigeschossiges Eckgebäude in städtebaulich prominenter Lage, an der Einmündung der nach Süden führenden Landstraße in die Ringstraße (Stadterweiterung des 19. Jhs.) Entlang des Ringes ist es 8 regelmäßige Fensterachsen breit gelagert, zur Vorster Straße hin erstreckt es sich mit vier Achsen einschließlich eines Eingangs. In der für diesen Eckhaustyp charakteristischen Weise in die Ecke als zusätzliche Achse abgeflacht und enthält den eigentlichen Eingang zur Gastwirtschaft (mit alter Tür). Darüber ist sie durch einen vorkragenden Erker mit turmartiger Überhöhung im Dachbereich betont. Der 4x1x4 Achsen große Eckbereich des Baukörpers erhält durch ein Mansarddach ein weiteres Dachgeschoss, während der Baukörper im Bereich der linken vier Achsen entlang des Donkrings durch ein einfaches Satteldach ohne Dachausbau niedriger ausfällt. Die Straßenfassaden des Hauses zeigen eine Backsteinputzfassade, mit quaderrustizietem Erdgeschoss und verklinkertem Obergeschoss, in dem Brüstungen, Gewände und Gesimse durch ornamentierte Putzflächen bzw.- bänder dekoriert sind. Fenster und Türen des Erdgeschosses sind rundbogig, im Obergeschoss hochrechteckig mit strukturierten Putzgewänden. Die verschieferte Mansarde ist durch Gaubenfenster gegliedert, von denen allerdings nur noch der runde Okulus im turmartigen Aufbau der Eckachse seine ornamentierte Rahmung behalten hat. An der Vorster Straße ist das Haus an das Nachbargebäude angebaut, der freistehende Giebel links am Donkring sowie die Rückseiten sind zeittypisch schlicht und backsteinsichtig ausgeführt. Im Inneren ist die originale Grundrissteilung samt wesentlicher wandfester Ausstattungsdetails weitgehend erhalten. Der Schankraum im Erdgeschoss ist durch Unterzüge in drei Raumteile gegliedert. Stuckierte Kapitelle sowie Kehlprofile und Mittelrosetten ergeben ein anschauliches historisches Raumbild. Zum Giebel hin schließt sich die ehemalige Küche an, mit strapazierfähigem Terrazzoboden. Der Seiteneingang an der Vorster Straße führt in einen Flur mit Treppenhaus, der separat Nebenräume und die Deckenstuck im Erdgeschoss und über alle Geschosse die Holztreppe, zweiarmig gegenläufig mit Wendepodest und gedrechselten Geländerstäben. Im Obergeschoss ist über der EG-Restauration der „Gesellschaftsraum“ erhalten, mit Dielenboden und stuckierte Mittelrosetten an den Decken. Fremdenzimmer sowie Zimmer für Mägde und Wäsche- und Bügelarbeiten waren laut originalem Bauplan in der Mansarde untergebracht. Das Haus ist außerdem vollständig unterkellert. Es handelt sich um ein außen und innen in den wesentlichen Teilen sehr anschaulich erhaltenes Gaststättengebäude der Wende vom 19. zum 20. Jahrhundert, mit einer mehr als 100jähtigen Nutzungstradition. Hinzu kommt seine wertvolle städtebauliche Lage im Stadterweiterungsgebiet, in einer Ecksituation an der Einmündung einer der alten Landstraßen in die Ringstraße um den mittelalterlichen Ortskern. Innerhalb des hier rechtskräftigen Denkmalbereichs 2 besitzt es eine hohe Prägewirkung und setzt „einen auffallenden städtebaulichen Akzent“ (Satzung). Da auch im inneren sehr beachtliche Grundriss- und Ausstattungselemente der Bauzeit erhalten sind, ist eine Ausdehnung des Schutzumfangs vom städtebaulichen Erscheinungsbild auf das Gesamtgebäude einschließlich Inneres sachlich gerechtfertigt und angeraten. Als über 100 Jahre alte Gaststätte sowie als prägender baulicher Bestandteil des Städteerweiterungsgebietes entlang der Ring- und Ausfallstraßen ist das Gebäude Donkring 77 / Ecke Vorster Straße bedeutend für Kempen. An seiner Erhaltung und Nutzung besteht aus den beschriebenen städtebaulichen Gründen sowie insbesondere wegen der anschaulich erhaltenen Nutzungs- und Ausstattungsstruktur auch aus wissenschaftlichen, hier architekturgeschichtlichen Gründen ein öffentliches Interesse. Es handelt sich daher gemäß § 2 (1) Denkmalschutzgesetz NRW um ein Baudenkmal. | 1898                           | 1. Juni 2005       | 269             |
| Muttergotteshäuschen                                | Muttergotteshäuschen                                | Kempen Ellenstraße Karte                             | Dieses älteste Kempener Muttergotteshäuschen am ehemaligen Ellentor wird erst 1540 erwähnt. Drutgen Ververs stiftete in diesem Jahr für das ewige Licht in diesem Häuschen zu Ehren der hl. Anna und der Jungfrau Maria zwei Gärten am Schmalbroicher Weg. Am 9. Aug. 1766 erweiterte Katharina Sittarts diese Stiftung mit einem weiteren, am Ellentor gelegenen Garten. Ursprünglich stand dieses Häuschen zwischen der Neu- und Ellenstraße. Die Erweiterung des Möhlenrings im Jahre 1935 bedingte eine Rückversetzung auf das Grundstück der Familie Becker. Am 9. Aug. 1935 weihte Propst Oehmen dieses Heiligenhäuschen ein. Nur knapp zehn Jahre später wurde es im Zweiten Weltkrieg völlig zerstört. Nach einer Planung von Friedhelm Sieben wurde das Heiligenhäuschen wiedererrichtet und am 2. Feb. 1960 von Propst Lux geweiht. Das aus Feldbrandsteinen erbaute Häuschen trägt ein Sichtbetondach, das mit Kupferblech abgedeckt ist. Hinter dem über die Giebelspitze montierten gleicharmigen, vergoldeten Metallkranz befindet sich ein kleiner Kamin für den Rauchabzug. Die Nische für die Heiligenfigur ist durch ein weiß eingefasstes Fenster gesichert. Die wertvolle Darstellung der hl. Mutter Anna, die ihre Tochter auf der linken Seite ihres Schoßes trägt, stammt aus dem 16. Jahrhundert. Sie konnte aus den Trümmern gerettet werden. Josef Lutz aus Leutkirch im Allgäu restaurierte sie für die festliche Weihe am Lichtmesstag 1960. Unter der Nische ist eine Blumenbank aus Basaltlava angebracht, darunter eine ebenfalls aus Basaltlava gearbeitete Tafel mit folgender Inschrift: ST: ANNA SCHÜTZE STADT UND LAND MIT DEINEM KIND VOR NOT UND BRAND 1550 + 1960 | 1540                           | 28. April 1988     | 121             |
| Wohn- und Geschäftshaus                             | Wohn- und Geschäftshaus                             | Kempen Ellenstraße 1 Karte                           | 3-geschossiges Eckhaus zur Oelstraße in 4:3 Achsen, Backsteinputzfassade wurde um 1900 vorgeblendet. Zur Oelstraße hin Krüppelwalmdach, zur Ellenstraße hin Pultdach. | 18. Jh.                        | 8. November 1983   | 67              |
| Wohn- und Geschäftshaus                             | Wohn- und Geschäftshaus                             | Kempen Ellenstraße 2 Karte                           | 3-geschossiges Eckhaus zur Oelstraße in 3:1:4 Achsen, spätklassizistische Quaderputzfassade. Im Zuge der Stadtsanierung wurde das 2. OG abgetragen. Das Haus ist Ende 19. Jh. entstanden. | Ende 19. Jahrhundert           | 26. September 1983 | 44              |
| Wohn- und Geschäftshaus                             | Wohn- und Geschäftshaus                             | Kempen Ellenstraße 3 Karte                           | 2-geschossiges Giebelhaus in 3 Achsen, 1739 erbaut. Fenster mit Blausteingewänden versehen. Datierung im Türkeilstein. Krüppelwalmdach, alte Haustür. | 1739                           | 8. November 1983   | 68              |
| Wohnhaus                                            | Wohnhaus                                            | Kempen Ellenstraße 9 Karte                           | 2-geschossiges Giebelhaus in 3 Achsen, 1739 erbaut. Fenster mit Blausteingewänden versehen. Datierung im Türkeilstein. Krüppelwalmdach, alte Haustür. | 1739                           | 8. November 1983   | 69              |
| Wohn- und Geschäftshaus                             | Wohn- und Geschäftshaus                             | Kempen Ellenstraße 30 Karte                          | Backstein-Wohnhaus, 2-geschossig in 5:2 Achsen, Türgewände und Sohlbänke in Blaustein, Fenster im EG verändert. Entstanden in der 1. Hälfte des 19. Jh., nach Kriegszerstörungen verändert. | 1. Hälfte des 19. Jahrhunderts | 8. November 1983   | 70              |
| Wohnhaus und Gaststätte                             | Wohnhaus und Gaststätte                             | Kempen Ellenstraße 32 Karte                          | Dreigeschossiges Wohnhaus aus dem 19. Jahrhundert. Die Putzfassade ist in zwei Achsen gegliedert. Die kleinen Fenster sind mit verhältnismäßig reich profilierten Stuckgewänden versehen. Die Unterschutzstellung bezieht sich insbesondere auf die Fassade und auf die Dachgestaltung. | 19. Jh.                        | 17. Dezember 1991  | 173             |
| Wohn- und Geschäftshaus                             | Wohn- und Geschäftshaus                             | Kempen Ellenstraße 36 Karte                          | Dreigeschossiges Wohnhaus (18. Jh.) in drei Doppelachsen. Spätklassizistische Putzfassade mit Pilastergliederung zu Ende des 19. Jh. vorgeblendet. Alte Rokokotür in der Mittelachse. | 19. Jh.                        | 26. September 1983 | 45              |
| Wohn- und Geschäftshaus                             | Wohn- und Geschäftshaus                             | Kempen Ellenstraße 38 Karte                          | Dreigeschossiges Wohn- und Geschäftshaus, das I. und II. Obergeschoss hat eine reich gegliederte Putzfassade des 19. Jahrhunderts mit angedeuteter Bossierung und reichen Stuckgewänden um die Fenster herum. Von besonderem Interesse ist die Rollladenverblendung mit Jugendstilornamenten an den Fenstern des I. Obergeschosses. | 19. Jh.                        | 17. Dezember 1991  | 174             |
| Wohn- und Geschäftshaus                             | Wohn- und Geschäftshaus                             | Kempen Ellenstraße 39 Karte                          | Zweigeschossiges Wohnhaus in drei Achsen. Spätklassizistische Bänderputzfassade. (19. Jh.). | 19. Jh.                        | 26. September 1983 | 46              |
| Heiligenhäuschen                                    | Heiligenhäuschen                                    | Kempen Engerstraße Karte                             | Neubau an der Stelle, wo sich früher das Engertor befunden hat. Die Marienfigur hat früher in einer Nische des Engertores gestanden. Das Heiligenhäuschen weist auf die historische Marienverehrung der Straßengemeinschaft Engerstraße hin. | unbekannt                      | 8. November 1983   | 80              |
| Wohn- und Geschäftshaus                             | Wohn- und Geschäftshaus                             | Kempen Engerstraße 1 Karte                           | Dreigeschossiges Eckhaus zur Judenstraße in 3:5 Achsen. Verputzt, Fenster mit Werksteinrahmen. Walmdach, Erdgeschoss durch Ladeneinbau verändert. | 18. Jh.                        | 26. September 1983 | 32              |
| Wohn- und Geschäftshaus                             | Wohn- und Geschäftshaus                             | Kempen Engerstraße 20 Karte                          | Wohn- und Geschäftshaus in Fachwerk, möglicherweise aus dem 16. oder 17. Jh. Im Inneren verändert, zur Straße hin im 20. Jh. mit neuer Fassade versehen. Die Fachwerkfassade ist nur noch zur Brandgasse hin erhalten. | 16./17. Jahrhundert            | 8. November 1983   | 79              |
| Wohn- und Geschäftshaus                             | Wohn- und Geschäftshaus                             | Kempen Engerstraße 21 Karte                          | Das Gebäude Engerstraße 21 war ursprünglich ein zweigeschossiges Wohngebäude aus dem Anfang des 19. Jahrhunderts. Ende des 19. Jahrhunderts wurde eine dreigeschossige, reich gegliederte Putzfassade mit sechs Achsen in Neurenaissance-Schmuckformen vorgeblendet, außerdem wurde ein Mansarddach aufgesetzt. Die Fenster im I. Obergeschoss sind durch giebelförmige Bekrönung akzentuiert. Das Erdgeschoss ist durch Ladeneinbau verändert worden. | Ende des 19. Jahrhunderts      | 17. Dezember 1991  | 175             |
| Wohn- und Geschäftshaus                             | Wohn- und Geschäftshaus                             | Kempen Engerstraße 22 Karte                          | Zweigeschossiges Wohn- und Geschäftshaus aus dem 19. Jahrhundert. Putzfassade mit Quaderung in vier Achsen, Ende des 19. Jahrhunderts vorgeblendet. Profilierte Fenstergewände; Fenstergesimse mit durchgehendem verkörpertem Gesims unterhalb und Gesimsbekrönung oberhalb der Fenster. Erdgeschoss verändert durch Ladeneinbau im 20. Jahrhundert. | 19. Jh.                        | 6. Juni 1991       | 158             |
| Wohn- und Geschäftshaus                             | Wohn- und Geschäftshaus                             | Kempen Engerstraße 25 Karte                          | Zweigeschossiges Eckhaus zum Viehmarkt in 7:8 Achsen, Mansarddach, verputzt, mit drei vorspringenden Erkern im 1. OG Viehmarkt, Fenster als Sprossenfenster, Erdgeschoss durch Ladeneinbau Engerstraße verändert. Das Gebäude ist auf 1913 datiert. Fertigstellung ca. 1919. | 1913-1919                      | 18. Dezember 1984  | 103             |
| Wohn- und Geschäftshaus                             | Wohn- und Geschäftshaus                             | Kempen Engerstraße 28 Karte                          | Zweigeschossiges freistehendes neubarockes Gebäude des frühen 20. Jahrhunderts. Zum Viehmarkt in 7 (Nord), 8 (Süd), 3 (West) und 3 (Ost) Achsen, wobei die beiden Außenachsen an der Eingangsfront risalitartig vorgezogen sind; Backsteinbau mit Werksteinpilastern; Walmdach; durch An-, Um- und Neubauten in der Zeit von 1927 bis 1957 viermal geändert. Der Baubeginn ist auf den 30. Juni 1914 datiert, Fertigstellung ca. Anfang 1916. | 1914                           | 8. November 1984   | 102             |
| Wohn- und Geschäftshaus                             | Wohn- und Geschäftshaus                             | Kempen Engerstraße 47 Karte                          | Zweigeschossiges traufständiges Wohnhaus aus dem 18. Jahrhundert Konstruktiv handelt es sich um ein Fachwerkgebäude. Im Dachgeschoss ist die Fachwerkkonstruktion der Giebel im Inneren ablesbar. Ein seitlicher Flur erschließt mit einer gradläufigen Treppe erdgeschossig zwei und obergeschossig drei großzügige Räume. Im hinteren Bereich des Erdgeschosses befindet sich die typische Anordnung eines Kellerraumes unter einer Opkamer. Die Fensteranordnung der Putzfassade zur Straße hin ist asymmetrisch. Insbesondere durch seine Lage in der Engerstraße, in der ansonsten praktisch alle Gebäude zum Teil sehr stark verändert wurden, hat dieses Gebäude in seinem Originalzustand einen besonderen Zeugniswert. Aus architektonischer, städtebaulichen und stadtgeschichtlichen Gründen liegt die Erhaltung dieses Gebäudes im öffentlichen Interesse | 18. Jh.                        | 14. April 1997     | 258             |
| Wohn- und Geschäftshaus                             | Wohn- und Geschäftshaus                             | Kempen Engerstraße 54 Karte                          | Wohn- und Geschäftshaus, 2-geschossig in 5 Achsen, erbaut zum Ende des 18. Jh.; im 19. Jh. wurde eine Putzfassade mit historisierenden Schmuckformen vorgeblendet. Im EG durch Ladeneinbau teilweise Veränderungen im 20. Jh. | Ende 18. Jahrhunderts          | 8. November 1983   | 81              |
| Wohn- und Geschäftshaus                             | Wohn- und Geschäftshaus                             | Kempen Engerstraße 55 Karte                          | Zweigeschossiges Wohn- und Geschäftshaus mit Mansarddach aus der 2. Hälfte des 19. Jahrhunderts. Die Putzfassade zur Engerstraße ist sechsachsig, zur Umstraße fünfachsig gegliedert. Die Fenster im 1. Obergeschoss sind erneuert; sie sind mit Gewänden versehen und durch Segmentbögen und Pflanzenreliefs bekrönt. Das Mansarddach ist mit je 2 Fenstern zur Enger- u. Umstraße ausgestattet. Die Dachecke Enger-/Umstraße ist als Türmchen mit drei Fenstern ausgebildet. Alle Dachfenster haben sanft geschwungene Fensterbögen. Das Ladengeschäft im Erdgeschoss wurde 1991 umgebaut. Die Eingangstür für das Ladengeschäft befindet sich an der Ecke Enger-/Umstraße. | 2. Hälfte des 19. Jahrhunderts | 1. Oktober 1991    | 169             |
| Haus Erprath                                        | Haus Erprath                                        | Tönisberg Erprathsweg 13 Karte                       | }Das alleinstehende Herrenhaus, mit ehemals zugehöriger Hofanlage im Norden und angrenzendem Park, ähnlich einem englischen Landschaftspark, stammt aus dem 19. Jahrhundert. An der Westseite gliedert sich der Bau in 3 Gebäudeteile. Der südlichste ist ein zweiachsiger und 2 ½ geschossiger Turmbau mit Putzfassade. Es wird von einem Ziegeldach abgeschlossen. Horizontal wird die Fassade durch Geschossgesimse und ein Dachgesims gegliedert. Untergeschoss und 1. Obergeschoss sind gequadert. Die Fenster sind zum Teil noch original gerahmt und haben Holzläden. Nördlich schließt sich an den Turmbau ein 4-Achsiger Anbau an, dessen erste Achse zweigeschossig, die folgenden 1-geschossig gebaut sind. Die Fassadengestaltung entspricht dem des Turmbaues. Vor dem Anbau befindet sich eine Terrasse, von einer Balustrade umfriedet. Der hintere Teil wird von einem Backsteinbau mit Satteldach geschützt. An der Südseite, der Eingangsfront, befindet sich westlich der Turmbau. Dieser ist 3-achsig und 2-geschossig. Die Fassadengestaltung ist der des Turmbaues entsprechend. Die linke Achse ist verbreitert, mit einem rundbogig abgeschlossenen Fenster, original gerahmt, im Obergeschoss. Die Fenster der Westachse sind verändert. Mittig vor den Bau gesetzt befindet sich ein Eingangsvorbau von einem Segmentgiebel abgeschlossen, mit altem Türblatt. Im Eckbereich von Turmbau und dem rückgesetzten Baukörper befindet sich ein niedriger Vorbau mit Kegeldach. Die Ostseite gliedert sich 2-geschossig, in 3 Achsen. Im UG ist das Fenster der linken Achse verbreitert. An diesem Bau schließt sich ein 1-geschossiger, 2-achsiger Anbau mit abgewalmtem Satteldach an. Zum Teil sind die Fenster noch original gerahmt, mit Holzläden. Das Gebäude ist erhaltenswert aus architektur- u. ortsgeschichtlichen Gründen. Beschreibung des Heimatvereins Tönisberg: Das Herrenhaus mit zugehöriger Hofanlage und Park stammen aus dem 19. Jahrhundert. Ursprünglich war Erprath ein freiadeliges Gut mit großem Landbesitz. 1873 verkaufte Robert Georg Wilhelm von Pelden gent. Cloudt den Besitz an Anton Hamers aus Krefeld. Seit dieser Zeit haben die Besitzer mehrmals gewechselt. | 19. Jahrhundert                | 14. Juli 1992      | 189             |
| Perley-Kreuz                                        | Perley-Kreuz                                        | St. Hubert Eschelner Weg Karte                       | Wegkreuz 65×40 cm, Basaltlava, 1629. Es handelt sich um das älteste Kempener Wegkreuz, das im Ortsteil St. Hubert, in der Bauerschaft Escheln steht. Das Kreuz erinnert an einen Gort Segel, der im Jahre 1629 am Michaelstage (29. September) ums Leben kam u. bittet um das Gebet der Vorbeikommenden, damit Gott der Seele dieses Verstorbenen gnädig sei. Es trägt folgende Inschrift: „Anno 1629, den 29. Dag September ist Gort Spegel verbleve von die Perley. Dat Got der Sele gnedig sey.“ | 1629                           | 27. März 1990      | 147             |
| Geneigenhof                                         | Geneigenhof                                         | St. Hubert Geneigenhütte 10 Karte                    | Vierflügelige geschlossene Backstein-Hofanlage aus dem Jahre 1891. Die Datierung befindet sich im Torkeilstein. Das Wohnhaus ist zweigeschossig, Gliederung in 4:3 Achsen. Die Fenster des Wohnhauses wurden verändert. Der Geneigenhof – zuerst erwähnt im Jahre 1464 – wurde im Jahre 1628 in der Kontributionsliste (Kriegssteuer-Beitreibungsliste) vom Schöffen Henrich an gen Eygen unter der lfd. Nr. 46 (Geneigenhof, damaliger Besitzer Henrich an gen Eygen) aufgezeichnet. Die Erhaltung des Hofes liegt aus ortsgeschichtlichen und volkskundlichen Gründen im öffentlichen Interesse. | 1891                           | 1. Oktober 1991    | 168             |
| Willmen Kreuz                                       | Willmen Kreuz                                       | Schmalbroich Görtschesweg 4 Karte                    | Unter einer Esche steht dieses zum Hofe Willmen gehörende Holzkreuz auf einem Steinfundament. Ein Pfeildach aus schwarzem Kunststoff schützt den braunen Korpus. Mit ausgebreiteten Armen und nebeneinander genagelten Füßen hängt Christus am Kreuz. Sein Blick ist nach oben gerichtet. Eine Inschrifttafel am Fuß weist darauf hin, dass im Jahre 1897 an dieser Stelle ein Missionskreuz errichtet wurde. Eine Inschrift im Steinfundament hält das Datum der Erneuerung fest: 23. März 1971. | 1897                           | 28. April 1988     | 123             |
| Vinnhof Hofanlage                                   | Vinnhof Hofanlage                                   | Schmalbroich Görtschesweg 8 Karte                    | Eine geschlossene vierflügelige Hofanlage, um 1800 entstanden, in Backstein ausgeführt. Im Hof zweigeschossiges Wohnhaus mit Krüppelwalmdach. Ehemals wasserumwehrte Anlagen. | um 1800                        | 8. November 1983   | 58              |
| weitere Bilder                                      | Jüdischer Friedhof                                  | Kempen Grünkesweg Karte                              | Zu Beginn des 19. Jahrhunderts konnte die jüdische Gemeinde von der Gemeinde Schmalbroich ein Grundstück erwerben, auf dem alsbald ein Begräbnisplatz angelegt wurde. Der Vertrag wurde am 4. April 1809 unter Dach und Fach gebracht. „Wir unterschriebenen Maire und Adjunkt mit Vorwißen und Begenehmigung des Municipal Raths der Gemeinde Schmalbroich Mairie Kempen verkaufen hierdurch, und Kraft dieses der hiesigen Judenschaft folgendes Stück Gemeinheits Grund, um darauf einen Kirchhof zu ihrer Beerdigung einzurichten, und zwar unter folgenden Bedingnißen: 1. Verkaufen nämlich Wir Maire und Adjunkt ein Stück Gemeinheits Grund von einem halben Morgen gelegen ohnweit der Landstraß, so von Kempen auf Öd gehet, einerseits Grünles Hof, andererseits den dortigen Domanial Busch, und welches Stück auch wirklich zu einem halben Morgen abgemessen worden ist, wes Endes die Judenschaft einen Stüber für Vermeßungs Kösten per Ruthe zu zalen hat. 2. Wird ausdrücklich hiermitt vorbehalten, und conditionniert, auf Kösten der Judenschaft eine Maur um diesem Stück zu ziehen, welche fünf Fuß hoch sein müsste, aber außer der Maur einen Graben von drei Fuß breit aufzuwerfen. 3. Ist die Kaufsumme festgesezt auf 150 Francs, welche alsofort zu Händen des Empfängers Henrich Goertsches ausbezalt werden solde. 4. Schließlich wird noch erinnert, dass zwar bunter 27ten Februar 1808 bei der Regierung die Autorisation zu Verkaufung des Stückes nachgesuchet worden, inmittels bis auf die heutige Stunde nicht erfolget wäre, auch schwerlich erfolget wird, weil die Regierung zu solchen Verkäufen nicht gern einwilliget, auch übrigens mit zu vielen Formalitäten verknüpfet ist, um desfalls fernere Sollicitationen einzulegen, so wird hiermitt ausdrücklich vorbehalten, dass falls frühe oder spät dieser Verkauf von der Regierung umgestoßen werden sollte, alsdann die Judenschaft verpflichtet sein solle, gegen Rückbezahlung der Kaufschillingen dieses Stück an der Gemeinde hinwiederum abzustehen, und liegen zu lassen.“ Der jüdische Friedhof in Kamperlings in der Nähe der Oedter Straße, heute an der Breslauer Straße Ecke Grünkesweg gelegen, beherbergt 94 Grabsteine aus der Zeit zwischen 1845 und 1944. Herausragend sind die Grabsteine der Familie Kounen, fünf Granitstelen von gleicher Form, aber mehr oder weniger aussagekräftiger Inschrift. Die beiden rechten Steine, die der Krefelder Steinmetz Wolff geschaffen hat, erinnern an Esther (1816–1894) und Isaac Kounen (1810–1886). Isaac Kounen war einer der wohlhabendsten Kempener Juden, Besitzer einer Seidenmanufaktur, zudem lange Jahre in der Stadtverordnetenversammlung tätig. Die Inschriften loben die außerordentliche Frömmigkeit, die Stiftertätigkeit und das besondere Engagement im Sinne der Zedeka des kinderlosen Ehepaares. Isaac Kounens unermüdliches Studium der Thora wird herausgehoben. Sehr selten auf jüdischen Grabsteinen ist die Bezeichnung der Frau als Kohenet, als „Priesterin“: „Als Kohenet geboren, ward sie einem Kohen zugeführt, darum auch sind ihre Hände zum Segen ausgebreitet“. Der Kempener jüdische Friedhof wurde während der NS-Zeit stark in Mitleidenschaft gezogen und Anfang der 1970er Jahre von der Kommune wiederhergerichtet. Im November 1968 wurde der jüdische Friedhof in Oedt nach Kempen verlegt: die Gebeine von 25 Toten in 19 Gebeintruhen sowie die Grabdenkmäler kamen nach Kempen. Neben Kounen betreffen weitere Namenshäufungen die Familien Lambertz, Winter (darunter der bekannte Rechtsanwalt Dr. Karl Winter u. Familie), Goldschmidt und Rahm. Viele Grabsteine sind hebräisch und deutsch beschriftet, teilweise auf Vorder- und Rückseite. Ein mehrmals gebrauchtes Zeichen sind die „Zwei Hände“. Häufig tragen die Grabsteine einen Spruch aus der Thora oder auch weitere Sprüche, wie z. B. „Erst Verlorenes wird Erworben / Ewig lebt dir nur Gestorbenes“ Nach jüdischer Sitte werden auf den Gräbern keine Blumen gesetzt. Grabfeldeinfassungen existieren nur ganz vereinzelt, die stelenartigen Steine (meist Sandstein, teilweise Granit u. a.) sind zu mehreren Gruppen bzw. „Reihen“ in einer baumbestandenen Grünfläche zusammengefasst. Die ehemalige Einfriedungsmauer ist nicht mehr vorhanden. Als Zeugnis des jüdischen Lebens und seiner wechselvollen Geschichte ist der jüdische Friedhof bedeutend für die Geschichte der Menschen und für Kempen. An seiner Erhaltung besteht aus Wissenschaftlichen, hier geschichtlichen Gründen ein öffentliches Interesse. In Bezug auf die Gestaltung der Grabsteine und die Texte ihrer Inschriften kommen künstlerische und religionsgeschichtliche Gründe hinzu. Die Voraussetzung des § 2 (1) Denkmalschutzgesetz für eine Eintragung in die Denkmalliste ist daher gegeben. Der Friedhof bildet im Sinne dieses Gesetzes in seiner Gesamtheit ein Baudenkmal, mit den historischen Grabsteinen als konstituierende und schützenswerte substanzielle Bestandteilen. | 1808                           | 26. November 2003  | 263 Wikidata    |
| Hofanlage Schuster Bour                             | Hofanlage Schuster Bour                             | Tönisberg Haag 17 Karte                              | Vierflügelige Backstein-Hofanlage aus der Mitte des 19. Jahrhunderts. Das Hauptgebäude, an der Westseite, zeigt sich zweigeschossig und ist in 10 Achsen gegliedert. Die vorgeblendete Putzfassade ist durch ein Sockelgesims sowie ein profiliertes Geschossgesims und ein Konsolgesims gegliedert. Die Fenster des Untergeschosses sind hoch rechteckig und verändert, die des Obergeschosses rundbogig abgeschlossen. In den zwei nordöstlichen Achsen befindet sich im Untergeschoss ein Tor. Das Gebäude wird von einem Walmdach abgeschlossen. Die Unterschutzstellung erfolgt ohne den seitlichen, zweigeschossigen, zurückversetzten Anbau. Die Erhaltung der Hofanlage liegt aus ortsgeschichtlichen und volkskundlichen Gründen im öffentlichen Interesse. Beschreibung des Heimatvereins Tönisberg: Vierflügelige Backstein-Hofanlage aus der Mitte des 19. Jahrhunderts. Das zweigeschossige Hauptgebäude ist in 10 Achsen geteilt. Die vorgeblendete Putzfassade ist durch Sockel- und Konsolengesims gegliedert. In dem Gebäude befand sich bis ins 20. Jahrhundert eine Gaststätte. | Mitte des 19. Jahrhunderts     | 14. Juli 1992      | 191             |
| weitere Bilder                                      | Katholische Pfarrkirche                             | St. Hubert Hauptstraße Karte                         | Neugotische dreischiffige Backstein-Hallenkirche mit polygonalem Chorabschluss und übergiebelter Vorhalle; Fassade mit Treppengiebel. Ehemals dreigeschossiger Backstein-Westturm des Vorgängerbaus an der Südseite. Alte Ausstattungsstücke z. T. erhalten. Turm von 1524, Neubau von 1846 bis 1849. | Neubau 1846-49, Turm 1524      | 26. September 1983 | 16              |
| weitere Bilder                                      | Kreuzwegstationen auf dem Friedhof                  | St. Hubert Hauptstraße Karte                         | Kreuzweg, Station I – XIV. Rechteckiger Sockel mit abgesetztem Kapitell. Auf diesem Sockel befindet sich ein Steingehäuse als Hochrelief. Abschluss des Gebäudes bildet ein aedicula-ähnliches Dach mit Kreuz. Hausteinerne Station von Bildhauer Franzenbach. Aufgestellt und eingeweiht am 4. November 1846. | 1846                           | 18. Dezember 1984  | 105             |
| Katholisches Pfarrhaus                              | Katholisches Pfarrhaus                              | St. Hubert Hauptstraße 21 Karte                      | Dreiflügelige Anlage, zweigeschossig, in 5 Achsen, Backstein mit Hausteingewänden, alte Tür, Walmdach, Datierung in Ankersplinten (1791). Nebengebäude neu. | 1791                           | 26. September 1983 | 17              |
| Wohn- und Geschäftshaus                             | Wohn- und Geschäftshaus                             | Kempen Heilig-Geist-Straße 2 / Peterstraße 34 Karte  | Das Eckhaus Heilig-Geist-Straße 2/Peterstraße 34, erbaut 1910, ist als Wohn- und Geschäftshaus geplant, mit einer vorgeblendeten gelblichen Klinkerfassade. Es ist ein dreigeschossiger Bau, der zur Heilig-Geist-Straße in fünf Achsen ausgeführt ist. Die Fenstergesimse sind abfallend. Im I. Obergeschoss sind in der linken Achse drei schmale Fenster gekoppelt. Die Tür und Fensterformen sind in leicht romanisierender Form rundbogig abgeschlossen, mit in die Laibung eingestellten Dreiviertelsäulen. Die Gestaltung des Untergeschosses mit der breiten Fensterfront, die sich um die Ecke herumzieht, ist original. Nur die Rahmung und Fenstergliederung ist verändert (ehemals Holzrahmen und im oberen Bereich kleinteiligere Fenster mit engstehenden Streben). Im einachsigen Eckbereich erhebt sich ab dem Obergeschoss ein zweigeschossiger Erker mit pyramidenförmigem Dachaufbau, der über die Dachfläche hinausragt. Zur Peterstraße hin stellt sich das Gebäude in zwei Achsen dar. In der Fassadengestaltung wurde das Element der dreigekoppelten Fenster im I. Obergeschoss und des verbreiterten Fensters im 2. Obergeschoss übernommen. An der Erhaltung des Objektes besteht aus städtebaulichen Gründen ein öffentliches Interesse. | 1910                           | 14. Juli 1992      | 184             |
| Wohn- und Geschäftshaus                             | Wohn- und Geschäftshaus                             | Kempen Heilig-Geist-Straße 4 Karte                   | 2-geschossiges Wohnhaus in 3 Achsen, entstanden Ende des 18. Jahrhunderts, Fassade im 19. Jh. verändert. In den Jahren 1981 und 1982 zu einer Gaststätte umgebaut. | Ende des 18. Jahrhunderts      | 29. März 1984      | 97              |
| Wohnhaus zwei Flachnichen                           | Wohnhaus zwei Flachnichen                           | Kempen Heilig-Geist-Straße 6 Karte                   | Zweigeschossiges Wohnhaus, in sechs Achsen gegliedert, entstanden Ende des 18. Jahrhunderts. Es wurde später mit einer neugotischen Putzfassade versehen, darin zwei Flachnischen mit Schrifttafeln, datiert 1866 und 1917. Das Gebäude diente als erstes Kolpinghaus in Kempen und ist daher von stadtgeschichtlichem Interesse. | 1866 u. 1917                   | 17. Dezember 1991  | 176             |
| Wohnhaus                                            | Wohnhaus                                            | Kempen Heilig-Geist-Straße 10 Karte                  | 2-geschossiges Wohnhaus in 5 Achsen, Backstein mit Mauerankern versehen, erbaut 18. Jh. | 18. Jh.                        | 8. November 1983   | 94              |
| Wohnhaus                                            | Wohnhaus                                            | Kempen Hessenring 35 Karte                           | Das Gebäude ist ein Wohnhaus aus dem Ende des 19. Jahrhunderts. Es ist 2-geschossig erbaut und die vorgeblendete Klinkerfassade mit Putzfeldern gliedert sich in 3 Achsen. Horizontal wird es durch ein Dachgesims, Fenstergesims, Geschossgesims und Sockelgesims gegliedert. Sockel und Dachzone sind voll verputzt. Im OG sind die Fenster profiliert gerahmt, mit schlichten Ornamentfeldern unter den Fenstern. Die rechte Achse, in der sich der Eintrag befindet, ist leicht vorgezogen. Das Mansarddach ist ausgebaut. Die Haustür ist neu (Aluminium). | Ende 19. Jahrhunderts          | 25. Mai 1993       | 233             |
| Wohnhaus                                            | Wohnhaus                                            | Kempen Hessenring 37 Karte                           | Die Fassade des 2-geschossigen, 3-achsigen Wohnhauses aus dem Ende des 19. Jahrhunderts gliedert sich in 3 Achsen. Sockel und Dachzone sind voll verputzt. Die horizontale Gliederung erfährt das Gebäude durch Dach-, Fenster-, Geschoss- und Sockelgesims. Die Fenster mit profilierter Rahmung werden von schlichten Ornamentfeldern unterhalb betont. Die linke Achse, der Eingangsbereich, ist leicht vorgezogen. Das Mansarddach ist ausgebaut. Die Haustür ist neu. | Ende 19. Jahrhunderts          | 25. Mai 1993       | 234             |
| Amtsgericht Kempen                                  | Amtsgericht Kempen                                  | Kempen Hessenring 43 Karte                           | Das Amtsgericht besteht aus dem 1892 bzw. 1905 errichteten Gebäude sowie einem in der Nachkriegszeit (1958) an der Rückseite quer errichteten Anbau, der nicht in den Denkmalwert eingeschlossen ist. Der zentrale, schräg zum Hessenring gestellte Hauptteil (zweigeschossig, dreiachsig) enthält den repräsentativen Eingang und das große Treppenhaus. Die Mittelachse ist im Erdgeschoss durch die breite, zurückgesetzte, durch einen Bogen über Stufen zu erreichende Eingangstür und im Obergeschoss durch ein dreigekoppeltes Fenster betont. Die original erhaltene Holzeingangstüre mit durchgezogenem Türstock und abgetrenntem Oberlicht ist mit einem archivoltenartig geschmückten Eingangsbogen überwölbt. Im Erdgeschoss sind die Fenster rundbogig, im Obergeschoss hochrechteckig abgeschlossen. Horizontal wird die Fassade durch ein Kämpfergesims gegliedert, das sich um die Öffnung verkröpft. Die linke Achse ist durch ein eingeschossiges Türmchen mit Helm, das über das Walmdach hinausreicht, überhöht. Mit der breiten Seitenfassade steht das Gebäude zur Wiesenstraße hin. Diese ist neunachsig, mit einem stark vorgezogenen Baukörper von der 2. bis 4. Achse. Dieser ist dreigeschossig und wird von einem eigenen Walmdach bedeckt, dessen Giebel sichtig zur Straße steht. Die Fassadengliederung entspricht der der Eingangsfront, mit rundbogigen Fenstern im Erdgeschoss und hochrechteckigen im Obergeschoss, wobei auch hier wiederum die Mittelachse durch ein dreigekoppeltes Fenster betont wird. Ab der 5. Achse tritt der Baukörper stark zurück. Es handelt sich dabei um einen späteren Anbau um 1905, der aber die alte Fassadengliederung übernimmt. Die Fassaden besitzen einen jüngeren Rauputz. Die Fenster und der schmuckreiche Eingang sind mit rotem Sandstein umrahmt. Rote Sandsteinquader verzieren die Gebäudeecken. Der Sockel der Hauptfassade ist mit bossierten Steinen versehen. Die Fenster wurden in jüngerer Zeit erneuert. Im Inneren ist das aufwändige Treppenhaus mit Pfeilern (EG) und Säulen (OG), die Kreuzgewölbe mit breiten Gurten tragen, erhalten. Erhalten sind auch die originalen Treppengeländer sowie die Kachelfußböden. Die Türen zu den Diensträumen wurden in der Nachkriegszeit erneuert. Die Originaltür des Hauptgebäudes ist erhalten. Überliefert ist ebenfalls das Treppenhaus im seitlichen Treppenturm. Das Objekt Amtsgericht ist bedeutend für die Geschichte des Menschen. Für seine Erhaltung und Nutzung liegen städtebauliche und architekturgeschichtliche Gründe vor. | 1892, 1905                     | 20. September 1996 | 257             |
| Kriegerehrenmal                                     | Kriegerehrenmal                                     | Kempen Hessenwall Karte                              | Dieses Ehrenmal der Kempener Kolpingfamilie stand ursprünglich im Vorgarten des alten Kolpinghauses am Hessenwall. Nach dem Neubau wurde es an der jetzigen Stelle umgesetzt. Es erinnert an die Gefallenen der Kolpingfamilie im Ersten Weltkrieg 1914-18. Entworfen und ausgeführt wurde dieses Denkmal in den Jahren 1920/21 von Fritz und Bernhard Messing, Kempen. | 1920/21                        | 28. April 1988     | 120             |
| Fußfallstation 7. Station                           | Fußfallstation 7. Station                           | St. Hubert Hohenzollernplatz Karte                   | 7. Station: Jesus wird vom Kreuz genommen. Terrakotta-Relief 100×70 cm des Hülser Künstlers Herbert Mellen von 1936. Es wurde 1936 von den Geschwistern Anna und Karl Hoenen gestiftet. Das eingetiefte, rotbraune, mehrteilige Tonrelief zeigt eine idealisierte Darstellung der Kreuzabnahme Christi. Im Hintergrund rechts und links stehen Josef von Arimatäa und Nikodemus. Sie halten den vom Kreuz abgenommenen Leib Christi, der die Mitte des Bildes beherrscht. Unter dieser Figurengruppe stehen Maria (links) und Johannes (rechts), einander zugewandt und einander stützend. | 1936                           | 27. März 1990      | 143             |
| Ehemalige Katholische Volksschule                   | Ehemalige Katholische Volksschule                   | St. Hubert Hohenzollernplatz 19 Karte                | Das zweigeschossige Backsteingebäude mit Walmdach ist mit seiner Breitseite zum sich hier wieder zur Straße verengenden Hohenzollernplatz gerichtet. An seiner asymmetrisch aufgestellten Front sind der traufständige Schultrakt und links der drei Achsen breite Giebel der ehemaligen Lehrerwohnung erkennbar. Der Schultrakt besitzt einen flachen Eingangsrisatiten mit großem Treppenhausfenster und einem nachträglich zu einem schlichten Dreieck purifiziert, ehem. getreppten Zwerchgiebel. Beiderseits des Risaliten geben jeweils vier segmentbogige Fenster in beiden Geschossen die vorderen, ursprünglichen Klassenräumen wider. An der von vorn rechten Seite zeigen große Flurfenster (das untere ehem. Eingang) den einhüftigen Grundriss. Zum Hof hin schließt sich der erste Erweiterungsflügel von 1913/17 in angepassten Formen (bis hin zum Klötzchen-Trauffries) an. Die zweite Erweiterung 1952/53 ergänzte den somit zwischenzeitlich L-förmigen Baukörper des Schulhauses zu einem U-förmigen Gesamtgebilde, zwischen dessen Flügel dann 1960 ein neuer eingeschossiger Eingangstrakt eingeschoben wurde. Der von Hannes Martens geplante Anbau 1952/53 nimmt die Disposition des Altbaus auf, übersetzt aber in zeittypische Formensprache, mit pro Klassenraum fünf hochrechteckigen Fenstern mit geradem Sturz, die bündig mit der Außenwand im Mauerwerk platziert sind. Im Inneren ist neben dem einhüftigen Grundriss v. a. noch das ursprüngliche Treppenhaus mit zweiläufig, gerader massiver Treppe mit Wendepodest, originalem Metallgeländer und Bleiglasfenster mit farbiger Darstellung des Hl. Hubertus (1961:Pitt van Treek, Hüls) nennenswert. In der ehemaligen Lehrerwohnung sind ferner noch die originale Holztreppe sowie Rahmenfüllungstüren samt zugehörigen Zargen erhalten. Die ehemalige Volksschule hat augenscheinlich einige große Sanierungen erfahren (u. a. Außenhaut, Fenstererneuerung, Eingangsrisalit), so dass der substantielle, baugeschichtliche Wert beeinträchtigt ist. Das heutige Erscheinungsbild vermittelt gleichwohl immer noch einen anschaulichen Eindruck eines ortsbildprägenden Schulhauses vom Beginn des 20. Jahrhunderts, mit harmonisch angeführten Erweiterungsbauten. Die ortsgeschichtliche Dimension des Gebäudes wird nicht zuletzt durch die umfangreiche Dokumentation des Heimatvereins belegt (s. Quellen). Da außerdem eine den Maßgaben des Denkmalschutzgesetzes genügende, identitätsstiftende Bedeutung des Gebäudes für den Ort St. Hubert vorhanden ist, lässt sich eine Eintragung in die Denkmalliste begründen und rechtfertigen. | 1906                           | 26. November 2003  | 265             |
| Kriegerehrenmal                                     | Kriegerehrenmal                                     | St. Hubert Hohenzollernplatz Karte                   | Dieses in Kreuzform gestaltete Kriegerehrenmal ist von Sträuchern umgeben und steht an der Westseite des Hohenzollernplatzes. Es ist aus rotem Ziegelstein gemauert und trägt unten einen 100 cm hohen vorgemauerten Steinsockel und oben aus gleichem Material vorgesetztes 20 cm hohes Steinband. Der Entwurf zu diesem Kriegerehrenmal stammt von dem Kölner Bildhauer Ferdinand Floßdorf. Am 9. Juli 1933 wurde es eingeweiht. Der St. Huberter Bauunternehmer Matthias Küsters hat es errichtet. | 1933                           | 28. April 1988     | 127             |
| Fußfallstation 6. Station                           | Fußfallstation 6. Station                           | St. Hubert Hülser Landstraße 3 Karte                 | 6. Station: Jesus stirbt am Kreuz Terrakotta-Relief 100 × 70 cm. Das rot-braune mehrteilige, unglasierte Terrakotta-Relief schuf der Hülser Künstler Herbert Mellen in den Jahren 1935/36. Es wurde 1936 von den Geschwistern Anna und Karl Hoenen gestiftet. Bis zur Neuerrichtung der Fußfallstation 1985 hing das Relief in dem Heiligenhäuschen an der Ecke Bartzheide/Tönisbergerstr. | 1935/36                        | 27. März 1990      | 142             |
| Ehemaliges Spritzenhaus am Hannerhof                | Ehemaliges Spritzenhaus am Hannerhof                | St. Hubert Hülser Landstraße 34 Karte                | Der einfache Backsteinbau, vermutlich aus der 2. Hälfte des 19. Jahrhunderts (1861?), erhebt sich auf rechteckigem Grundriss und wird von einem ziegelgedeckten Satteldach überfangen. Seinem Zweck gemäß ist er zum vorbeiführenden Weg hin giebelständig angeordnet, mit breiter, segmentbogiger und einmal gestufter Öffnung. An Vorder- und Rückseite wird das Giebeldreieck durch ein Fries mit Deutschem Band nach unten abgeschnürt und durch ein halbrundes Okular geöffnet. Das Innere ist ohne Einbauten und besitzt einen offenen Dachstuhl. Ein einzelner Ankerbalken trägt eine Inschrift „Gem. Orbroich 1861“. Von der Denkmalinventarisierung wurde das Gebäude bislang irrtümlich als Heiligenhäuschen bezeichnet, obwohl örtlich zweifelsfrei die Zweckbestimmung als Spritzenhäuschen für die umliegenden Honnschaften überliefert ist. Das heutige Häuschen besaß wahrscheinlich bereits Vorgänger an selber Stelle. In den letzten Jahren leer stehend bzw. als Stall genutzt, diente es ursprünglich zur Unterbringung der Feuerlöschspritze, welche frühestens seit dem 16. Jahrhundert, am Niederrhein seit etwa der zweiten Hälfte des 17. Jahrhunderts das Handlöschwesen abgelöst hatte. Nach städtischen Anfängen sind im 18. Jahrhundert dann auch Feuerlöschspritzen in den Landgemeinden überliefert. Für St. Hubert berichtet die Festschrift zur 75-Jahr-Feier der Feuerwehr (1957): „Die älteste Nachricht über die Anschaffung einer Brandspritze für die Honschaft Orbroich datiert vom 21. März 1756“. Damals haben sich der Scheffe Matteias Kauertz und die Honnschaftsmänner Arnoldus Hanners, Hendricus Steiger, Alexander Louschen, Petter Pilters und Jacobus Gneigen, mit den Meistern Jacobus und Steffen Matthias Mauritzius „in ein accort gestellt, also dass die Zwei Unterschriebenen Meister ein Brand Spött sollen verfertigen auf selbige art die Hülsische. (…).“ 1838 war eine der seinerzeit insgesamt drei in der Bürgermeisterei St. Hubert vorhandenen Spritzen bereits in einem Spritzenhaus beim Hannerhof untergebracht. Die Bauten für ihre geschützte Unterbringung ähnelten auf den ersten Blick zeitgenössischen Heiligenhäuschen, sind aber z. B. durch die größeren Tore zum Ein- und Ausfahren der Spritzen von diesen zu unterscheiden. In näherer Umgebung ist ein Spritzenhaus aus dem 18. Jahrhundert (1772) noch in der Hofschaft Kehn (heute: Tönisvorst) erhalten und als Denkmal geschützt; ein weiteres aus Voesch (1779) befindet sich heute in Niederrheinischen Freilichtmuseum in Grefrath. Ebenso wie diese dokumentiert das grundsätzlich gut erhaltene Häuschen am Hannershof eine wesentliche Entwicklung im frühen Feuerlöschwesen, zugleich einer wichtigen gemeinschaftsbildenden Infrastruktureinrichtung vergangener Jahrhunderte. Hieraus ergeben sich ortsgeschichtliche und volkskundliche Bedeutung. Als Zeugnis des ländlichen Feuerlöschwesens in der Honschaft Orbroich ist das Spritzenhaus am Hennershof in St. Hubert bedeutend für Kempen. An seiner Erhaltung und Nutzen besteht aus wissenschaftlichen, hier ortsgeschichtlichen sowie aus volkskundlichen Gründen ein öffentliches Interesse. Es handelt sich daher gemäß § 2 (1) Denkmalschutzgesetz um ein Denkmal. | 1861                           | 26. November 2003  | 266             |
| ehem Schumacher Mühle                               | ehem Schumacher Mühle                               | Kempen Hülser Straße 5 Karte                         | In der geschlossenen Zeilenbebauung der Hülser Straße zeigt sich das Objekt als beidseitige Bebauung einer Toreinfahrt: rechts ein eingeschossiges zweiachsiges Bürogebäude und links ein zweigeschossiges Lager- bzw. Mühlengebäude, das sich in die Tiefe des Grundstücks durchzieht bis zu einem dreigeschossigen Gebäude an der Moorenringgasse. Zur Moorenringgasse hin befand sich bis Mitte 93 noch ein sechsgeschossiges Silogebäude mit Walmdach, das inzwischen abgerissen wurde. Die Gebäude sind in dunkelrotbraunem Ziegensteinmauerwerk errichtet und sind charakterisiert durch Heraushebung der scheitrechten Fensterstürze zur Straßenseite und von Ornamentfriesen und Bogenfriesen in gelblichem Ziegelstein. Ein weiteres prägendes Element sind die segmentbogenförmigen Blendgiebel mit Attikagesims, die den flach geneigten mit Dachpappe angeklebten Dächern vorgelagert sind. Besonders herausragend sind dabei die aufrechtstehenden Giebelverzierungen aus Ziegelstein in der Mitte und an den Ecken des Giebels des zurückliegenden Gebäudes. Im dreigeschossigen Teil sind die originalen kleinteiligen Stahlfenster erhalten, sie prägen das Gebäude nachhaltig. Der Mühlenbetrieb Schumacher wurde 1875 als Frucht- und Fourrage (Futter)-Handel von Martin Schumacher gegründet. Im Jahre 1914 waren bei der Firma Schumacher und Witthoff, in der „Mahlmühle und der Kraftfütterfabrik“ neun Mitarbeiter beschäftigt. Heute leiten in einem neuen Firmengelände „Am Selder“ die Nachfolger in der 4. und 5. Generation das Unternehmen. Die Hülser Straße dokumentiert am Ende des 19. Jahrhunderts das Entstehen und Wachstum der Industrialisierung der Stadt Kempen. Die Nähe zur Schiene, die ab 1863 Kempen mit Krefeld und Kleve verband, veranlassten neben dem Mühlenbetrieb auch andere Unternehmen, sich auf der Hülser Straße ansiedelten. Die Mühlenanlage Hülser Straße 5 ist wie dargestellt, bedeutend für die Entwicklung der Arbeits- und Produktionsverhältnisse der Stadt Kempen. Aus architektonischen und städtebaulichen Gründen liegt wegen des exemplarischen Charakters der in den Straßenraum eingebundenen Gewerbeanlage mit ihren für die Industriearchitektur typischen Gestaltungsformen die Erhaltung und Nutzung im öffentlichen Interesse. | 1875                           | 21. Dezember 1993  | 246             |
| Wohnhaus                                            | Wohnhaus                                            | Kempen Hülser Straße 6 Karte                         | Zweigeschossiges Wohnhaus aus dem Ende des 19. Jahrhunderts, in drei Achsen, mit weiß geschlämmter Ziegelfassade. Die Fenster mit kleinteiliger Sprossengliederung sind aus der Zeit der Erbauung. Die zweiflügelige Haustüre mit Oberlicht und Gittern aus massivem Eisen ist im Original erhalten. | Ende des 19. Jahrhunderts      | 6. Juni 1991       | 159             |
| Ehemaliges Landratsamt                              | Ehemaliges Landratsamt                              | Kempen Hülser Straße 21-23 Karte                     | Altes Landratsamt, entstanden 2. Hälfte des 19. Jh. 2-geschossiges Wohnhaus in 12 Achsen mit 2 3-achsigen flachen Risaliten, spätklassizistische Putzfassade mit Rundbogenfenstern im EG. | 2. Hälfte des 19. Jahrhunderts | 29. März 1984      | 98              |
| Wohn- und Geschäftshaus                             | Wohn- und Geschäftshaus                             | Kempen Judenstraße 5 Karte                           | 3-geschossiges Wohnhaus in 5 Achsen, verputzt, Tür und Fenster mit Holzgewänden, Mansarddach. Bemerkenswert ist eine barocke, reich geschnitzte Holztür. Das Gebäude ist auf 1764 datiert. | 1764                           | 26. September 1983 | 33              |
| Wohn- und Geschäftshaus                             | Wohn- und Geschäftshaus                             | Kempen Judenstraße 8 Karte                           | 3-geschossiges Wohnhaus aus der Mitte des 18. Jahrhunderts, entstanden durch Zusammenfügen zweier älterer Häuser. 5 Achsen, Erdgeschoss leicht vorgezogen, schmiedeeisernes Gitter im 1. OG, klassizistische Holztür. | 18. Jh.                        | 26. September 1983 | 34              |
| Wohn- und Geschäftshaus                             | Wohn- und Geschäftshaus                             | Kempen Judenstraße 10 Karte                          | Das Gebäude Judengasse 10 bildet zusammen mit den Häusern 11, 12, und 13 einen geschlossenen Baublock, der möglicherweise schon aus dem 17. Jahrhundert stammt und wie rückseitig noch festzustellen ist, ursprünglich in Fachwerkbauweise errichtet wurde. Das zweigeschossige Eckhaus, gegliedert in 3 Achsen, ist Ende des 19. Jahrhunderts mit einer Ziegelfassade versehen worden. Die Fenster sind mit kräftigen Putzgesims versehen. Das Erdgeschoss ist durch Ladeneinbau verändert. | 17. Jh.                        | 17. Dezember 1991  | 177             |
| Wohn- und Geschäftshaus                             | Wohn- und Geschäftshaus                             | Kempen Judenstraße 11 Karte                          | 2-geschossiges Wohnhaus in 5 Achsen, Backstein geschlämmt, erbaut zum Ende des 18. Jh. in der zweiten Hälfte des 19. Jh. mit Fassadenelementen in neubarockem Stil versehen, s-förmige Ankersplinte, alte Holztür, EG durch Ladeneinbau schon im 19. Jh. verändert. | Ende des 18. Jahrhunderts      | 8. November 1983   | 83              |
| Wohn- und Geschäftshaus                             | Wohn- und Geschäftshaus                             | Kempen Judenstraße 13 Karte                          | 2-geschossiges Eckhaus in 4 Achsen, Backstein geschlämmt, eine Seite im OG Fachwerk. EG durch Ladeneinbau verändert. Das Gebäude wurde Anfang des 19. Jh. erbaut. | Anfang des 19. Jahrhunderts    | 8. November 1983   | 82              |
| Kath. Pfarrhaus                                     | Kath. Pfarrhaus                                     | Kempen Judenstraße 14 Karte                          | Zweigeschossiges Wohnhaus in drei Achsen, Mittelachse dreigeschossig, im OG leicht vorgezogen und durch Giebel betont. Backstein mit Ankersplinten; alte Holztür mit Sandsteingewänden. | 18. Jh.                        | 26. September 1983 | 8               |
| Kriegergedächtniskapelle u. Hl. Brigida             | Kriegergedächtniskapelle u. Hl. Brigida             | Schmalbroich Kapellenweg Karte                       | Der im neugotischen Stil errichtete Backsteinbau ist das geistliche Zentrum der Sektion Ziegelheide in Schmalbroich. Am 19. Oktober 1873 fassten die Bewohner von Ziegelheide den Beschluss, diese kl. Kirche zu bauen. Im aufkommenden Kulturkampf wollten sie ein Zeichen ihrer Glaubenstreue setzen u. ihre Anhänglichkeit an die katholische Kirche im Sinne der Beschlüsse des ersten Vatikanischen Konzils (1870–1871) bekunden. Das Gotteshaus sollte errichtet werden zur Ehre der Muttergottes, der Trösterin der Betrübten u. d. Hilfe der Christen. Darum nannte man dieses Kirchlein zuerst „Maria-Hilf-Kapelle“. Im Jahre 1874 Kauf des Grundstücks. Am 10. Juni 1875 Grundsteinlegung. Errichtet nach dem Plan von Baumeister Franken. Einsegnung am 22. Okt. 1876. Am 22. Oktober 1926 wurde diese Kapelle in eine Kriegergedenkstätte umgewandelt. In einer gotischen Nische über dem Portal steht eine ca. 100 cm große Statue der hl. Brigida (453-521). Als Äbtissin gründete sie das Kloster Kildare und gilt neben dem hl. Patrick als die Patronin Irlands. Die hl. Brigida wird besonders in ländlichen Gegenden verehrt als Schutzpatronin der Haustiere und des Viehs. Brigida trägt einen weißen Kopfschleier über dem braunen Ordenskleid. In ihrer vorgestreckten rechten Hand hält sie vor der Brust. An der rechten Seite ihres Gewandes hängt ein Rosenkranz. An ihrem rechten Fuß liegt eine Kuh, ihr Attribut | 1875                           | 27. März 1990      | 146             |
| weitere Bilder                                      | Evangelische Pfarrkirche                            | Kempen Kerkener Straße 11 Karte                      | Einschiffiger Backsteinbau mit seitlichem, quadratischem überhöhtem Westturm mit Haubendach; historisierende Schmuckformen; gerader Chorschluss mit Rosettenfenster. | 1910                           | 26. September 1983 | 9               |
| Hagelkreuz                                          | Hagelkreuz                                          | Kempen Kerkener Straße / Terwelpstraße Karte         | In den vergangenen Jahrhunderten zählte man am Niederrhein viele Hagelkreuze. Sie wurden zumeist an Wegen oder Kreuzungen im Feld errichtet und sollten vor Unwetter, besonders vor Hagelschlag, schützen. Die Anfänge des Kempener Hagelkreuzes sind unbekannt. Terwelp und Klöckner berichten, dass am Kempener Hagelkreuz - ähnlich wie an der Kreuzkapelle und an St. Peter - eine Begräbnisstätte für die nichtkatholischen Soldaten angelegt war. Von 1642 bis 1649 wurden hier viele Hessen, die zum größten Teil protestantisch waren, beigesetzt. Auch während der Franzosenzeit wurden Soldaten, die im Lazarett (Franziskanerkloster) starben, am Hagelkreuz beerdigt. Die älteren Kreuze an dieser Stelle waren sehr wahrscheinlich aus Holz. Das heutige Steinkreuz wurde im Jahre 1853 errichtet. Der leicht gebogene Korpus hängt mit übereinander genagelten Füßen und mit emporgestreckten, ausgebreiteten Armen am Kreuz. Christus trägt das Lendentuch an der rechten Seite geknotet. Über seinem gelockten Bart und Haupthaar ist eine schmale Dornenkrone befestigt. Der Blick des Gekreuzigten geht himmelwärts. | 1853                           | 28. April 1988     | 122             |
| Wohn- und Geschäftshaus                             | Wohn- und Geschäftshaus                             | Kempen Kirchgasse 2 Karte                            | Zweigeschossiges Wohn- und Geschäftshaus aus dem Ende des 19. Jahrhunderts mit aufgesetztem Mansarddach, Gliederung in 2:1:4 Achsen. Die Putzfassaden sind in neubarocken Schmuckformen ausgeführt; im Erdgeschoss alter Ladeneinbau. | Ende des 19. Jahrhunderts      | 17. Dezember 1991  | 178             |
| Marienheim                                          | Marienheim                                          | St. Hubert Kirchplatz 2 Karte                        | Das Gebäude ist ein schlichter, dreizehnachsiger Ziegelsteinbau mit einem mittelsteilen Satteldach mit einer Krüppelwalmausbildung. Auf der Ostseite sind drei Fensterachsen zugemauert. Die drei mittleren Achsen des Gebäudes sind leicht vorgezogen und durch Pilasterausbildungen betont. Über diesen drei Achsen war ursprünglich ein klassizistisches Giebelfeld ausgebildet, das heute fehlt. Das Gebäude ist im Inneren weitgehend geändert. Der Dachstuhl ist original erhalten. In Verbindung mit der benachbarten Kirche kommt das Gebäude eine besondere Bedeutung im Ensemble zu. Beim Marienheim handelt es sich um das Gebäude der ältesten Schule von St. Hubert, Amtsstube, Marienheim der kath. Pfarrgemeinde und des ersten kath. Kindergartens in St. Hubert. Im Jahre 1762 wurde in St. Hubert eine neue Schule gebaut, die vor dem heutigen Marienheim direkt an der Hauptstraße gestanden hat. Sie bestand aus einer Lehrerwohnung und einem Schulsaal. Durch die im Laufe der Jahre wachsende Zahl von Schulkindern wurde auch das vergrößerte Schulzimmer zu klein. 1833 wurde der Grundstein gelegt für ein neues Klassenzimmer im Garten der alten Schule. Dieses neue Klassenzimmer ist Teil des heutigen Marienheimes. Im Jahre 1855 wurde die St. Huberter Schule erneut durch einen Anbau erweitert. Damit hat sie die Größe des heutigen Marienheimes und war ab dann dreiklassig. Nach der Erweiterung wurde die Schule auch als Amtsstube genutzt. Nach Umzug der kath. Volksschule im Jahre 1907 in das neue Gebäude am Hohenzollernplatz wurde 1908 die alte Schule von der Gemeinde für die Pfarre St. Hubert gekauft. Das Haus bekam den Namen Marienheim und wurde von nun an bis heute von kirchlichen Vereinen und Institutionen genutzt. Der erste Kindergarten (Kinderbewahrschule) in St. Hubert war seit 1917 im hinteren Teil des Marienheimes untergebracht bis zum Jahre 1965. Die Erhaltung des Gebäudes liegt aus architektonischen, städtebaulichen und ortsgeschichtlichen Gründen im öffentlichen Interesse. | 1762                           | 4. Dezember 1995   | 255             |
| Vatikänchen                                         | Vatikänchen                                         | Kempen Kirchstraße 1 Karte                           | Zweigeschossiges Eckhaus zu An St. Marien in 3:4 Achsen, verputzt. Fassade mit Schweifgiebel und Ankersplinten. Alte Holztüre, Datierung im Türsturz und in den Ankersplinten (1688). Putzfassade im 19. Jahrhundert teilweise verändert. 1982 restauriert, Fenster erneuert. | 1688                           | 26. September 1983 | 35              |
| Wohn- und Geschäftshaus                             | Wohn- und Geschäftshaus                             | Kempen Kirchstraße 2 Karte                           | 2-geschossiges Wohnhaus in nicht durchgezogenen Achsen, verputzt. Fenster und Türe mit Holzgewänden versehen. Datierung 1647 durch Ankersplinte. | 1647                           | 8. November 1983   | 72              |
| Wohn- und Geschäftshaus                             | Wohn- und Geschäftshaus                             | Kempen Kirchstraße 6 Karte                           | 2-geschossiges Wohnhaus mit Mezzanin in 5 Achsen. Im 17. Jh. erbaut, im 18. Jh. erweitert, im 20. Jh. mit Fassade versehen. Rückwärtiger Bau in 2-geschossigem Fachwerk mit Walmdach. Auch hier EG verändert | 17. Jh.                        | 8. November 1983   | 71              |
| Wohnhaus                                            | Wohnhaus                                            | Kempen Kirchstraße 7 Karte                           | 2 ½-geschossiges Eckhaus zu An St. Marien in 5:2-Achsen, klassizistische Putzfassade, Walmdach, alte Holztüre. | Anfang 19. Jahrhundert         | 26. September 1983 | 36              |
| Wohnhaus                                            | Wohnhaus                                            | Kempen Kleinbahnstraße 9 Karte                       | Das Wohnhaus von 1913 besitzt drei Geschosse (incl. Dachgeschoss) und zwei Achsen. Der Rundbogeneingang tritt zurück, die halbseitige Brüstung zitiert das Balustermotiv. Über dem Rundbogen des Eingangs sowie über dem Rundbogenfenster der rechten Achse schließt jeweils ein Kragstein an das Obergeschoss an. Im Obergeschoss befinden sich drei Pilaster, deren stilisierte Kapitelle das Kranzgesims optisch tragen. In der Breite des Fensterbereichs erstreckt sich ein Balkon mit Ziergitterbrüstung. Das Mansarddach präsentiert sich mit einem zweifenstrigen, ziegelgedeckten Dachhäuser. Die Fenster haben noch die alten Beschläge. Treppenhaus, Innentüren und Fliesen sind noch original. In seiner architektonischen Ausbildung (Eingangsbereich, Dachzone repräsentative Darstellung des 1. Obergeschosses) ist das Gebäude ein besonderes herausragendes, bedeutendes und im öffentlichen Interesse zu erhaltendes Beispiel für großbürgerliche Bebauung in östlichen Stadterweiterungsbereich zu Anfang des Jahrhunderts. | 1913                           | 21. Juni 1994      | 247             |
| Ehem. Annenkloster Rundbogentor                     | Ehem. Annenkloster Rundbogentor                     | Kempen Klosterstraße 10 Karte                        | 2-geschossiger Backsteinbau aus dem 18. Jh. mit eingeschwungener Fassade, Rundbogentor mit Sandsteingewänden; darüber Nische mit Segmentgiebel. | 18. Jh.                        | 26. September 1983 | 6               |
| weitere Bilder                                      | Ehemaliges Weberhaus                                | St. Hubert Königstraße 48 Karte                      | Das eingeschossige traufständige Backsteingebäude mit Satteldach schließt auf rechteckiger Grundfläche links direkt an ein Nachbargebäude an, der rechte Giebel steht hingegen frei. Zugehörig ist ein niedriger Schuppen ebenfalls aus Backstein mit Satteldach, der rückwärtig parallel zum Vordergebäude steht, von diesem durch einen kleinen Hof getrennt. Seitlich schließt eine Mauer mit Durchgang das Grundstück zum vorbeiführenden Weg ab. Durch den Schuppen hindurch, vorbei an einem alten Abort, erreicht man rückwärtig einen ebenfalls zum Haus gehörigen Nutzgarten. Das über kleinem Sockel an den beiden Ansichtsseiten unverputzte Vorderhaus besitzt zur Straße links neben dem Eingang ein großes liegendes Schaufenster wohl der 1960er Jahre. Ferner sind wohl gleichzeitig einscheibige Fenster in die vorhandenen Fensteröffnungen eingesetzt worden; im Dachgeschoss des Giebels sind noch alte gesprosste zweiflügelige Fenster erhalten. Ansonsten entspricht das schlichte Erscheinungsbild noch weitgehend dem historischen Bautyp. Neben dem nicht ausgebauten Dach ist hier vor allem die charakteristische Verteilung der hochrechteckigen Fensteröffnungen zu nennen (Zwei rechts neben dem Eingang, vier plus zwei im Giebel, eine im EG zugesetzt), die auch von der Seite her ausreichend Licht für die Vorne rechts zu vermutende ehemalige Webstube boten. Die Rückseite des Hauses sowie die zum Haus gerichtete Front des Schuppens sind dünn geschlämmt, die Außenseite des Schuppens hingegen ebenfalls backsteinsichtig. Im Inneren des Hauses haben sich Grundriss und teilweise auch Raumbild des 19. Jahrhunderts weitgehend erhalten. Ein Flur führt gerade vom Eingang zu einem Hinterausgang. Vorne rechts befindet sich ein großer Raum, der trotz einer nachträglichen, aber reversiblen Unterteilung als die ehemalige Webstube erkennbar ist. Hinter ihm, an der Gartenseite, schließt sich die Küche an. Links des Flures sind hintereinander zunächst eine straßenseitige kleinere Stube, dann Stiege bzw. Kellerabgang und – über dem kleinen Kellerraum - ein als Opkamer erhöht liegender (Schlaf-)Raum angeordnet. Neben dem quer erschließendem Flur und der charakteristischen, funktional bedingten Anordnungen der Räume mit zentralem Kamin sind Rahmen-Füllungstüren (z. T. durchfenstert), Dielenböden, die hölzerne Stiegenkonstruktion und die Raumzuschnitte als prägende historische Raum- und Ausstattungsdetails anzusehen. Im Dachgeschoss sind weitere Kammern untergebracht. Form und innere Raumaufteilung unterstützen die mündliche örtliche Überlieferung, dass es sich bei dem Gebäude um ein Mitte des 19. Jahrhunderts entstandenes ehemaliges Weberhaus handelt. In seiner Geschichte St. Huberts behandelt F. Weinforth ausführlich Wesen und Bedeutung der (Seiden) Hausweberei für den Ort. Befördert insbesondere durch das nahe Krefeld, entwickelte sich dieser im Verlagswesen betriebene Erwerbszweig (d. h. die Hausweber waren keine selbstständigen Handwerker, sondern abhängige Lohnarbeiter) um die Mitte des 19. Jahrhunderts zum zweiten wichtigen Standbein der St. Hubert Wirtschaft, bevor die fabrikmäßige Industrialisierung gegen die Jahrhundertwende die Heimarbeit verdrängte. Die zu diesem Zweck entstandenen typischen Weberhäuser entwickelten schon aufgrund ihrer Häufigkeit vielerorts in der Region, so auch in St. Hubert, eine ortsbildprägende Wirkung, meist in Wachstumsgebieten an aus den alten Siedlungskernen heraus – oder sie herumführenden Straßen. Der dabei ausgebildete Bautyp war gekennzeichnet durch seine Ein- bzw. Anderthalbgeschossigkeit und eine an der Giebelseite gelegene relativ großzügig belichtete Webstube. Ein gerader Flur erschließt das Innere quer rückwärtig befinden sich Stiege und Küche, gegenüber der Webstube nach vorne eine Wohnstube. Schlafkammern waren meist im Dach angeordnet. Im Prinzip ist diese aus der Funktion erwachsene Aufteilung im vorliegenden Beispiel anschaulich erhalten, auch wenn der Grundriss im Detail wohl bereits ursprünglich leicht variiert war. Die meist um die Mitte und im dritten Viertel des 19. Jahrhunderts errichteten typischen Weberhäuser können als eine landschafts- und produktionsspezifische Form eines frühen Arbeiterwohnungsbaus bezeichnet werden. Anschauliche bauliche Zeugnisse dieses Typs, d. h. weitgehend von Modernisierung oder Ausbauten freie Baukörper mit der typischen Grundrissaufteilung des Inneren, sind heute in der Region jedoch selten geworden. Trotz einzelner Veränderungen im Detail, von denen allerdings lediglich das vordere Schaufenster als verunstaltet bezeichnet werden muss, kann das vorliegende St. Hubert Beispiel als ein ungewöhnlich gutes Zeugnis dieses Bautyps und damit des einfachen Wohnens und Arbeitens aus der Mitte bzw. zweiten Hälfte des 19. Jahrhunderts bezeichnet werden. Gerade auch diese unscheinbaren Gebäude, deren Einfachheit ebenso typisch wie durch moderne Übernutzungen gefährdet ist, bedürfen des Schutzes durch die Denkmalpflege, um sie als Zeugnisse der Orts- und Sozialgeschichte zu erhalten. Als anschauliches Zeugnis einer für St. Hubert (Kempen) ehemals typischen Hausform, dessen Raumaufteilung die alten Arbeitsabläufe widerspiegelt, ist das Wohnhaus Königstraße 48 bedeutend für Kempen. An der Erhaltung und Nutzung von Haus, Schuppen und den zugehörigen Hof- und Gartenräumen besteht aus den dargelegten wissenschaftlichen, insbesondere orts- und sozialgeschichtlichen Gründen ein öffentliches Interesse | Mitte 19. Jahrhundert          | 4. März 2002       | 262             |
| weitere Bilder                                      | Heyer Hof                                           | Kempen Krefelder Weg 65 Karte                        | Das Gebäude Haus Bockdorf 65, das weiter östlich liegende Stallgebäude sowie ein ursprünglich am Krefelder Weg gelegene Gebäude, welches im Krieg zerstört wurde, bildeten ursprünglich den Heyer-Hof, das unabhängig von Haus Bockdorf bewirtschaftet wurde, im Laufe der Zeit aber an Haus Bockdorf angegliedert wurde. Für Gut Heimendahl ist Ende des 19. Jahrhunderts eine eigene Wasserversorgung mit einem eigenen Wasserturm errichtet worden. Um diesen Turm herum wurde eine teils zwei-, teils eingeschossige, in drei Baukörper gegliederte, Anlage errichtet, die als Pferdestall diente. Die Fassade ist in Ziegelmauerwerk ausgeführt, zweifarbig abgesetzt (rot und gelb). Die Dächer wurden teils als Satteldächer ausgebildet, teils abgewalmt. Östlich des oben beschriebenen Gebäudes mit Wasserturm befindet sich ein Stallgebäude, welches ebenfalls in zweifarbigen Ziegelmauerwerk ausgeführt wurde. In der Mitte erhebt sich ein turmartig gestalteter Mittelbau, der mit zwei gleich langen Seitenflügeln versehen ist. Die Fassaden sind durch Stallfenster und Stalltüren, die heute teilweise zugemauert sind, regelmäßig in jeweils sechs Achsen gegliedert. | Ende des 19. Jahrhunderts      | 6. September 1990  | 148             |
| Haus Bockdorf                                       | Haus Bockdorf                                       | Kempen Krefelder Weg 66 Karte                        | Das 1659 urkundlich erstmals erwähnte Gut Bockdorf besteht aus einer 3-flügeligen wasserumwehrten Backsteinanlage mit Torhaus aus dem 18. Jh. ist ein 2-geschossiger Backsteinbau mit großer Tordurchfahrt und quadratischem Aufsatz in der Mitte, die Seiten eingeschossig mit Mansarddach, Rundbogenfenster und Walmdach. Die Wirtschaftsgebäude stammen aus der Mitte des 19. Jh. das Wohnhaus aus dem Ende des 19. Jh. Es handelt sich um eine 2-geschossige Villa mit vorgesetztem, 4-geschossigem Turm mit Helmdach an den Seiten flache Risalite. Das Gebäude ist in Backstein ausgeführt mit Sandsteingewänden, Neurenaissance-Schmuckformen. Im Garten befindet sich eine kleine Fachwerkkate aus dem 18. Jh., die hierher transloziert wurde. Außerdem 2 Paar Torpfosten aus dem 18. u. 19. Jh. | 1659                           | 26. September 1983 | 14              |
| Wohn- und Geschäftshaus                             | Wohn- und Geschäftshaus                             | Kempen Kuhstraße 1 Karte                             | Zweigeschossiges Wohn- und Geschäftshaus aus der Zeit um 1870, Gliederung in 3 Achsen. Die Putzfassade ist reich profiliert im Stil der Gründerzeit. | 1870                           | 17. Dezember 1991  | 179             |
| Wohn- und Geschäftshaus                             | Wohn- und Geschäftshaus                             | Kempen Kuhstraße 2 Karte                             | Dreigeschossiges Wohn- und Geschäftshaus aus der Zeit um 1870. Gliederung in 4 Achsen, die Putzfassade ist reich profiliert; rechts und links kannelierte Pilaster; historisierende Kompositkapitelle, die sich im Erdgeschoss in Diamantquader fortsetzen. | 1870                           | 17. Dezember 1991  | 180             |
| Wohn- und Geschäftshaus                             | Wohn- und Geschäftshaus                             | Kempen Kuhstraße 15 Karte                            | Ursprünglich ein Bau des 17. Jh. Das Haus hat seine das Straßenbild prägende Bedeutung durch die Errichtung einer barocken Fassade im 18. Jh. erhalten. Diese hat die Tür für das niederrheinische Bürger- bzw. Ackerbürgertum in der Mitte des 18. Jh. typischen Merkmale: 3-geschossig, Krüppelwalmdach (wobei die Fassadenform des 2. OG. Bedingt durch die Dachform, trapezförmig und die Zahl der Fensterachsen auf 2 reduziert ist), dominant vertikale Gliederung in 3 oder (wie bei obigem Gebäude) 4 Achsen mit schlanken, hochrechteckigen Fenstern. | 17. Jh.                        | 26. September 1983 | 47              |
| Wohn- und Geschäftshaus                             | Wohn- und Geschäftshaus                             | Kempen Kuhstraße 16 Karte                            | Zweigeschossiges Wohn- und Geschäftshaus aus dem Ende des 18. Jahrhunderts. Gliederung in 5 Achsen. Die Putz- und Klinkerfassade aus der Gründerzeit ist reich gegliedert. Prägend sind die gotisierenden Fenstereinfassungen und ein Traufgesims in spätgotischer Fischblasenmanier. An den Ecklisenen sind Stilelemente des Jugendstils festzustellen. Die gotisierenden Stilelemente sind mit Bezug auf das benachbarte Kuhtor gewählt. Die Unterschutzstellung bezieht sich insbesondere auf die Fassade, beschränkt zur Kuhstraße hin und auf die Dachgestaltung. | Ende des 18. Jahrhunderts      | 17. Dezember 1991  | 181             |
| Wohnhaus                                            | Wohnhaus                                            | Kempen Kuhstraße 17 Karte                            | Zweigeschossiges Wohn- und Bürohaus in Ziegelbauweise mit dreifach abgewalmtem Doppelfirst-Satteldach, Eckerker und überbautem Durchgang parallel zum Kuhtor, 1907 erbaut. | 1907                           | 28. April 1988     | 114             |
| Wohnhaus                                            | Wohnhaus                                            | Kempen Kuhstraße 19 Karte                            | 2-geschossiges Wohnhaus in 2 Achsen, entstanden im 18. Jahrhundert. Das Haus ist mit einem übergreifenden Walmdach gedeckt. | 18. Jh.                        | 8. November 1983   | 62              |
| Wohnhaus                                            | Wohnhaus                                            | Kempen Kuhstraße 20 Karte                            | 2-geschossiges Wohnhaus in 2 Achsen. Das Haus ist im 18. Jahrhundert entstanden; Ladeneinbau ist wahrscheinlich erst später hinzugefügt worden. Das Haus ist mit einem übergreifenden Walmdach gedeckt. | 18. Jh.                        | 8. November 1983   | 63              |
| Wohnhaus                                            | Wohnhaus                                            | Kempen Kuhstraße 21 Karte                            | 2-geschossiges Wohnhaus in 3 Achsen, entstanden im 18. Jahrhundert. Der Gaststätteneinbau ist wahrscheinlich erst später hinzugefügt worden. Das Haus ist mit einem Walmdach gedeckt. | 18. Jh.                        | 8. November 1983   | 64              |
| Geschäftshaus (ehemaliges Haus Horten)              | Geschäftshaus (ehemaliges Haus Horten)              | Kempen Kuhstraße 31/32 Karte                         | Repräsentatives 3-geschossiges Doppel-Wohnhaus aus dem 18. Jh. in 7 bzw. 3 Achsen. Datiert 1773/1784. Das Gebäude ist in Backstein mit Kalksandsteingewänden ausgeführt. Die Fassade ist durch Lisenen gegliedert. Die Datierungen befinden sich bei Nr. 31 im schmiedeeisernen Gitter in der Supraporte, bei Nr. 32 im Fensterkeilstein. Seit 1982 Umbau des Gebäudes zur neuen Geschäftsstelle der Sparkasse Krefeld. (geändert lt. Schreiben der Sparkasse Krefeld v. 26.10.) | 1773/1784                      | 26. September 1983 | 37              |
| Wohn- und Geschäftshaus                             | Wohn- und Geschäftshaus                             | Kempen Kuhstraße 35 Karte                            | 2-geschossiges Fachwerkhaus mit dreiseitig geschlossener Rückseite. Der rückwärtige Teil ist aus dem 16. Jh., vielleicht sogar früher. Der zur Kuhstraße liegende Gebäudeteil ist in der Mitte des 18. Jh. umgebaut worden, erhielt eine dreiachsige 2 ½ geschossige Fassade mit Krüppelwalmdach. Im 20. Jh. durch Ladeneinbau und Vorhängung einer Plastikfassade verändert. | Mitte 18. Jahrhundert          | 8. November 1983   | 65              |
| Wohnhaus                                            | Wohnhaus                                            | Kempen Kurfürstenstraße 3 Karte                      | Das zweigeschossige, zweiachsige Wohnhaus aus dem späten 19. Jahrhundert wird von einem leicht vorspringenden Sockel getragen. Das Türgewände in Rundbogenform mit ornamentalem Stuckdekor zeigt in jeweils vier Kassetten an jeder Seite Tiermotive. Die Fenstergewände sind profiliert und mit einem Klötzchenfries über dem Fenstersturz ausgestattet. Die linke Achse im 1. Obergeschoss wird durch eine Erkerarchitektur betont. Dem Satteldach ist ein Brockgiebel vorgeblendet, mit Klötzchenfries, vier Rechteck- und einem Ovalfenster. Das Gebäude wird als Wohnhaus genutzt. Die historische Tür, an vielen Häusern dieses Straßenzuges noch erhalten, wird hier durch eine aktuelle Tür ersetzt. Die kleinteilige Gliederung der Fensterunterteilung ist noch original. Die Grundrissunterteilung entspricht ebenfalls weitgehend dem Original. Das Treppenhaus ist herausragend in seiner Gestaltung in Anlehnung an Motive des Art déco. Eine besondere Eigenheit ist im Erdgeschoss ein flurseitig zu beschickender Kachelofen zur Beheizung von zwei Räumen gleichzeitig. Das Gebäude befindet sich wie beschrieben in einem weitgehend unveränderten Zustand. Es ist damit in besonderer Weise ein erhaltenswertes Beispiel für die repräsentative Bebauung in weiten Bereichen der Kurfürstenstraße. Hier manifestiert sich in anschaulicher Weise das großbürgerliche Stilempfinden der Gründerzeit. | 1913                           | 21. Juni 1994      | 248             |
| Wohnhaus                                            | Wohnhaus                                            | Kempen Kurfürstenstraße 15 Karte                     | Die Kurfürstenstraße 15 stellt sich dar als zweigeschossiges, dreiachsiges Wohnhaus in gestrichenem Ziegelsteinmauerwerk, dessen Eingang sich in der ersten Achse von rechts befindet. Der Eingangsbereich ist stark profiliert gewändet und schließt in Kreissegmentbogenform. Die Gestaltung wiederholt sich in den Gewänden der Fenster in den linken Achsen. Die Fassade erfährt eine horizontale Gliederung durch ein dreifachiges Gesims mit Stuckkartuschen. Im ersten Obergeschoss schließen die profilierten Fenstergewände nach oben in zwei Kapitellen mit Segmentbogen ab. Das Kranzgesims ist mit Voluten ausgestattet. Das historische Türblatt mit Fenster und Ziervergitterung ist noch vorhanden, die Fenster aber mit neuer Holzrahmung versehen. Im Innern sind die Kacheln in der Küche und die Bodenfliesen in Flur und Küche original. Diele und Treppenaufgang haben eine reich gestaltete Holzverkleidung aus dem Jahre 1908. Zum Teil sind noch Stuckdecken erhalten. In seinem durchgehend guten Erhaltungszustand im Äußeren und Inneren – hier insbesondere die sehr individuellen Holzarbeiten im Treppenhausbereich – ist das Haus in der ohnehin repräsentativen Kurfürstenstraße in städtebaulicher und architektonischer Hinsicht bedeutend und im öffentlichen Interesse erhaltenswert. | 19. Jh.                        | 21. Juni 1994      | 249             |
| Wohnhaus                                            | Wohnhaus                                            | Kempen Möhlenring 15 Karte                           | Das Gebäude ist ein Putzbau von 1905, mit zwei Geschossen und vier Achsen. Er besitzt zwei Eingänge in der rechten und linken Außenachse. Die in Putzquader gefassten Eingangsbereiche mit Rundbogenabschluss zeigen in ihrem Rundbogen in der linken Achse die Buchstaben „CB“, in der rechten Achse die Jahreszahl 1905. Die Rundbogenfenster bzw. Korbbogenfenster der beiden Mittelachsen mit ausgeprägter Sohlbank sind historisierend gewändet. Zwischen den beiden Fenstern entwickelt sich im Untergeschoss bereits der das Obergeschoss dominierende Erker mit Maskaron. Der Erker ist mit Jugendstilmotiven reich geschmückt. Seitlich neben ihm befindet sich je ein profiliertes Feld mit Löwenkopf. Aufwändige Jugendstilgewände rahmen die Flachbogenfenster der beiden Außenachsen. Das Satteldach mit zwei schmuckvollen Dachhäusern wird von einem türmchenartigen Giebel mit Schieferhaube bekrönt. Die Türblätter dieses sehr repräsentativen Wohnhauses sind authentisch. Die Fensterrahmung wurde historischen Vorbildern nachempfunden. | 1905                           | 25. Mai 1993       | 236             |
| Wohnhaus                                            | Wohnhaus                                            | Kempen Möhlenring 46 / 48 Karte                      | Das in den Jahren 1930/31 von dem Architekten Hans Toboll erbaute Mehrfamilien-Wohnhaus besteht aus einem kubischen Baukörper mit Flachdach. Der Baukörper ist nach den Gestaltungsprinzipien des Bauhausstiles entworfen worden. Konstruktiv ist das Gebäude ein Stahlskelettbau, dessen Ziegelfassade vorgehängt ist und keine tragende Funktion hat. Die vier im ursprünglichen Bauzustand vorhandenen eingezogenen Dachterrassen im OG bewirken eine Differenzierung der Baumasse, die die kubische Grundform in ihrer Wuchtigkeit milderte. Wichtigstes architektonisches Gestaltungsmittel sind klare, von jeglichen Zierrat freie, rechtwinklig begrenzte Flächen. Konsequenterweise fanden bei der Befensterung schmale Stahlprofile Verwendung, die den Flächencharakter der Fensteröffnungen betonen. Die im Bauhausstil gehaltene Haustür des östlichen Gebäudeteils ist noch erhalten. Im Inneren prägen die Raumfolgen und die Ausstattungsdetails wie Flurbeleuchtung und Türbeschläge im weitgehend original gebliebenen östlichen Gebäudeteil das Baudenkmal. Von der Unterschutzstellung ausgenommen sind der im Westteil angebaute Windfang u. die beiden auf dem Grundstück errichteten Garagen. | 1930 / 31                      | 20. Dezember 1989  | 131             |
| Wohnhaus                                            | Wohnhaus                                            | Kempen Möhlenwall 2 Karte                            | Zweigeschossiges Wohnhaus mit Satteldach, Putzfassade. Westfassade mit neuem Giebel versehen, Nordfassade ebenfalls erneuert, mit drei Blinkarkarden versehen. | unbekannt                      | 28. April 1988     | 115             |
| Wohnhaus                                            | Wohnhaus                                            | Kempen Moorenring 7 Karte                            | Das Wohnhaus stammt aus dem Ende des 19. Jahrhunderts. Es ist zweigeschossig und in 6 Achsen gebaut. Die vorgeblendete Putzfassade ist in historisierenden Formen sehr reich, repräsentativ gestaltet. Im Untergeschoss ist die Fassade gequadert. Die Tür und die Fenster zeigen eine profilierte Rahmung. Vertikale Gliederung erfährt das Gebäude durch Ecklisenen. Betont ist die Gestaltung der Fenster des Obergeschosses. Abwechselnd werden je zwei Fenster mit einem Dreiecksgiebel, die nächsten mit einem Segmentgiebel bekrönt. 1897 wurde im Hintergrund des Grundstücks eine Shedhalle zur Vergrößerung der Druckerei errichtet. Horizontal ist das Gebäude durch ein profiliertes Haupt-, Geschoss- und zwei Fensterbrettgesimse gegliedert. 1978 wurde das Gebäude zu Wohnungen umgebaut, wobei der alte Dachstuhl abgebrochen und ein neuer mit Dachausbau aufgerichtet wurde. Das Türblatt ist noch original. Das Gebäude hat ein Satteldach mit 3 großen neuen Gauben. | Ende des 19. Jahrhunderts      | 25. Mai 1993       | 237             |
| Wohnhaus                                            | Wohnhaus                                            | Kempen Moorenring 15 Karte                           | Das massiv aufgeführte Wohnhaus stammt aus dem Ende des 19. Jahrhunderts. Es ist zweigeschossig, in 3 Achsen gebaut und hat ein Satteldach. Die vorgeblendete Putzfassade ist horizontal stark gegliedert, durch ein Geschossgesims, ein Fensterbrettgesims und Ornamentfeldern dazwischen und ein Klötzchenfries. Die Tür und die Fenster sind profiliert gerahmt. Nach hinten schließt sich an das Gebäude ein zweigeschossiger Anbau an. Das Gebäude ist mit einem Gewölbekeller unterkellert, die Decken, Treppen und Fußböden sind aus Holz. Die Haustür ist neu (Aluminium). Die Fassade weist Feuchtigkeitsschäden auf, Zustand: mittel. | Ende des 19. Jahrhunderts      | 25. Mai 1993       | 238             |
| Wohnhaus                                            | Wohnhaus                                            | Kempen Moorenring 17 Karte                           | Das zweigeschossige, vierachsige Wohnhaus wurde Ende des 19. Jh. erbaut. Horizontal wird die vorgeblendete Putzfassade durch ein profiliertes Geschoßgesims gegliedert sowie ein Konsolfries. Die Rahmung von Tür und Fenstern ist ebenfalls profiliert. Der Fassadenschmuck übernimmt historisierende Elemente. Die mittlere Achse wird seitlich durch Lisenen begrenzt, die sich im Obergeschoß als Pilaster mit Phantasiekapitellen fortsetzen. Das Dachgesims ist als Klötzchenfries ausgebildet, darunter verläuft ein Konsolfries. Das Satteldach schließt traufständig an und ist ausgebaut. | Ende des 19. Jahrhunderts      | 25. Mai 1993       | 239             |
| Wohnhaus                                            | Wohnhaus                                            | Kempen Moorenring 21 Karte                           | Das zweigeschossige Wohnhaus mit vorgeblendeter Putzfassade ist in 3 Achsen gegliedert. Es wurde um 1900 in schlichten, historisierenden Formen erbaut. Das Untergeschoss zeigt Profilputz und die Tür- und Fensteröffnungen eine profilierte Rahmung. Die Wand wird unterhalb des Satteldaches mit einem Klötzchenfries abgeschlossen. | 1900                           | 25. Mai 1993       | 241             |
| Wohnhaus                                            | Wohnhaus                                            | Kempen Moorenring 23 Karte                           | 1899 wurde das zweigeschossige Eckwohnhaus mit einem eingeschossigen Anbau an der Rückseite errichtet. Die vorgeblendete Klinkerfassade erfährt ihre Gestaltung durch Putzelemente. Horizontal gliedern das Gebäude ein voll verputzten Sockel und ein profiliertes Geschossgesims sowie 2 Fensterbrettgesimse. Tür und Fenster zeigen eine Putzrahmung. Die linke, breitere Achse ist leicht vorgezogen und durch eine Putzquaderung akzentuiert wie auch die äußere Ecke des Gebäudes. Das Mansarddach war auch im ursprünglichen Zustand mit drei Gauben ausgebaut. | 1899                           | 25. Mai 1993       | 205             |
| Villa Brandenburg                                   | Villa Brandenburg                                   | Kempen Moorenring 29 Karte                           | Fabrikantenvilla aus dem Jahre 1901, im Jugendstil und mit Elementen des englischen Landhausstils erbaut. 2-geschossig, teilweise ausgebauter Dachgeschoss mit versetztem Kreuz- und Giebeldach verputzt, Giebel als Fachwerk. Straßenansicht (West): Halbbogeneingang m. Säule, 1½-geschossig mit Pultdach, 2 Achsen, EG Rundbogenfenster und turmartig gestalteter Vorbau (rund) mit 4 Fensterachsen 3-geschossig m. Kegeldach. Seitenansicht rechts (Süd): 1-geschossiger Vorbau m. Dachterrasse viereckig m. 3 Achsen, Rundbogenfenster, I. OG 3 Achsen im vorgezogenen Baukörper, mittl. Fenster im Rundbogen, versetztes Giebeldach als Holzständerwerk m. 2 Achsen. Rückansicht (Ost):EG links 1919 verändert, urspr. Terry. Der Wintergarten eingeschossig als Küche ausgebaut. (Flachdach), EG 4 wachsig m. 2 Rundbogenfenstern. I.OG | 1901                           | 11. Juni 1985      | 106             |
| Wohnhaus                                            | Wohnhaus                                            | Kempen Moosgasse 6 / 7 Karte                         | 2-geschossiges Giebelhaus in 3 Achsen, in Blaustein ausgeführt, Tür mit Blausteingewände, Ankersplinte und Krüppelwalmdach, rückwärtig 1-geschossiger Fachwerkanbau aus dem 19. Jh. Das Gebäude ist im 17. Jh. entstanden und wurde im Zuge der Stadtsanierung durchgebaut. | 17. Jh.                        | 26. September 1983 | 48              |
| Wohnhaus                                            | Wohnhaus                                            | Kempen Moosgasse 8 Karte                             | Fachwerkhaus aus dem 18. Jh. 1. OG vorkragend, 2-geschossig in 3 Achsen. Im 20. Jh. wurde eine Putzfassade vorgeblendet, so dass heute das Fachwerk nicht mehr sichtbar ist. | 18. Jh.                        | 8. November 1983   | 84              |
| Front der alten Leichenhalle                        | Front der alten Leichenhalle                        | Kempen Mühlhauser Straße Karte                       | Backstein Eingangspforte der alten Leichenhalle mit geschweiftem Giebel und Türgewände. Mit der Front der Leichenhalle ist noch ein Hinweis auf das Anfang der zwanziger Jahre umgebaute, inzwischen abgebrochene Ursulinenkloster erhalten. Der Altbau des Krankenhauses, dessen rechter Flügel das ehem. Ursulinenkloster war, wurde 1868–1869 erbaut. Die Leichenhalle dürfte aufgrund der architektonischen Gestaltung in dieser Zeit errichtet oder später angefügt worden sein. | 1868-69                        | 1. Oktober 1991    | 170             |
| Wohnhaus                                            | Wohnhaus                                            | Kempen Mühlhauser Straße 35 Karte                    | Das 2-geschosigge, 3-achsige Wohnhaus mit ausgebautem Mansarddach, wurde 1903 erbaut. Horizontal wird die vorgeblendete gestrichene Klinkerfassade durch ein Geschossgesims und ein Konsolgesims gegliedert. Im Erdgeschoss werden Tür und Fenster durch Bandfriese gerahmt. Das OG ist reicher gestaltet, mit reichen Ornamentfeldern oberhalb und unterhalb der Fenster, die von Schweifgiebeln bekrönt werden. Das Türblatt ist noch original und Masken über der Tür und in den Ornamentfeldern unterhalb der Fenster verstärkten den Eindruck der auffallend gestalteten Fassade. Die Fenster sind in veränderten Untergliederungen neu eingebracht worden. Im Inneren ist das Gebäude sowohl bezgl. Grundrissaufteilung als auch bezgl. Materialien wie Stuckdecken, Treppen, Holztüren, Böden etc. weitgehend unverändert. Die Erhaltung des Gebäudes liegt aus künstlerischen und städtebaulichen Gründen im öffentlichen Interesse. | 1903                           | 30. September 1995 | 254             |
| Berfes auf dem Raveshof                             | Berfes auf dem Raveshof                             | St. Hubert Müskesweg 32 Karte                        | 2-geschossiger Fachwerkturm mit wehrgangähnlich vorkragendem Obergeschoss (1981 restauriert) | 16. Jh.                        | 26. September 1983 | 19              |
| Raveshof mit Scheune                                | Raveshof mit Scheune                                | St. Hubert Müskesweg 32 Karte                        | Der Raveshof (1639 erstmals urkundlich erwähnt), zeigt noch den Grundtyp des niederrheinischen Haufenhofes, bestehend aus einem Hallenhaus mit quer dazu liegender Scheune und zurückgezogener Einfahrt. Um den Hof gruppieren sich Nebengebäude und der „Berfes“, der bereits 1983 in die Denkmalliste eingetragen wurde. Das Ganze wurde ehemals von einem Wassergraben wehrhaft umschlossen, der von einer freistehenden Toranlage überbrückt wurde. Die Hofanlage die im Wesentlichen aus dem 19. Jahrhundert stammt, wurde im Laufe der Zeit erheblich verändert, sie wird aber durch das Vorhandensein des Berfers aufgewertet. Die Eintragung in die Denkmalliste erfolgt aus siedlungsgeschichtlichen sowie volkskundlichen Gründen. | 1639                           | 30. April 1991     | 156             |
| Wohnhaus                                            | Wohnhaus                                            | Kempen Neustraße 17 Karte                            | Zweigeschossiges Wohnhaus des 19. Jahrhunderts mit Klinkerverblendung und profilierten Fenster- und Türgewänden in Stuck. Zwischen Erdgeschoss und erstem Obergeschoss befindet sich ein Fries mit bemalten Ziegeln. | 19. Jh.                        | 6. Juni 1991       | 160             |
| Wohnhaus                                            | Wohnhaus                                            | Kempen Neustraße 19 Karte                            | 2-geschossiges Fachwerkhaus in 3 Achsen, entstanden um 1800, Backstein verkleidet. | um 1800                        | 29. März 1984      | 99              |
| Wohnhaus                                            | Wohnhaus                                            | Kempen Neustraße 21 Karte                            | 2-geschossiges Wohnhaus in 2 Achsen, verputzt, entstanden Anfang 19. Jahrhundert | Anfang des 19. Jahrhunderts    | 26. September 1983 | 49              |
| Wohnhaus                                            | Wohnhaus                                            | Kempen Neustraße 22 Karte                            | 2-geschossiges Fachwerkhaus aus dem 18. Jahrhundert, verputzt, Krüppelwalmdach | 18. Jh.                        | 29. März 1984      | 100             |
| Wohnhaus                                            | Wohnhaus                                            | Kempen Neustraße 23 Karte                            | Dreigeschossiges Wohnhaus aus dem 18. Jahrhundert mit Krüppelwalmdach, zur Straßenflucht hin geneigt. Die Putzfassade ist einfach gehakt. Zierelemente befinden sich nur im ersten Obergeschoss in Gestalt von einfachen Putzgewänden um die Fenster herum. Die gesamte Häuserzeile Nr. 16–23 bildet eine Einheit, die im 18. Jahrhundert entstanden sein dürfte. Die Häuser nehmen in Form, Größe und Gestalt aufeinander Bezug | 18. Jh.                        | 6. Juni 1991       | 161             |
| Wohnhaus                                            | Wohnhaus                                            | Kempen Neustraße 25 Karte                            | Das Gebäude wurde als Gaststätte erbaut. Ziegelfassung in sieben Achsen. Fünfte Achse von links durch einen gotisierenden Dachaufbau akzentuiert, darunter die Eingangstür zur Gaststätte. Die Fenster sind mit einfachen Stuckgewände versehen. Im Erdgeschoss befinden sich an den Fenstern der zweiten dritten und vierten Achse noch blecherne Rollladenkästen mit Routendekor aus der Zeit der Erbauung. Zur Traufe hin schließt die Fassade mit einem Zahnschnitt ab. Darunter auf jeder Fensterachse ein Rundfensterchen (Ochsenauge). Ursprünglich soll dieses Gebäude aus zwei Häusern bestanden haben. Anfang des 20. Jahrhunderts erfolgte die Veränderung. | Anfang des 20. Jahrhunderts    | 6. Juni 1991       | 162             |
| weitere Bilder                                      | Kemp’sches Huus                                     | Kempen Neustraße 31 Karte                            | 3-geschossiges Fachwerkhaus in 4 Achsen entstanden Anfang 17. Jh. auf der Kuhstraße (Nr. 7). Das Gebäude wurde wegen seiner Bedeutung für die Baugeschichte des Niederrheins im Jahre 1979/80 an den jetzigen Standort versetzt. | Anfang des 17. Jahrhunderts    | 26. September 1983 | 50              |
| Wohn- und Geschäftshaus                             | Wohn- und Geschäftshaus                             | Kempen Neustraße 32 Karte                            | 2-geschossiges Giebelhaus in 5 Achsen, Backstein, spätklassizistische Putzfassade – später vorgeblendet. Krüppelwalmdach, Portal mit Blausteingewänden. Datierung 1769 im Türkeilstein. Auf der Rückseite Ankersplinte mit der Jahreszahl 1751. | 1751, 1769                     | 26. September 1983 | 38              |
| Wohnhaus der Arnold-Siedlung                        | Wohnhaus der Arnold-Siedlung                        | Kempen Oedter Straße 1 Karte                         | Die Eisenmöbelfabrikanten Louis und Carl Arnold aus Schorndorf bei Württemberg ließen sich im Frühjahr 1901 in Kempen nieder. Gleichzeitig mit den Bauarbeiten für das Werksgelände in der heutigen Arnoldstraße begann die Errichtung der Werkswohnungssiedlung. Mit der Planung und Durchführung wurde in beiden Fällen der Düsseldorfer Architekt H. Salzmann betraut. Die „Württembergische Siedlung“; im Volksmund auch „Schwabenheim“ genannt, trug erheblich zur wirtschaftlich-sozialen Bereicherung Kempens bei, so dass der „Volksfreund“ in seiner Ausgabe vom 24. August 1901 schrieb: „Die von der Firma Arnold am Peschbenden errichtete Arbeiterhäuser sind die reinsten Villen und beleben die Gegend in angenehmer Weise.“ Tatsächlich sind die Arnoldschen Werkswohnungen für damalige Wohnverhältnisse luxuriös und aufgrund ihrer sozialgerechten Ausführung reformerisch. Die sechs zweigeschossigen Häuser boten Raum für jeweils vier Familien. Die Wohnungen waren hell und großzügig konstruiert und verfügten bereits über getrennte Wohn- und Schlafzimmer, Küche und Vorratskammer, was in der damaligen Zeit keine Selbstverständlichkeit, sondern vielmehr Ausnahme war. Die Mansarde war gleichfalls für Wohnzweck ausgebaut. An den weitläufigen Hof schloss sich für jede Wohnpartei ein kleiner Garten an, der frei nach Bedarf bestellt werden konnte – ein Umstand, der besonders den meist kinderreichen Familien entgegenkam. Fortschrittlichkeit lässt sich auch in der optischen Erscheinung der Siedlung erkennen. Die einheitliche Gestaltung und die Ausgewogenheit der Proportionen geben den Häusern eine klare, überschaubare Linie. Zweckdienlichkeit ist das übergeordnete Prinzip, so dass der in Ansätzen vorhandene Schmuck, der sich noch an klassischen Vorbildern orientiert, nicht mehr plastisch ausgeformt, sondern nur noch farblich als Inkrustation abgesetzt ist. Auffallend ist die traditionelle Dreiteilung der Fassade in Sockel-, Mittel- und Dachgeschoss. Das Sockelgeschoss, in dem die unteren beiden Wohnungen liegen, wurde in dem roten Ziegelmauerwerk belassen. Darüber schließt sich weißer Putz an, der über das Mittelgeschoss bis unter das sogenannte Walmdach reicht. In der Mitte des Daches befindet sich eine Gaube, ein kleiner überdachter Ausbau, in dem die Mansardenfenster untergebracht sind. Optisch belebt wird die Fassade durch ziegelrote waage- und senkrechte Gliederungen. Die Senkrechten entsprechen den Säulen des antiken Tempelbaus, der in der Architektur gerne zitiert wird. Die Waagerechte, die wie ein Gurtgesims das Gebäude umschließt, markiert die zweite Etage. Die Fenster schließen in einem Rundbogen ab, eine Form, die auf die Renaissance zurückgeht. Das Motiv des Rundbogens wird noch einmal durch die über den Fenstern liegende Rahmung aus roten Ziegeln aufgegriffen. Die Württembergische Siedlung als Zeitzeuge der Industrialisierung ist ein Teil der Kempener Stadtgeschichte, die es zu bewahren und erhalten gilt. Die Erhaltung liegt im öffentlichen Interesse. | 1901                           | 23. März 1993      | 194             |
| Wohnhaus der Arnold-Siedlung                        | Wohnhaus der Arnold-Siedlung                        | Kempen Oedter Straße 2 Karte                         | Die Eisenmöbelfabrikanten Louis und Carl Arnold aus Schorndorf bei Württemberg ließen sich im Frühjahr 1901 in Kempen nieder. Gleichzeitig mit den Bauarbeiten für das Werksgelände in der heutigen Arnoldstraße begann die Errichtung der Werkswohnungssiedlung. Mit der Planung und Durchführung wurde in beiden Fällen der Düsseldorfer Architekt H. Salzmann betraut. Die „Württembergische Siedlung“; im Volksmund auch „Schwabenheim“ genannt, trug erheblich zur wirtschaftlich-sozialen Bereicherung Kempens bei, so dass der „Volksfreund“ in seiner Ausgabe vom 24. August 1901 schrieb: „Die von der Firma Arnold am Peschbenden errichtete Arbeiterhäuser sind die reinsten Villen und beleben die Gegend in angenehmer Weise.“ Tatsächlich sind die Arnoldschen Werkswohnungen für damalige Wohnverhältnisse luxuriös und aufgrund ihrer sozialgerechten Ausführung reformerisch. Die sechs zweigeschossigen Häuser boten Raum für jeweils vier Familien. Die Wohnungen waren hell und großzügig konstruiert und verfügten bereits über getrennte Wohn- und Schlafzimmer, Küche und Vorratskammer, was in der damaligen Zeit keine Selbstverständlichkeit, sondern vielmehr Ausnahme war. Die Mansarde war gleichfalls für Wohnzweck ausgebaut. An den weitläufigen Hof schloss sich für jede Wohnpartei ein kleiner Garten an, der frei nach Bedarf bestellt werden konnte – ein Umstand, der besonders den meist kinderreichen Familien entgegenkam. Fortschrittlichkeit lässt sich auch in der optischen Erscheinung der Siedlung erkennen. Die einheitliche Gestaltung und die Ausgewogenheit der Proportionen geben den Häusern eine klare, überschaubare Linie. Zweckdienlichkeit ist das übergeordnete Prinzip, so dass der in Ansätzen vorhandene Schmuck, der sich noch an klassischen Vorbildern orientiert, nicht mehr plastisch ausgeformt, sondern nur noch farblich als Inkrustation abgesetzt ist. Auffallend ist die traditionelle Dreiteilung der Fassade in Sockel-, Mittel- und Dachgeschoss. Das Sockelgeschoss, in dem die unteren beiden Wohnungen liegen, wurde in dem roten Ziegelmauerwerk belassen. Darüber schließt sich weißer Putz an, der über das Mittelgeschoss bis unter das sogenannte Walmdach reicht. In der Mitte des Daches befindet sich eine Gaube, ein kleiner überdachter Ausbau, in dem die Mansardenfenster untergebracht sind. Optisch belebt wird die Fassade durch ziegelrote waage- und senkrechte Gliederungen. Die Senkrechten entsprechen den Säulen des antiken Tempelbaus, der in der Architektur gerne zitiert wird. Die Waagerechte, die wie ein Gurtgesims das Gebäude umschließt, markiert die zweite Etage. Die Fenster schließen in einem Rundbogen ab, eine Form, die auf die Renaissance zurückgeht. Das Motiv des Rundbogens wird noch einmal durch die über den Fenstern liegende Rahmung aus roten Ziegeln aufgegriffen. Die Württembergische Siedlung als Zeitzeuge der Industrialisierung ist ein Teil der Kempener Stadtgeschichte, die es zu bewahren und erhalten gilt. Die Erhaltung liegt im öffentlichen Interesse. | 1901                           | 23. März 1993      | 195             |
| Wohnhaus der Arnold-Siedlung                        | Wohnhaus der Arnold-Siedlung                        | Kempen Oedter Straße 3 Karte                         | Die Eisenmöbelfabrikanten Louis und Carl Arnold aus Schorndorf bei Württemberg ließen sich im Frühjahr 1901 in Kempen nieder. Gleichzeitig mit den Bauarbeiten für das Werksgelände in der heutigen Arnoldstraße begann die Errichtung der Werkswohnungssiedlung. Mit der Planung und Durchführung wurde in beiden Fällen der Düsseldorfer Architekt H. Salzmann betraut. Die „Württembergische Siedlung“; im Volksmund auch „Schwabenheim“ genannt, trug erheblich zur wirtschaftlich-sozialen Bereicherung Kempens bei, so dass der „Volksfreund“ in seiner Ausgabe vom 24. August 1901 schrieb: „Die von der Firma Arnold am Peschbenden errichtete Arbeiterhäuser sind die reinsten Villen und beleben die Gegend in angenehmer Weise.“ Tatsächlich sind die Arnoldschen Werkswohnungen für damalige Wohnverhältnisse luxuriös und aufgrund ihrer sozialgerechten Ausführung reformerisch. Die sechs zweigeschossigen Häuser boten Raum für jeweils vier Familien. Die Wohnungen waren hell und großzügig konstruiert und verfügten bereits über getrennte Wohn- und Schlafzimmer, Küche und Vorratskammer, was in der damaligen Zeit keine Selbstverständlichkeit, sondern vielmehr Ausnahme war. Die Mansarde war gleichfalls für Wohnzweck ausgebaut. An den weitläufigen Hof schloss sich für jede Wohnpartei ein kleiner Garten an, der frei nach Bedarf bestellt werden konnte – ein Umstand, der besonders den meist kinderreichen Familien entgegenkam. Fortschrittlichkeit lässt sich auch in der optischen Erscheinung der Siedlung erkennen. Die einheitliche Gestaltung und die Ausgewogenheit der Proportionen geben den Häusern eine klare, überschaubare Linie. Zweckdienlichkeit ist das übergeordnete Prinzip, so dass der in Ansätzen vorhandene Schmuck, der sich noch an klassischen Vorbildern orientiert, nicht mehr plastisch ausgeformt, sondern nur noch farblich als Inkrustation abgesetzt ist. Auffallend ist die traditionelle Dreiteilung der Fassade in Sockel-, Mittel- und Dachgeschoss. Das Sockelgeschoss, in dem die unteren beiden Wohnungen liegen, wurde in dem roten Ziegelmauerwerk belassen. Darüber schließt sich weißer Putz an, der über das Mittelgeschoss bis unter das sogenannte Walmdach reicht. In der Mitte des Daches befindet sich eine Gaube, ein kleiner überdachter Ausbau, in dem die Mansardenfenster untergebracht sind. Optisch belebt wird die Fassade durch ziegelrote waage- und senkrechte Gliederungen. Die Senkrechten entsprechen den Säulen des antiken Tempelbaus, der in der Architektur gerne zitiert wird. Die Waagerechte, die wie ein Gurtgesims das Gebäude umschließt, markiert die zweite Etage. Die Fenster schließen in einem Rundbogen ab, eine Form, die auf die Renaissance zurückgeht. Das Motiv des Rundbogens wird noch einmal durch die über den Fenstern liegende Rahmung aus roten Ziegeln aufgegriffen. Die Württembergische Siedlung als Zeitzeuge der Industrialisierung ist ein Teil der Kempener Stadtgeschichte, die es zu bewahren und erhalten gilt. Die Erhaltung liegt im öffentlichen Interesse. | 1901                           | 23. März 1993      | 196             |
| Wohnhaus der Arnold-Siedlung                        | Wohnhaus der Arnold-Siedlung                        | Kempen Oedter Straße 4 Karte                         | Die Eisenmöbelfabrikanten Louis und Carl Arnold aus Schorndorf bei Württemberg ließen sich im Frühjahr 1901 in Kempen nieder. Gleichzeitig mit den Bauarbeiten für das Werksgelände in der heutigen Arnoldstraße begann die Errichtung der Werkswohnungssiedlung. Mit der Planung und Durchführung wurde in beiden Fällen der Düsseldorfer Architekt H. Salzmann betraut. Die „Württembergische Siedlung“; im Volksmund auch „Schwabenheim“ genannt, trug erheblich zur wirtschaftlich-sozialen Bereicherung Kempens bei, so dass der „Volksfreund“ in seiner Ausgabe vom 24. August 1901 schrieb: „Die von der Firma Arnold am Peschbenden errichtete Arbeiterhäuser sind die reinsten Villen und beleben die Gegend in angenehmer Weise.“ Tatsächlich sind die Arnoldschen Werkswohnungen für damalige Wohnverhältnisse luxuriös und aufgrund ihrer sozialgerechten Ausführung reformerisch. Die sechs zweigeschossigen Häuser boten Raum für jeweils vier Familien. Die Wohnungen waren hell und großzügig konstruiert und verfügten bereits über getrennte Wohn- und Schlafzimmer, Küche und Vorratskammer, was in der damaligen Zeit keine Selbstverständlichkeit, sondern vielmehr Ausnahme war. Die Mansarde war gleichfalls für Wohnzweck ausgebaut. An den weitläufigen Hof schloss sich für jede Wohnpartei ein kleiner Garten an, der frei nach Bedarf bestellt werden konnte – ein Umstand, der besonders den meist kinderreichen Familien entgegenkam. Fortschrittlichkeit lässt sich auch in der optischen Erscheinung der Siedlung erkennen. Die einheitliche Gestaltung und die Ausgewogenheit der Proportionen geben den Häusern eine klare, überschaubare Linie. Zweckdienlichkeit ist das übergeordnete Prinzip, so dass der in Ansätzen vorhandene Schmuck, der sich noch an klassischen Vorbildern orientiert, nicht mehr plastisch ausgeformt, sondern nur noch farblich als Inkrustation abgesetzt ist. Auffallend ist die traditionelle Dreiteilung der Fassade in Sockel-, Mittel- und Dachgeschoss. Das Sockelgeschoss, in dem die unteren beiden Wohnungen liegen, wurde in dem roten Ziegelmauerwerk belassen. Darüber schließt sich weißer Putz an, der über das Mittelgeschoss bis unter das sogenannte Walmdach reicht. In der Mitte des Daches befindet sich eine Gaube, ein kleiner überdachter Ausbau, in dem die Mansardenfenster untergebracht sind. Optisch belebt wird die Fassade durch ziegelrote waage- und senkrechte Gliederungen. Die Senkrechten entsprechen den Säulen des antiken Tempelbaus, der in der Architektur gerne zitiert wird. Die Waagerechte, die wie ein Gurtgesims das Gebäude umschließt, markiert die zweite Etage. Die Fenster schließen in einem Rundbogen ab, eine Form, die auf die Renaissance zurückgeht. Das Motiv des Rundbogens wird noch einmal durch die über den Fenstern liegende Rahmung aus roten Ziegeln aufgegriffen. Die Württembergische Siedlung als Zeitzeuge der Industrialisierung ist ein Teil der Kempener Stadtgeschichte, die es zu bewahren und erhalten gilt. Die Erhaltung liegt im öffentlichen Interesse. | 1901                           | 23. März 1993      | 197             |
| Wohnhaus der Arnold-Siedlung                        | Wohnhaus der Arnold-Siedlung                        | Kempen Oedter Straße 5 Karte                         | Die Eisenmöbelfabrikanten Louis und Carl Arnold aus Schorndorf bei Württemberg ließen sich im Frühjahr 1901 in Kempen nieder. Gleichzeitig mit den Bauarbeiten für das Werksgelände in der heutigen Arnoldstraße begann die Errichtung der Werkswohnungssiedlung. Mit der Planung und Durchführung wurde in beiden Fällen der Düsseldorfer Architekt H. Salzmann betraut. Die „Württembergische Siedlung“; im Volksmund auch „Schwabenheim“ genannt, trug erheblich zur wirtschaftlich-sozialen Bereicherung Kempens bei, so dass der „Volksfreund“ in seiner Ausgabe vom 24. August 1901 schrieb: „Die von der Firma Arnold am Peschbenden errichtete Arbeiterhäuser sind die reinsten Villen und beleben die Gegend in angenehmer Weise.“ Tatsächlich sind die Arnoldschen Werkswohnungen für damalige Wohnverhältnisse luxuriös und aufgrund ihrer sozialgerechten Ausführung reformerisch. Die sechs zweigeschossigen Häuser boten Raum für jeweils vier Familien. Die Wohnungen waren hell und großzügig konstruiert und verfügten bereits über getrennte Wohn- und Schlafzimmer, Küche und Vorratskammer, was in der damaligen Zeit keine Selbstverständlichkeit, sondern vielmehr Ausnahme war. Die Mansarde war gleichfalls für Wohnzweck ausgebaut. An den weitläufigen Hof schloss sich für jede Wohnpartei ein kleiner Garten an, der frei nach Bedarf bestellt werden konnte – ein Umstand, der besonders den meist kinderreichen Familien entgegenkam. Fortschrittlichkeit lässt sich auch in der optischen Erscheinung der Siedlung erkennen. Die einheitliche Gestaltung und die Ausgewogenheit der Proportionen geben den Häusern eine klare, überschaubare Linie. Zweckdienlichkeit ist das übergeordnete Prinzip, so dass der in Ansätzen vorhandene Schmuck, der sich noch an klassischen Vorbildern orientiert, nicht mehr plastisch ausgeformt, sondern nur noch farblich als Inkrustation abgesetzt ist. Auffallend ist die traditionelle Dreiteilung der Fassade in Sockel-, Mittel- und Dachgeschoss. Das Sockelgeschoss, in dem die unteren beiden Wohnungen liegen, wurde in dem roten Ziegelmauerwerk belassen. Darüber schließt sich weißer Putz an, der über das Mittelgeschoss bis unter das sogenannte Walmdach reicht. In der Mitte des Daches befindet sich eine Gaube, ein kleiner überdachter Ausbau, in dem die Mansardenfenster untergebracht sind. Optisch belebt wird die Fassade durch ziegelrote waage- und senkrechte Gliederungen. Die Senkrechten entsprechen den Säulen des antiken Tempelbaus, der in der Architektur gerne zitiert wird. Die Waagerechte, die wie ein Gurtgesims das Gebäude umschließt, markiert die zweite Etage. Die Fenster schließen in einem Rundbogen ab, eine Form, die auf die Renaissance zurückgeht. Das Motiv des Rundbogens wird noch einmal durch die über den Fenstern liegende Rahmung aus roten Ziegeln aufgegriffen. Die Württembergische Siedlung als Zeitzeuge der Industrialisierung ist ein Teil der Kempener Stadtgeschichte, die es zu bewahren und erhalten gilt. Die Erhaltung liegt im öffentlichen Interesse. | 1901                           | 23. März 1993      | 198             |
| Wohnhaus der Arnold-Siedlung                        | Wohnhaus der Arnold-Siedlung                        | Kempen Oedter Straße 6 Karte                         | Die Eisenmöbelfabrikanten Louis und Carl Arnold aus Schorndorf bei Württemberg ließen sich im Frühjahr 1901 in Kempen nieder. Gleichzeitig mit den Bauarbeiten für das Werksgelände in der heutigen Arnoldstraße begann die Errichtung der Werkswohnungssiedlung. Mit der Planung und Durchführung wurde in beiden Fällen der Düsseldorfer Architekt H. Salzmann betraut. Die „Württembergische Siedlung“; im Volksmund auch „Schwabenheim“ genannt, trug erheblich zur wirtschaftlich-sozialen Bereicherung Kempens bei, so dass der „Volksfreund“ in seiner Ausgabe vom 24. August 1901 schrieb: „Die von der Firma Arnold am Peschbenden errichtete Arbeiterhäuser sind die reinsten Villen und beleben die Gegend in angenehmer Weise.“ Tatsächlich sind die Arnoldschen Werkswohnungen für damalige Wohnverhältnisse luxuriös und aufgrund ihrer sozialgerechten Ausführung reformerisch. Die sechs zweigeschossigen Häuser boten Raum für jeweils vier Familien. Die Wohnungen waren hell und großzügig konstruiert und verfügten bereits über getrennte Wohn- und Schlafzimmer, Küche und Vorratskammer, was in der damaligen Zeit keine Selbstverständlichkeit, sondern vielmehr Ausnahme war. Die Mansarde war gleichfalls für Wohnzweck ausgebaut. An den weitläufigen Hof schloss sich für jede Wohnpartei ein kleiner Garten an, der frei nach Bedarf bestellt werden konnte – ein Umstand, der besonders den meist kinderreichen Familien entgegenkam. Fortschrittlichkeit lässt sich auch in der optischen Erscheinung der Siedlung erkennen. Die einheitliche Gestaltung und die Ausgewogenheit der Proportionen geben den Häusern eine klare, überschaubare Linie. Zweckdienlichkeit ist das übergeordnete Prinzip, so dass der in Ansätzen vorhandene Schmuck, der sich noch an klassischen Vorbildern orientiert, nicht mehr plastisch ausgeformt, sondern nur noch farblich als Inkrustation abgesetzt ist. Auffallend ist die traditionelle Dreiteilung der Fassade in Sockel-, Mittel- und Dachgeschoss. Das Sockelgeschoss, in dem die unteren beiden Wohnungen liegen, wurde in dem roten Ziegelmauerwerk belassen. Darüber schließt sich weißer Putz an, der über das Mittelgeschoss bis unter das sogenannte Walmdach reicht. In der Mitte des Daches befindet sich eine Gaube, ein kleiner überdachter Ausbau, in dem die Mansardenfenster untergebracht sind. Optisch belebt wird die Fassade durch ziegelrote waage- und senkrechte Gliederungen. Die Senkrechten entsprechen den Säulen des antiken Tempelbaus, der in der Architektur gerne zitiert wird. Die Waagerechte, die wie ein Gurtgesims das Gebäude umschließt, markiert die zweite Etage. Die Fenster schließen in einem Rundbogen ab, eine Form, die auf die Renaissance zurückgeht. Das Motiv des Rundbogens wird noch einmal durch die über den Fenstern liegende Rahmung aus roten Ziegeln aufgegriffen. Die Württembergische Siedlung als Zeitzeuge der Industrialisierung ist ein Teil der Kempener Stadtgeschichte, die es zu bewahren und erhalten gilt. Die Erhaltung liegt im öffentlichen Interesse. | 1901                           | 23. März 1993      | 199             |
| Wohnhaus der Arnold-Siedlung                        | Wohnhaus der Arnold-Siedlung                        | Kempen Oedter Straße 7 Karte                         | Die Eisenmöbelfabrikanten Louis und Carl Arnold aus Schorndorf bei Württemberg ließen sich im Frühjahr 1901 in Kempen nieder. Gleichzeitig mit den Bauarbeiten für das Werksgelände in der heutigen Arnoldstraße begann die Errichtung der Werkswohnungssiedlung. Mit der Planung und Durchführung wurde in beiden Fällen der Düsseldorfer Architekt H. Salzmann betraut. Die „Württembergische Siedlung“; im Volksmund auch „Schwabenheim“ genannt, trug erheblich zur wirtschaftlich-sozialen Bereicherung Kempens bei, so dass der „Volksfreund“ in seiner Ausgabe vom 24. August 1901 schrieb: „Die von der Firma Arnold am Peschbenden errichtete Arbeiterhäuser sind die reinsten Villen und beleben die Gegend in angenehmer Weise.“ Tatsächlich sind die Arnoldschen Werkswohnungen für damalige Wohnverhältnisse luxuriös und aufgrund ihrer sozialgerechten Ausführung reformerisch. Die sechs zweigeschossigen Häuser boten Raum für jeweils vier Familien. Die Wohnungen waren hell und großzügig konstruiert und verfügten bereits über getrennte Wohn- und Schlafzimmer, Küche und Vorratskammer, was in der damaligen Zeit keine Selbstverständlichkeit, sondern vielmehr Ausnahme war. Die Mansarde war gleichfalls für Wohnzweck ausgebaut. An den weitläufigen Hof schloss sich für jede Wohnpartei ein kleiner Garten an, der frei nach Bedarf bestellt werden konnte – ein Umstand, der besonders den meist kinderreichen Familien entgegenkam. Fortschrittlichkeit lässt sich auch in der optischen Erscheinung der Siedlung erkennen. Die einheitliche Gestaltung und die Ausgewogenheit der Proportionen geben den Häusern eine klare, überschaubare Linie. Zweckdienlichkeit ist das übergeordnete Prinzip, so dass der in Ansätzen vorhandene Schmuck, der sich noch an klassischen Vorbildern orientiert, nicht mehr plastisch ausgeformt, sondern nur noch farblich als Inkrustation abgesetzt ist. Auffallend ist die traditionelle Dreiteilung der Fassade in Sockel-, Mittel- und Dachgeschoss. Das Sockelgeschoss, in dem die unteren beiden Wohnungen liegen, wurde in dem roten Ziegelmauerwerk belassen. Darüber schließt sich weißer Putz an, der über das Mittelgeschoss bis unter das sogenannte Walmdach reicht. In der Mitte des Daches befindet sich eine Gaube, ein kleiner überdachter Ausbau, in dem die Mansardenfenster untergebracht sind. Optisch belebt wird die Fassade durch ziegelrote waage- und senkrechte Gliederungen. Die Senkrechten entsprechen den Säulen des antiken Tempelbaus, der in der Architektur gerne zitiert wird. Die Waagerechte, die wie ein Gurtgesims das Gebäude umschließt, markiert die zweite Etage. Die Fenster schließen in einem Rundbogen ab, eine Form, die auf die Renaissance zurückgeht. Das Motiv des Rundbogens wird noch einmal durch die über den Fenstern liegende Rahmung aus roten Ziegeln aufgegriffen. Die Württembergische Siedlung als Zeitzeuge der Industrialisierung ist ein Teil der Kempener Stadtgeschichte, die es zu bewahren und erhalten gilt. Die Erhaltung liegt im öffentlichen Interesse. | 1901                           | 23. März 1993      | 200             |
| Wohnhaus der Arnold-Siedlung                        | Wohnhaus der Arnold-Siedlung                        | Kempen Oedter Straße 8 Karte                         | Die Eisenmöbelfabrikanten Louis und Carl Arnold aus Schorndorf bei Württemberg ließen sich im Frühjahr 1901 in Kempen nieder. Gleichzeitig mit den Bauarbeiten für das Werksgelände in der heutigen Arnoldstraße begann die Errichtung der Werkswohnungssiedlung. Mit der Planung und Durchführung wurde in beiden Fällen der Düsseldorfer Architekt H. Salzmann betraut. Die „Württembergische Siedlung“; im Volksmund auch „Schwabenheim“ genannt, trug erheblich zur wirtschaftlich-sozialen Bereicherung Kempens bei, so dass der „Volksfreund“ in seiner Ausgabe vom 24. August 1901 schrieb: „Die von der Firma Arnold am Peschbenden errichtete Arbeiterhäuser sind die reinsten Villen und beleben die Gegend in angenehmer Weise.“ Tatsächlich sind die Arnoldschen Werkswohnungen für damalige Wohnverhältnisse luxuriös und aufgrund ihrer sozialgerechten Ausführung reformerisch. Die sechs zweigeschossigen Häuser boten Raum für jeweils vier Familien. Die Wohnungen waren hell und großzügig konstruiert und verfügten bereits über getrennte Wohn- und Schlafzimmer, Küche und Vorratskammer, was in der damaligen Zeit keine Selbstverständlichkeit, sondern vielmehr Ausnahme war. Die Mansarde war gleichfalls für Wohnzweck ausgebaut. An den weitläufigen Hof schloss sich für jede Wohnpartei ein kleiner Garten an, der frei nach Bedarf bestellt werden konnte – ein Umstand, der besonders den meist kinderreichen Familien entgegenkam. Fortschrittlichkeit lässt sich auch in der optischen Erscheinung der Siedlung erkennen. Die einheitliche Gestaltung und die Ausgewogenheit der Proportionen geben den Häusern eine klare, überschaubare Linie. Zweckdienlichkeit ist das übergeordnete Prinzip, so dass der in Ansätzen vorhandene Schmuck, der sich noch an klassischen Vorbildern orientiert, nicht mehr plastisch ausgeformt, sondern nur noch farblich als Inkrustation abgesetzt ist. Auffallend ist die traditionelle Dreiteilung der Fassade in Sockel-, Mittel- und Dachgeschoss. Das Sockelgeschoss, in dem die unteren beiden Wohnungen liegen, wurde in dem roten Ziegelmauerwerk belassen. Darüber schließt sich weißer Putz an, der über das Mittelgeschoss bis unter das sogenannte Walmdach reicht. In der Mitte des Daches befindet sich eine Gaube, ein kleiner überdachter Ausbau, in dem die Mansardenfenster untergebracht sind. Optisch belebt wird die Fassade durch ziegelrote waage- und senkrechte Gliederungen. Die Senkrechten entsprechen den Säulen des antiken Tempelbaus, der in der Architektur gerne zitiert wird. Die Waagerechte, die wie ein Gurtgesims das Gebäude umschließt, markiert die zweite Etage. Die Fenster schließen in einem Rundbogen ab, eine Form, die auf die Renaissance zurückgeht. Das Motiv des Rundbogens wird noch einmal durch die über den Fenstern liegende Rahmung aus roten Ziegeln aufgegriffen. Die Württembergische Siedlung als Zeitzeuge der Industrialisierung ist ein Teil der Kempener Stadtgeschichte, die es zu bewahren und erhalten gilt. Die Erhaltung liegt im öffentlichen Interesse. | 1901                           | 23. März 1993      | 201             |
| Wohnhaus der Arnold-Siedlung                        | Wohnhaus der Arnold-Siedlung                        | Kempen Oedter Straße 9 Karte                         | Die Eisenmöbelfabrikanten Louis und Carl Arnold aus Schorndorf bei Württemberg ließen sich im Frühjahr 1901 in Kempen nieder. Gleichzeitig mit den Bauarbeiten für das Werksgelände in der heutigen Arnoldstraße begann die Errichtung der Werkswohnungssiedlung. Mit der Planung und Durchführung wurde in beiden Fällen der Düsseldorfer Architekt H. Salzmann betraut. Die „Württembergische Siedlung“; im Volksmund auch „Schwabenheim“ genannt, trug erheblich zur wirtschaftlich-sozialen Bereicherung Kempens bei, so dass der „Volksfreund“ in seiner Ausgabe vom 24. August 1901 schrieb: „Die von der Firma Arnold am Peschbenden errichtete Arbeiterhäuser sind die reinsten Villen und beleben die Gegend in angenehmer Weise.“ Tatsächlich sind die Arnoldschen Werkswohnungen für damalige Wohnverhältnisse luxuriös und aufgrund ihrer sozialgerechten Ausführung reformerisch. Die sechs zweigeschossigen Häuser boten Raum für jeweils vier Familien. Die Wohnungen waren hell und großzügig konstruiert und verfügten bereits über getrennte Wohn- und Schlafzimmer, Küche und Vorratskammer, was in der damaligen Zeit keine Selbstverständlichkeit, sondern vielmehr Ausnahme war. Die Mansarde war gleichfalls für Wohnzweck ausgebaut. An den weitläufigen Hof schloss sich für jede Wohnpartei ein kleiner Garten an, der frei nach Bedarf bestellt werden konnte – ein Umstand, der besonders den meist kinderreichen Familien entgegenkam. Fortschrittlichkeit lässt sich auch in der optischen Erscheinung der Siedlung erkennen. Die einheitliche Gestaltung und die Ausgewogenheit der Proportionen geben den Häusern eine klare, überschaubare Linie. Zweckdienlichkeit ist das übergeordnete Prinzip, so dass der in Ansätzen vorhandene Schmuck, der sich noch an klassischen Vorbildern orientiert, nicht mehr plastisch ausgeformt, sondern nur noch farblich als Inkrustation abgesetzt ist. Auffallend ist die traditionelle Dreiteilung der Fassade in Sockel-, Mittel- und Dachgeschoss. Das Sockelgeschoss, in dem die unteren beiden Wohnungen liegen, wurde in dem roten Ziegelmauerwerk belassen. Darüber schließt sich weißer Putz an, der über das Mittelgeschoss bis unter das sogenannte Walmdach reicht. In der Mitte des Daches befindet sich eine Gaube, ein kleiner überdachter Ausbau, in dem die Mansardenfenster untergebracht sind. Optisch belebt wird die Fassade durch ziegelrote waage- und senkrechte Gliederungen. Die Senkrechten entsprechen den Säulen des antiken Tempelbaus, der in der Architektur gerne zitiert wird. Die Waagerechte, die wie ein Gurtgesims das Gebäude umschließt, markiert die zweite Etage. Die Fenster schließen in einem Rundbogen ab, eine Form, die auf die Renaissance zurückgeht. Das Motiv des Rundbogens wird noch einmal durch die über den Fenstern liegende Rahmung aus roten Ziegeln aufgegriffen. Die Württembergische Siedlung als Zeitzeuge der Industrialisierung ist ein Teil der Kempener Stadtgeschichte, die es zu bewahren und erhalten gilt. Die Erhaltung liegt im öffentlichen Interesse. | 1901                           | 23. März 1993      | 202             |
| Wohnhaus der Arnold-Siedlung                        | Wohnhaus der Arnold-Siedlung                        | Kempen Oedter Straße 10 Karte                        | Die Eisenmöbelfabrikanten Louis und Carl Arnold aus Schorndorf bei Württemberg ließen sich im Frühjahr 1901 in Kempen nieder. Gleichzeitig mit den Bauarbeiten für das Werksgelände in der heutigen Arnoldstraße begann die Errichtung der Werkswohnungssiedlung. Mit der Planung und Durchführung wurde in beiden Fällen der Düsseldorfer Architekt H. Salzmann betraut. Die „Württembergische Siedlung“; im Volksmund auch „Schwabenheim“ genannt, trug erheblich zur wirtschaftlich-sozialen Bereicherung Kempens bei, so dass der „Volksfreund“ in seiner Ausgabe vom 24. August 1901 schrieb: „Die von der Firma Arnold am Peschbenden errichtete Arbeiterhäuser sind die reinsten Villen und beleben die Gegend in angenehmer Weise.“ Tatsächlich sind die Arnoldschen Werkswohnungen für damalige Wohnverhältnisse luxuriös und aufgrund ihrer sozialgerechten Ausführung reformerisch. Die sechs zweigeschossigen Häuser boten Raum für jeweils vier Familien. Die Wohnungen waren hell und großzügig konstruiert und verfügten bereits über getrennte Wohn- und Schlafzimmer, Küche und Vorratskammer, was in der damaligen Zeit keine Selbstverständlichkeit, sondern vielmehr Ausnahme war. Die Mansarde war gleichfalls für Wohnzweck ausgebaut. An den weitläufigen Hof schloss sich für jede Wohnpartei ein kleiner Garten an, der frei nach Bedarf bestellt werden konnte – ein Umstand, der besonders den meist kinderreichen Familien entgegenkam. Fortschrittlichkeit lässt sich auch in der optischen Erscheinung der Siedlung erkennen. Die einheitliche Gestaltung und die Ausgewogenheit der Proportionen geben den Häusern eine klare, überschaubare Linie. Zweckdienlichkeit ist das übergeordnete Prinzip, so dass der in Ansätzen vorhandene Schmuck, der sich noch an klassischen Vorbildern orientiert, nicht mehr plastisch ausgeformt, sondern nur noch farblich als Inkrustation abgesetzt ist. Auffallend ist die traditionelle Dreiteilung der Fassade in Sockel-, Mittel- und Dachgeschoss. Das Sockelgeschoss, in dem die unteren beiden Wohnungen liegen, wurde in dem roten Ziegelmauerwerk belassen. Darüber schließt sich weißer Putz an, der über das Mittelgeschoss bis unter das sogenannte Walmdach reicht. In der Mitte des Daches befindet sich eine Gaube, ein kleiner überdachter Ausbau, in dem die Mansardenfenster untergebracht sind. Optisch belebt wird die Fassade durch ziegelrote waage- und senkrechte Gliederungen. Die Senkrechten entsprechen den Säulen des antiken Tempelbaus, der in der Architektur gerne zitiert wird. Die Waagerechte, die wie ein Gurtgesims das Gebäude umschließt, markiert die zweite Etage. Die Fenster schließen in einem Rundbogen ab, eine Form, die auf die Renaissance zurückgeht. Das Motiv des Rundbogens wird noch einmal durch die über den Fenstern liegende Rahmung aus roten Ziegeln aufgegriffen. Die Württembergische Siedlung als Zeitzeuge der Industrialisierung ist ein Teil der Kempener Stadtgeschichte, die es zu bewahren und erhalten gilt. Die Erhaltung liegt im öffentlichen Interesse. | 1901                           | 23. März 1993      | 203             |
| weitere Bilder                                      | Heiligenhäuschen Klixdorf                           | Schmalbroich Oedter Straße 93 Karte                  | Das Heiligenhäuschen wurde im Jahre 1904 durch Heinrich Titschen erneuert. Die Nische für die Heiligenfigur ist durch eine Gittertür gesichert. Die Unterschutzstellung erfolgt ohne die Petrusfigur. Das Heiligenhäuschen weist hin auf die seit der Zeit der Gegenreformation gefestigste Einbindung der Menschen dieser Region in den Katholizismus. Es ist Ausdruck einer lebendigen Volksfrömmigkeit vergangener Generation. | 1904                           | 27. März 1990      | 140             |
| Wohnhaus                                            | Wohnhaus                                            | Kempen Oelstraße 1 Karte                             | 2-geschossiges Wohnhaus in Backstein in nicht durchgezogenen Achsen mit Toreinfahrt. Fenster mit Steingewänden. Fenster und Türen teilweise verändert. Das Haus wurde zu Anfang des 19. Jh. erbaut. | Anfang des 19. Jahrhunderts    | 8. November 1983   | 85              |
| Wohnhaus                                            | Wohnhaus                                            | Kempen Oelstraße 2 Karte                             | Zweigeschossiges Giebelhaus, Eckhaus zur Hl.-Geist-Straße, Backstein in 4:4 Achsen, Ankersplinte. Später verändert, Datierung im Keilstein einer ehemaligen Toreinfahrt der Seitenfassade (1773). | 1773                           | 26. September 1983 | 51              |
| weitere Bilder                                      | Haus Nievenheim Patrizierhaus                       | Kempen Oelstraße 8 Karte                             | Nievenheim‘sches Haus - dreigeschossiges Eckhaus zum Hessenwall in 4:2 Achsen. Sockel und Erdgeschoss teilweise in Sandsteinquadern, Obergeschoss Backstein. Tür mit Blausteingewänden, Ankersplinte, Giebelseiten mit Treppengiebeln, (um 1520) weitere Datierung im Türsturz 1730 im 20. Jahrhundert verändert. Bauherr: Martin von Oedt (1462-1536). Die Vorderfront besteht aus Ziegelsteinen, der Rest ist Fachwerk, damit das älteste mit einem Steingiebel versehene Wohnhaus in Kempen. | 1520, 1730                     | 26. September 1983 | 39              |
| Muttergotteshäuschen                                | Muttergotteshäuschen                                | Kempen Peterstraße Karte                             | Heiligenhäuschen der Peterstraßen-Straßengemeinschaft in Putzfassade mit geschwungenem Giebel. Darüber Kugel mit Stern; eingelassen eine Fensteröffnung; spitzbogig, in gotisierendem Stil. In der spitzbogigen Nische stehen drei vollplastische Figuren: Muttergottes auf der Mondsichel und zwei flankierende Engel aus dem späten 19. Jahrhundert. | 19. Jh.                        | 27. März 1990      | 139             |
| Wohn- und Geschäftshaus                             | Wohn- und Geschäftshaus                             | Kempen Peterstraße 2 Karte                           | 3-geschossiges Wohnhaus in 3 Achsen. Backsteinfassade vom Anfang des 19. Jh. 1974 umgebaut, seitdem Nutzung als Gaststätte. Zwei Gewölbekeller belegen, dass dem Gebäude eine wesentlich ältere Bausubstanz zugrunde liegt, als es die Fassade des 19. Jh. vermuten lässt. Die Bebauung der Außenseite des Kempener Kirchplatzes dürfte bald nach Baubeginn der Propsteikirche im Jahre 1200 eingesetzt haben und war wahrscheinlich bei der Verleihung der Stadtrechte 1294 abgeschlossen. Aus dem Jahr 1402 datiert eine urkundliche Erwähnung eines dieser Häuser (Verkauf des Hauses des Thomas von Kempen). Das Haus Peterstraße 2 steht also an der Keimzelle der Stadt Kempen. Es ist anzunehmen, dass Teile des Hauses (Keller, Fundamente) aus jener frühesten Epoche der Stadtwerdung stammen. | 1402                           | 10. Oktober 1983   | 52              |
| Wohn- und Geschäftshaus                             | Wohn- und Geschäftshaus                             | Kempen Peterstraße 5 Karte                           | Dreigeschossiges Fachwerkhaus mit vorkragendem Obergeschoss (18. Jahrh.) Gefach verputzt. Erdgeschoss im 19. Jahrh. verändert. | 18. Jh.                        | 26. September 1983 | 40              |
| Wohnhaus                                            | Wohnhaus                                            | Kempen Peterstraße 20 Karte                          | Zweigeschossiges Wohnhaus in zwei Achsen, verputzt, Tür mit Werksteingewände. Im Türsturz Monogramm, Ankersplinte mit Jahreszahl (1776, 19. Jh., 1979 durchgebaut). | 1776                           | 26. September 1983 | 53              |
| Skulptur Hl. Josef                                  | Skulptur Hl. Josef                                  | Kempen Peterstraße 23 Karte                          | Diese Standfigur mit gegürtetem Gewand und Faltenüberwurf steht auf einer erneuerten, gewellten Konsole unter einem mit Bogenpässen dekorierten Baldachin. In der Linken hält der hl. Joseph das Winkelmaß, in der Rechten eine Lilie (am 19. März 1987 ergänzt). Die Frau des bekannten Kempener Goldschmieds Franz Xaver Hellner hat diese vom Bildhauer Nicolai gefertigte Josephsfigur 1866 für das neue Kolpinghaus in der Heilig-Geist-Straße (früher Josephstraße) geschenkt. Als 1906 ein neues Kolpinghaus am Hessenwall 6 (gegenüber dem Annenhof) gebaut wurde, fand der hl. Joseph an diesem Haus einen würdigen Platz. Seit 1981 steht er am neuen Kolpinghaus an der Peterstraße. | 1866                           | 28. April 1988     | 119             |
| Kolpinghaus                                         | Kolpinghaus                                         | Kempen Peterstraße 24 Karte                          | Ehemals geschlossene vierflügelige Hofanlage. Wohnhaus dreigeschossig in 7 Achsen, Backstein mit Werksteingewänden und kolossaler Pilasterordnung. Toreinfahrt. Datierung im Türkeilstein (1789). | 1789                           | 26. September 1983 | 54              |
| Wohn- und Geschäftshaus                             | Wohn- und Geschäftshaus                             | Kempen Peterstraße 27 Karte                          | 2-geschossiges Wohnhaus in 5 Achsen mit Ladeneinbau und Toreinfahrt in EG. Erbaut Ende 18. Jahrhundert. 1910 wurde eine Putzfassade vorgeblendet, die Jugendstilornamente aufweist. | Ende des 18. Jahrhunderts      | 8. November 1983   | 73              |
| Wohn- und Geschäftshaus                             | Wohn- und Geschäftshaus                             | Kempen Peterstraße 28 Karte                          | 2-geschossiges Wohnhaus in 3 Achsen, Backstein, verputzt. Ende des 18. Jahrhunderts erbaut. Ende des 19. Jahrhunderts wurde eine Putzfassade vorgeblendet. Im EG Ladeneinbau. | Ende des 19. Jahrhunderts      | 8. November 1983   | 74              |
| Wohn- und Geschäftshaus                             | Wohn- und Geschäftshaus                             | Kempen Peterstraße 29 Karte                          | 2-geschossiges Wohnhaus in 4 Achsen mit Ladeneinbau und Toreinfahrt. Erbaut zu Ende des 18. Jh., Putzfassade Ende des 19. Jh. vorgeblendet. | Ende des 18. Jahrhunderts      | 8. November 1983   | 75              |
| Wohn- und Geschäftshaus                             | Wohn- und Geschäftshaus                             | Kempen Peterstraße 30 Karte                          | Verputzter Backsteinbau, Wohnhaus 3-geschossig in 5 Achsen. Erbaut 1777, Tür und Eingang im 19. Jh. verändert. Datierung in den Ankersplinten. | 1777                           | 8. November 1983   | 76              |
| Geschäftshaus                                       | Geschäftshaus                                       | Kempen Peterstraße 40 Karte                          | 2-geschossiges Wohnhaus in 2 Achsen, erbaut zu Ende des 18. Jh. Im 19. Jh. wurde eine spätklassizistische Putzfassade vorgeblendet. Ankersplinte sind noch zu sehen. | Ende des 18. Jahrhunderts      | 8. November 1983   | 77              |
| weitere Bilder                                      | Wohn- und Geschäftshaus                             | Kempen Peterstraße 41 Karte                          | Dreigeschossiges Giebelhaus in 3 Achsen (17. Jahrh.) Backstein mit Ankersplinten, an der Seite Fachwerk, Treppengiebel, Tür verändert. | 17. Jh.                        | 26. September 1983 | 41              |
| weitere Bilder                                      | Katholische Kirche St. Antonius                     | Tönisberg Rheinstraße 9 Karte                        | Neugotische Backstein-Hallenkirche mit Querschiff, polygonalem Chorabschluss und vorgesetztem Westturm. An der Südseite 2 Grabsteine de 17. u. 18. Jahrh. (1874 ff). | 1894                           | 26. September 1983 | 20              |
| Missionskreuz an der Kath. Pfarrkirche              | Missionskreuz an der Kath. Pfarrkirche              | Tönisberg Rheinstraße 9 Karte                        | Bis 1893 stand dieses Missionskreuz vor dem Turm der alten Kirche. Neben dem Neubau wurde das massive Eichenkreuz am jetzigen Ort über den Grundstein von 1894 gehängt. Es hat die Form eines großen Ordensbrustkreuzes mit gotischen Dreipassenden. Der weiß lackierte Korpus aus Eichenholz wurde 1934 erneuert. Das leicht nach rechts geneigte Haupt Christi trägt die Dornenkrone. Seine Haare sind nackenlang. Ein doppelt gerafftes Leinentuch bekleidet den muskulös durchgebildeten Körper. Die Füße Christi sind nebeneinander genagelt. Die Kreuzinschrift INRI ist am oberen Längsbalken befestigt. | vor 1893                       | 28. April 1988     | 129             |
| Michels-Hof                                         | Michels-Hof                                         | Tönisberg Rheinstraße 28 Karte                       | Geschlossene 4-flügelige Backsteinhofanlage. An der Nordseite befinden sich Scheunengebäude, die abwechselnd giebelständig und traufständig zur Straße stehen. Innerhalb der giebelseitigen Baukörper befinden sich die Toreinfahrten. Über dem Haupttor zeigt der Schlussstein die Jahreszahl 1893. Die Fassade der Backsteingebäude ist sehr schön gestaltet. Horizontal gliedern sie Geschossgesimse in hellem Klinker und ein profiliertes Dachgesims. Vor das Haupttor ist eine Rundbogenarchitektur vorgeblendet. Die rundbogig geschlossenen Öffnungen sind durch helle Klinker geschmückt. Daran schließt sich rechts das Wohnhaus aus dem 19. Jahrhundert an. Es hat eine vorgeblendete Putzfassade mit klassizistisch historisierendem Fassadenschmuck. Das Gebäude ist 2-geschossig und in 7 Achsen gegliedert. Horizontal verlaufen ein profiliertes Geschoss und ein Fensterbrettgesims. Im Obergeschoss und in der betonten 3-achsigen Eingangszone schließen die Fenster rundbogig, mit einer profilierten Rahmung bis auf Kämpferhöhe ab. Die Wand begrenzt nach oben ein Klötzchenfries. Der mittige Eingangsbereich wird im UG durch eine vorgeblendete, arkadenartige Scheinarchitektur betont, die sich im OG in Form von Pilastern fortgesetzt, um die sich die Gesimse verkröpfen. Im UG sind die Fenster von einer Putzrahmung umgeben und durch Schmuckornamente betont. Die Mittelachse ist verbreitert, mit einem Fenster mit eingestellten Pfeilern im Obergeschoss. Dieses Fenster schließt segmentbogig ab. Die 3-achsige Eingangszone wird von einem Dreiecksgiebel in dem sich ein Segmentfenster befindet, abgeschlossen. Am Giebel aufwärts verläuft ein Klötzchenfries. Die Rahmung der Fenster ist auffallend und original. Das Türblatt ist alt. Die Erhaltung der Hofanlage liegt aus ortsgeschichtlichen und volkskundlichen Gründen im öffentlichen Interesse. Beschreibung des Heimatvereins Tönisberg: Derick Michels ist bereits im Kirchenrechnungsbuch von 1730 als Besitzer des Hofes mit Schmiede genannt. Der Hof ist eine vierflügelige Backsteinhofanlage. Das daran anschließende Wohnhaus ist von 1845. Erbauer ist der Bürgermeister Wilhelm Brackelmanns. | 1893                           | 14. Juli 1992      | 190             |
| Mennikes Heiligenhäuschen                           | Mennikes Heiligenhäuschen                           | St. Hubert Schauteshütte Karte                       | Das Mennikes-Heiligenhäuschen wurde lt. Inschrift im Jahre 1664 von Derich Mennikes und Sibilla erbaut. Im Jahre 1900 ist, wie eine weitere Inschrift bezeugt, das Heiligenhäuschen verputzt und im Stil der Neugotik ergänzt worden. Das Mennikes-Heiligenhäuschen ist eines der ältesten seiner Art auf Kempener Gebiet. | 1664                           | 19. Dezember 1985  | 107             |
| Wohnhaus                                            | Wohnhaus                                            | Kempen Siegfriedstraße 12 Karte                      | Das zweigeschossige Gebäude gliedert sich vertikal in drei Achsen. Die mittlere Achse ist ein Risalit mit stufigem Giebel und aufwändigem Stuckdekor besonders hervorgehoben. Fenster und Tür sind mit profiliertem Gewände ausgestattet, wobei das Mittelfenster im EG einen Rundbogen formt und von stilisierten Stuckpilastern gerahmt wird. Das Erdgeschoss hat eine Putzquaderung. Im ersten Obergeschoss wird der Fassadencharakter durch den roten Klinkerstein bestimmt. Unterhalb der Fenster befinden sich Stuckkassetten. Das mittlere Fenster besitzt ein steinernes Fensterkreuz. Zwischen Fensterbereich und Hauptgesims verläuft ein Jugendstilfries. Das Satteldach besitzt zwei Dachgauben aus der Erbauungszeit. Der antikisierende Giebel trägt die Jahreszahl 1909. Die Fenster u. a. im Erdgeschoss sind reich gestaltet und in den Oberlichtern kleinteilig gegliedert. Die Grundrissanordnung ist noch original. Es sind noch weitgehend die alten Türen und Dielenböden erhalten. In seinem repräsentativen Charakter ist das Gebäude in architektonischer und städtebaulicher Hinsicht ein in besonderer Weise erhaltenswertes Beispiel für die Stadtentwicklung zwischen Altstadtbereich und Bahnhof. | 1909                           | 21. Juni 1994      | 250             |
| Wohnhaus                                            | Wohnhaus                                            | Kempen Siegfriedstraße 14 Karte                      | Das Haus Siegfriedstraße 14 ist Teil einer geschlossenen Zeile zwei- bis dreigeschossiger Wohnhausbauten, von denen insbesondere die benachbarten Gebäude Nr. 12–18 noch einen sehr anschaulichen Eindruck aus der Ursprungszeit der Straße um 1909 vermitteln. Nr. 14 und 16 sind ein in der Ansicht bis ins Detail spiegelsymmetrisch angelegtes Doppelhaus, das 1909-10 von dem Bauunternehmer Jakob Pegels errichtet wurde. Die verputzte Fassade ist in drei Geschosse mit nicht durchgezogenen Fensterachsen aufgeteilt. Ein Zwerchhausartiger Spitzgiebel durchbricht über der linken Hälfte die Trauflinie. Das Erdgeschoss ist über Sockel durch Quaderputz ausgezeichnet und enthält in der linken Achse den leicht eingenischten und über zwei Stufen erhöhten Eingang. Die übrige Fläche nimmt ein einzelnes, vierteiliges und mit Korbbogen geschlossenes Fenster des dahinter liegenden Wohnraumes ein. Unterhalb des Fensters zieren zwei rechteckige Kartuschenfelder die Brüstung, kleine ornamentierte Keilsteine betonen die Stürze von Hauseingang und Korbbogenfenster. Auffallendes Merkmal des Obergeschosses ist ein dreiseitig gebrochener Erker, der trichterförmig zwischen Tür und EG-Fenster anläuft und mit einem geschweiften Dach bedeckt ist. Die Brüstung seines vorderen, hochrechteckigen Fensters ziert ein Fahnenhalter. Rechts des Erkers öffnet ein weiteres Fenster das OG, welches als Geschoss-, Sohlbank- und Kämpfergesims eine flache Bänderung als Akzent aufweist. Im obersten Geschoss tritt rechts ein unter flachem Korbbogen eingenischter Austritt flach vor die Front. Links daneben, oberhalb des Erkers, leiten zwei schmale Hochrechteckfenster zum Spitzgiebel über, den eine Okulus-Blende schmückt. An der einfach verputzten Rückseite teilt sich das Haus mit seinem Pendant (Nr. 16) einen rechtwinklig angebauten, ebenfalls zweigeschossigen Flügel. Im Inneren mit vollständig erhaltenen Grundriss betritt man zunächst einen in die Tiefe führender Flur, der in seinem hinteren Teil die einläufig gerade nach oben führende, ebenfalls originale Holztreppe enthält. Das Treppenhaus wird durch ein einfaches Deckenfenster belichtet. Im gesamten Haus sind alte z. T. durchfensterte Türen mit den entsprechenden, leicht geohrten Zargen erhalten, auch als Doppel- oder Schiebetür zwischen den beiden Wohnräumen des EG bzw. den beiden straßenseitigen Zimmern im OG, von denen das Erkerzimmer auch noch etwas Deckenstuck der Bauzeit zeigt. Das Haus ist vollständig unterkellert. Das Gebiet nordöstlich der Burg und außerhalb der Ringstraße wurde nach 1890 erschlossen und gilt nach seinen Straßennamen als „Kurfürstenviertel“. Die Siegfriedstraße, benannt nach dem Kölner Erzbischof Siegfried von Westerburg (gest. 1297), stellt die gerade Verbindung zwischen Kerkener Str. und Kleinbahnstraße dar. Zu ihrer Anlage heißt es im Verwaltungsbericht für die Jahre 1898 bis 1909, S. 233f.: „Um neues Bauland zu erschließen, hat der Kreis Geldern im Jahre 1905 auf seine Kosten einen Teil der von Kleinbahnstraße zur Aldekerkerstraße führenden projektierten Straße bis zum grünen Weg (90 Meter lang) den ortsstatutarischen Bestimmungen entsprechend ausgebaut. Die Stadt hat die Straße in ihr Eigentum übernommen um am 20. Januar 1906 hat die Stadtverordnetenversammlung den Straßenteil in Gemäßheit des Ortsstatuts vom 27. April 1882 unter Zustimmung des Bürgermeisters als für den öffentlichen Verkehr und Anbau fertig hergestellt erklärt. Am 28. August 1906 gab die Stadtverordnetenversammlung der neuen Straße den Namen ‚Siegfriedstraße‘. Die nördliche Seite des fertiggestellten Straßenteils ist fast ganz zugebaut.“ An der Siegfriedstraße befand sich u. a. die seinerzeit bedeutende chromolithographische Kunstanstalt Ferd. Wefers & Audiger (heute Nr. 26/28, ehem. Fabrikantenvilla und Produktionsgebäude). Die Straße ist in ihrem östlichen Bereich bis zur Einmündung der von-Loe-Straße wegen der noch ursprünglichen Geschlossenheit ihrer historischen Bebauung Bestandteil des Denkmalbereichs Nr. 2 (Stadterweiterung Ringstraße und angrenzende Bereiche) Das Haus bezieht seinen besonderen Wert zum einen aus der Zugehörigkeit zu einem geschlossenen Ensemble ähnlicher Gebäude. Zum anderen ist es Teil eines insgesamt gut erhaltenen Doppelhauses, von dem bereits die andere Haushälfte (Nr.16) in die Denkmalliste eingetragen ist. Es hat zwar einige Veränderungen an Ausstattungsdetails erfahren, stellt zusammen mit der anderen Haushälfte jedoch insgesamt noch ein stimmiges und anschauliches Zeugnis eines typischen städtischen Reihenhauses der Stadtausbauphase um 1910 dar. Es ist daher bedeutend für Kempen. An seiner Erhaltung und Nutzung besteht aus den dargelegten wissenschaftlichen, insbesondere architekturgeschichtlichen sowie städtebaulichen Gründen ein öffentliches Interesse. Es handelt sich daher gemäß § 2 (1) Denkmalschutzgesetz um ein Baudenkmal. | 1909-1910                      | 5. Mai 2004        | 268             |
| Wohnhaus                                            | Wohnhaus                                            | Kempen Siegfriedstraße 16 Karte                      | Das Haus Siegfriedstraße 16 ist Teil einer geschlossenen Zeile zwei bis dreigeschossiger Wohnhausbauten, von denen insbesondere die benachbarten Gebäude Nr. 12–18 noch einen sehr anschaulichen Eindruck aus der Ursprungszeit der Straße um 1909 vermitteln. Nr. 14 und 16 sind ein in der Ansicht bis in Details spiegelsymmetrisch angelegtes Doppelhaus, das 1909-10 von dem Bauunternehmer Jakob Pegels errichtet wurde. Die verputzte Fassade ist in drei Geschosse mit nicht durchgezogenen Fensterachsen aufgeteilt. Ein zwerchhausartiger Spitzgiebel durchbricht über der rechten Hälfte die Trauflinie. Das Erdgeschoss ist über dem Sockel durch Quaderputz ausgezeichnet und enthält in der rechten Achse den leicht eingenischten und über zwei Stufen erhöhten Eingang. Die übrige Fläche nimmt ein einzelnes, vierteiliges und mit Korbbogen geschlossenes Fenster des dahinter liegenden Wohnraumes ein. Unterhalb des Fensters zieren zwei rechteckige Kartuschenfelder die Brüstung, kleine ornamentierte Keilsteine betonen die Stürze von Hauseingang und Korbbogenfenster. Auffallendstes Merkmal des Obergeschosses ist ein dreiseitig gebrochener Erker, der trichterförmig zwischen Tür und Erdgeschoss-Fenster anläuft und mit einem geschweiften Dach bedeckt ist. Die Brüstung seines vorderen, hochrechteckigen Fensters ziert ein Fahnenhalter. Links des Erkers öffnet ein weiteres OG, welches als Geschoss-, Sohlbank- und Kämpfergesims eine flache Bänderung als Akzent aufweist. Im obersten Geschoss tritt links ein unter flachem Korbbogen eingenischter Austritt flach vor die Front. Rechts daneben, oberhalb des Erkers, leiten zwei schmale Hochrechteckfenster zum Spitzgiebel über, den eine Okulus-Blende schmückt. An der einfachen verputzten Rückseite teilt sich das Haus mit seinem Pendant (Nr. 14) ein rechtwinklig angebauten, ebenfalls zweigeschossigen Flügel. Durch die originale Haustür mit gesprosstem Oberlicht betritt man einen in der Tiefe führenden Flur, der in seinem hinteren Teil die einläufig gerade nach oben führende ebenfalls originale Holztreppe enthält. Die Decke des Eingangsflurs und der Durchgang zum Treppenhaus sind mit Mittelrosette bzw. Gurt auf Volutenkonsolen stuckiert. Bemerkenswertes festes Ausstattungsstück der Erbauerzeit ist ein vom Flur aus befeuerter Kachelofen im Wohnraum. Im gesamten Haus sind alte, z. T. durchgefensterte Türen mit den entsprechenden, leicht geohrten Zargen erhalten. Im Obergeschoss ist zum Garten hin ein originales dreiteiliges Fenster als Kastenfenster mit innenliegenden Klappläden vorhanden. Das Haus ist vollständig unterkellert. Im Keller sind in einem Raum einige bunt zusammengestellte Ornamentfliesen in den Boden eingelassen, des Weiteren enthält er noch einen Luftschutzeinbau mit zahlreichen Luftschutztüren. Das Gebiet nordöstlich der Burg und außerhalb der Ringstraße wurde nach 1890 erschlossen und gilt nach seinen Straßennamen als „Kurfürstenviertel“. Die Siegfriedstraße, benannt nach dem Kölner Erzbischof Siegfried von Westerburg (gest. 1297), stellt die gerade Verbindung zwischen Kerkener Straße und Kleinbahnstraße dar. Zu ihrer Anlage heißt es im Verwaltungsbericht für die Jahre 1898 bis 1909, S. 233f.: „Um neues Bauland zu erschließen, hat der Kreis Geldern im Jahre 1905 auf seine Kosten einen Teil der von Kleinbahnstraße zur Aldekerkerstraße führenden projektierten Straße bis zum grünen Weg (90Meter lang) den ortsstatutarischen Bestimmungen entsprechend ausgebaut. Die Stadt hat die Straße in ihr Eigentum übernommen und am 20. Januar 1906 hat die Stadtverordnetenversammlung den Straßenteil in Gemäßheit des Ortsstatus vom 27. April 1882 unter Zustimmung des Bürgermeisters als für den öffentlichen Verkehr und Anbau fertig hergestellt erklärt. Am 28. August 1906 gab die Stadtverordnetenversammlung der neuen Straße den Namen ‚Siegfriedstraße‘. Die nördliche Seite des fertiggestellten Straßenteils ist fast ganz zugebaut.“ An der Siegfriedstraße befand sich u. a. die seinerzeit bedeutende chromolithgraphische Kunstanstalt Ferd. Wefers & Audiger (heute Nr. 26/28, ehem. Fabrikantenvilla und Produktionsgebäude). Die Straße ist in ihrem östlichen Bereich bis zur Einmündung der von-Loe-Straße wegen der noch ursprünglichen Geschlossenheit ihrer historischen Bebauung Bestandteil des Denkmalbereichs Nr. 2 (Stadterweiterung Ringstraße und angrenzende Bereiche). Das Haus ist ein außen und innen anschaulich erhaltenes Zeugnis eines typischen städtischen Reihenhauses der Stadtausbauphase um 1910. Seinen besonderen Wert bezieht es zum einen aus der Zugehörigkeit zu einem kleinen Ensemble ähnlicher Gebäude, zum anderen aus der beachtlichen Zahl erhaltener Ausstattungsdetails im Inneren, welche insgesamt noch einen Eindruck der Wohnkultur jener Zeit wiedergeben. Es ist daher bedeutend für Kempen. An seiner Erhaltung und Nutzung besteht aus den dargelegten wissenschaftlichen, insbesondere architekturgeschichtlichen sowie städtebaulichen Gründen ein öffentliches Interesse. Es handelt sich daher gemäß $ 2(1) Denkmalschutzgesetz um ein Baudenkmal. | 1909-1910                      | 26. November 2003  | 267             |
| Haefs-Kreuz                                         | Haefs-Kreuz                                         | Kempen Spoosweg Karte                                | Unter einem großen Ahornbaum steht dieses imposante Kreuz, das einen weiß gestrichenen und lackierten Korpus mit einer dunkelbraunen Dornenkrone trägt. Der Korpus hängt gerade. Die Füße sind übereinander genagelt. Das faltenreiche Lendentuch ist an der rechten Hüfte gerafft. Das ausdrucksstarke Gesicht ist leicht nach rechts geneigt. Das Haar ist nackenlang, der Bart geteilt, die Augen sind geschlossen. Der Korpus wurde 1984 restauriert. Das Haefs-Kreuz wurde 1890 errichtet. Es steht, ebenso wie das Gleumes-Kreuz, am ehemaligen Fußweg, der von der Nikolauskapelle über Gleumes-Kreuz und Haefs-Kreuz nach Kempen führte. | 1890                           | 28. April 1988     | 124             |
| weitere Bilder                                      | Kuhtor                                              | Kempen Stadtbefestigungsanlage, Kuhtor 18 Karte      | Rekonstruktion bzw. teilweiser Wiederaufbau der im 18. Jahrhundert geschleiften Befestigungsanlagen mit funktional dazugehörigen Resten zweier Stadttore, einer Wehrmühle und kleinerer Accessoires wie Wachthäuschen, Gartenhäuschen, Wohnhaus, ehemaliges Wachhäuschen etc. | 18. Jh.                        | 26. September 1983 | 3a              |
| weitere Bilder                                      | Peterturm                                           | Kempen Stadtbefestigungsanlage, Peterstraße 22 Karte | Rekonstruktion bzw. teilweiser Wiederaufbau der im 18. Jahrhundert geschleiften Befestigungsanlagen mit funktional dazugehörigen Resten zweier Stadttore, einer Wehrmühle und kleinerer Accessoires wie Wachthäuschen, Gartenhäuschen, Wohnhaus, ehemaliges Wachhäuschen etc. | 18. Jh.                        | 26. September 1983 | 3b              |
| Hessenmühle                                         | Hessenmühle                                         | Kempen Stadtbefestigungsanlage, Hessenwall 1 Karte   | Rekonstruktion bzw. teilweiser Wiederaufbau der im 18. Jahrhundert geschleiften Befestigungsanlagen mit funktional dazugehörigen Resten zweier Stadttore, einer Wehrmühle und kleinerer Accessoires wie Wachthäuschen, Gartenhäuschen, Wohnhaus, ehemaliges Wachhäuschen etc. | 18. Jh.                        | 26. September 1983 | 3c              |
| Gartenhäuschen                                      | Gartenhäuschen                                      | Kempen Stadtbefestigungsanlage, Möhlenwall 43 Karte  | Rekonstruktion bzw. teilweiser Wiederaufbau der im 18. Jahrhundert geschleiften Befestigungsanlagen mit funktional dazugehörigen Resten zweier Stadttore, einer Wehrmühle und kleinerer Accessoires wie Wachthäuschen, Gartenhäuschen, Wohnhaus, ehemaliges Wachhäuschen etc. | 18. Jh.                        | 26. September 1983 | 3d              |
| Wachhäuschen                                        | Wachhäuschen                                        | Kempen Stadtbefestigungsanlage Donkwall Karte        | Rekonstruktion bzw. teilweiser Wiederaufbau der im 18. Jahrhundert geschleiften Befestigungsanlagen mit funktional dazugehörigen Resten zweier Stadttore, einer Wehrmühle und kleinerer Accessoires wie Wachthäuschen, Gartenhäuschen, Wohnhaus, ehemaliges Wachhäuschen etc. | 18. Jh.                        | 26. September 1983 | 3e              |
| Wohnhaus, ehemaliges Wachhäuschen                   | Wohnhaus, ehemaliges Wachhäuschen                   | Kempen Stadtbefestigungsanlage Donkwall 3 Karte      | Rekonstruktion bzw. teilweiser Wiederaufbau der im 18. Jahrhundert geschleiften Befestigungsanlagen mit funktional dazugehörigen Resten zweier Stadttore, einer Wehrmühle und kleinerer Accessoires wie Wachthäuschen, Gartenhäuschen, Wohnhaus, ehemaliges Wachhäuschen etc. | 18. Jh.                        | 26. September 1983 | 3f              |
| weitere Bilder                                      | Heiligenhäuschen, Weg zur Kreuzkapelle              | Kempen St. Peter Karte                               | Heiligenhäuschen in Putzfassade, 1980 restauriert. Die Nische für die Madonnenfigur ist durch ein eisernes Abschlussgitter mit Lanzenstäben gesichert. Eine im vorderen Giebelfeld eingelassene Bronzeplatte trägt die Inschrift: Maria/Königin des Himmels/Und Schwester der Menschen/Bitte für uns. 1980 | 1980 restauriert               | 27. März 1990      | 141             |
| weitere Bilder                                      | Kapelle St. Peter                                   | Kempen St. Peter Karte                               | Einschiffige Kapelle mit quadratischem, später gewölbtem Chor und flacher Holzdecke mit Malereien des 19. Jahrhunderts. Im Süden Taufkapelle mit Kreuzrippengewölbe. Erweiterung nach Westen Mitte 14. Jh. Teilweise alte Ausstattungsstücke. Außenbau verputzt mit Dachreiter. (13. u. 14. Jh.). | Mitte des 14. Jahrhunderts     | 26. September 1983 | 15              |
| weitere Bilder                                      | Fliether Hof                                        | Kempen St. Peter 8 Karte                             | Backstein-Hofanlage aus dem 18. und 19. Jahrhundert, bestehend aus Wohnhaus, Toranlage mit anschließendem Stallgebäude. Das zweigeschossige Wohnhaus, in 8 Achsen, ist aus dem Jahre 1819. Der rückwärtige nördliche Teil, teilweise aus Bruchstein, Ankersplinten mit Datierung 1750 und 1789. Der zweigeschossige Backsteintorbau mit anschließendem Stallgebäude ist im Torkeilstein auf 1848 datiert. Der Toreingang an der Südseite des Wohnhauses ist verändert. Der Fliether-Hof ist in der „Delineatio des Amtes Kempen“ (Wegestreckenkarte) aus dem Jahre 1659 bereits verzeichnet. Die Hofanlage ist aus siedlungsgeschichtlichen Gründen von Bedeutung. An ihrer Erhaltung besteht ein öffentliches Interesse. | 1750, 1789                     | 25. Mai 1993       | 206             |
| weitere Bilder                                      | Peschkeshof                                         | Kempen St. Peter 70 Karte                            | Über die Geschichte der Hofstelle konnten bislang keine weiter gehenden Informationen ermittelt werden. Anfang des 19. Jahrhunderts ist auf der Tranchot-Karte an dieser Stelle ein „Kimmerhof“ dargestellt, als große, grabenumwehrte Hofanlage mit insgesamt vier Gebäuden. Der Familienname „Kimmen“ ist für St. Peter jedoch bereits früher belegt, mindestens im 17. Jahrhundert. 1880 erscheint der Hof in den Akten als „Thoerenhof, dem Herrn Peschkens gehörig“. Heute ist die Hofstelle allgemein als „Peschkeshof“ bekannt. Die heutigen Gebäude stammen augenscheinlich überwiegend aus dem Ende des 19. Jahrhunderts, mit Einbeziehung älterer Teile. Die Hofanlage befindet sich unmittelbar an einem alten Weg von Kempen nach St. Tönis. Er ist Bestandteil der Hofschaft St. Peter, um die älteste Pfarrkirche des Kempener Landes, für die ein Ursprung im 9. Jahrhundert angenommen wird. Es handelt sich um eine geschlossene Backsteinhofanlage, bestehend aus einem straßenbegleitenden Torhaus mit Durchfahrt, einen seitlich und rückwärtig rechtwinklig anschließenden Scheunen- und Stalltrakt sowie einem Wohnhaus mit in der Art eines T-Hauses anschließendem Stalltrakt (im Kern möglicherweise noch älter?). Neben der Hofanlage steht an der Straße ein weiteres eingeschossiges Einzelgebäude mit Zeltdach, nach Auskunft des Eigentümers möglicherweise ehemals Bestandteil einer Kegelanlage, da im Hof früher wohl auch eine Gaststätte untergebracht war. Der Wohnteil ist zweigeschossig mit Satteldach, giebelständig zur Straße, von ihr jedoch hinter einem Vorgarten etwas abgerückt. Davor grenzt in Verlängerung des Torhauses eine Einfriedung aus Backsteinpfeilern mit Lanzettgitter das Grundstück zur Straße hin ab. Das Wohnhaus, in 5:3 Achsen, besitzt eine zeittypische flache Lisenen-Gesimsgliederung, mit deutlich akzentuierter Traufgesimsausbildung. Ecken und First der Giebel einschließlich eines Dreieck-Mittelgiebels auf der fünfachsigen Langseite sind durch Aufbauten betont. Die hochrechteckigen segmentbogenförmigen Wandöffnungen sind einfach in die Wand eingeschnitten, die Fenster an der Langseite teilweise als Blenden ausgeführt. Der Hauseingang befindet sich in der rechten Achse der straßenseitigen Giebelseite, die originale zweiflügelige Eingangstür mit Oberlicht ist erhalten, ebenso charakteristische Details des Innenausbaus (z. B. Schmuckfliesen, Treppe; das Innere wurde bei o.a. Ortstermin nicht besichtigt). Die Fenster sind erneuert. Auf der Rückseite des Wohnhauses wurde in jüngster Zeit ein Balkon samt Fenstertür angefügt. Der anschließende Stalltrakt, dessen hohes Dach auf Firsthöhe des zweigeschossigen Wohnhauses geführt ist und optisch in dessen Zwerchhausgiebel mündet, ist in Längs- und Giebelseite mit kleineren Formaten ebenfalls durchfenstert und zum Hof hin durch ein segmentbogiges Tor geöffnet. Rückwärtig befindet sich unterhalb des Firstes ein moderner Dachfensterausbau. Scheune und Torhaus, obzwar eingeschossig, besitzen annähernd die Firsthöhe des Wohnhauses, so dass sich insgesamt ein stattlicher Gesamteindruck ergibt. Ihre r Backsteinwandflächen sind im Wesentlichen ohne besondere Zier und allenfalls kleinteilig geöffnet (das Torhaus mit gereihten Blendfenstern zur Straße), so dass der Charakter als Wirtschaftsgebäude bzw. Torhaus ablesbar erhalten ist. In der Scheune ist die innere Holzkonstruktion mit Leitern erhalten. Die rückwärtigen Stallungen sind niedriger gehalten. Im Randbereich der Hofstelle sind die alten Gräben noch ansatzweise erkennbar. Wertung: Der Peschkeshof, St. Peter 70 in Kempen stellt in Substanz und Erscheinungsbild noch sehr anschaulich eine Hofanlage des ausgehenden 9. Jahrhunderts dar. Die genannten Veränderungen im rückwärtigen Bereich werden zwar als gestalterisch unglücklich, aber im Gesamtbestand nicht ausschlaggebend bewertet. Unmittelbar an der Straße gelegen und allseits von großer Fernwirkung, ist der Hof ein prägender Bestandteil der Hofschaft bei St. Peter, die insgesamt ein gut erhaltener und attraktiver Kulturlandschaftsausschnitt ist. Er ist daher bedeutend für Kempen. Als anschauliches Zeugnis der Bauernhofarchitektur des späten 19. Jahrhunderts sowie der Siedlungsgeschichte an historisch bedeutender Stelle des Kempener Landes besteht an Erhaltung und Nutzung des Hofes aus wissenschaftlichen, hier architektur- und siedlungsgeschichtlichen Gründen ein öffentliches Interesse. Es handelt sich daher gemäß §2 Denkmalschutzgesetz NW um ein Baudenkmal. | Anfang des 19. Jahrhunderts    | 28. August 2007    | 271             |
| weitere Bilder                                      | Kreuzkapelle                                        | Kempen St. Töniser Straße Karte                      | Einschiffiger Backsteinbau, geschlämmt, mit halbrunder Apsis und flacher Holzdecke, Dachreiter; Westseite E. 19. Jh. vorgeblendet. Giebel und große Rundbogennische von 1894. Um der Kapelle Kreuzwegstationen aus Sandstein (E. 19. Jh.) | 1608 - 39, Umbau 1894          | 26. September 1983 | 11              |
| 6. Fußfallstation Sieben Schmerzen Mariens          | 6. Fußfallstation Sieben Schmerzen Mariens          | Kempen St. Töniser Straße Karte                      | Ziegelsteinhäuschen, verputzt. Relief aus der 2. Hälfte des 19. Jahrhunderts. Es handelt sich um die bildliche Darstellung der „Sieben Schmerzen Mariens“. Damit wird an die Schmerzen Mariens erinnert, die sie während der kurzen Lebensspanne ihres Sohnes erdulden musste. | 2. Hälfte des 19. Jahrhunderts | 27. März 1990      | 137             |
| 7. Fußfallstation Sieben Schmerzen Mariens          | 7. Fußfallstation Sieben Schmerzen Mariens          | Kempen St. Töniser Straße Karte                      | Ziegelsteinhäuschen, verputzt. Das Relief mit der Darstellung der Grablegung Jesu aus der 2. Hälfte des 19. Jahrhunderts ist nicht mehr vorhanden. Es handelt sich um die bildliche Darstellung der „Sieben Schmerzen Mariens“. Damit wird an die Schmerzen Mariens erinnert, die sie während der kurzen Lebensspanne ihres Sohnes erdulden musste. | 2. Hälfte des 19. Jahrhunderts | 27. März 1990      | 138             |
| 2. Fußfallstation Sieben Schmerzen Mariens          | 2. Fußfallstation Sieben Schmerzen Mariens          | Kempen St. Töniser Straße 22 Karte                   | Ziegelsteinhäuschen, rundbogig, mit abgeschrägtem Sockel. Wiederaufbau 1990 – nach Norden versetzt – im Rahmen der Erweiterung des Wohnhauses auf den Flurstücken 109 u. 110 Relief: 2. Hälfte des 19. Jahrhunderts. Es handelt sich um die bildliche Darstellung der „Sieben Schmerzen Mariens“. Damit wird an die Schmerzen Mariens erinnert, die sie während der kurzen Lebensspanne ihres Sohnes erdulden musste. | 2. Hälfte des 19. Jahrhunderts | 27. März 1990      | 133             |
| Ehem. Taubstummenschule                             | Ehem. Taubstummenschule                             | Kempen St. Töniser Straße 36 Karte                   | Das Gebäude ist die ehemalige Taubstummenschule. Es ist zweigeschossig und 8-achsig in dunkelrotem Backstein ausgeführt, der Sockelbereich ist verputzt. Die 4 linken Achsen stellen das ursprüngliche Gebäude von 1841 dar. Die 3. Achse von links wird von einem leicht geschweiften Dreiecksgiebel bekrönt. Die rechten 4 Achsen sind im gleichen Stil 1910 angebaut worden, 2 Achsen werden von einem Stufengiebel bekrönt. Im Satteldach befinden sich neue Dachflächenfenster. Das Backsteingebäude erfährt seine Fassadengestaltung durch Ecklisenen im Obergeschoss und Kreissegmentbogen bzw. Friese im Giebel sowie einen Steinfries im Traufbereich. Im Obergeschoss werden die Fenster bis Kämpferhöhe von Friesen umfasst, wobei diese immer abwechselnd zwei Fenster koppeln und dann wieder ein einzelnes rahmen. Zu dem Gebäude gehört die ehemalige Turnhalle im hinteren Bereich des Grundstückes, ebenfalls aus dem 19. Jahrhundert. Ursprünglich war sie 5-achsig erbaut, doch 1910 wurde sie rechts um 3 Achsen erweitert. Durch die Umnutzung als Mietwohnungen 1985 erfuhr das Gebäude an der Fassade nur geringe Veränderungen, die Dachflächenfenster und die bis auf Fensterhöhe zugemauerte Tür in der 3. Achse von rechts. An der Rückseite des Gebäudes wurden hölzerne Loggien angebaut. Das ursprüngliche 4-achsige Gebäude war vormals hinten und vorne symmetrische gestaltet. 1910 wurde hinten in die Dachfläche ein Dachfenster eingebaut. Das Innere hat sowohl 1910 als auch 1985 Veränderungen durch Trennwände erfahren. 1985 wurde im Dachgeschoss eine neue Balkendecke eingezogen und eine neue Treppe eingebaut. | 1841                           | 25. Mai 1993       | 242             |
| ehem. Direktorenwohnung der Taubstummen             | ehem. Direktorenwohnung der Taubstummen             | Kempen St. Töniser Straße 38 Karte                   | Die freistehende Villa, 2-geschossig und 3-achsig, stellt die alte Direktorenwohnung zur Taubstummenschule dar. Sie wurde 1910 gleichzeitig mit der Erweiterung des Schulgebäudes gebaut. Die Fassade ist ein Verblendmauerwerk mit Putzfeldern. Das Haus wird mit einem Walmdach abgeschlossen. An der Fassade zur Straße ist die rechte Achse stark vorgezogen und mit einem Giebel bekrönt. Der Eingang liegt auf der rechten Seite des Hauses. Diese Fassade ist 3-achsig und die Mittelachse, der Eingangsbereich ist leicht vorgezogen und durch einen aufgesetzten Giebel akzentuiert. Die Fenster haben hier nur halbe Breite, suggerieren quasi eine 6-achsigkeit. An der Rückseite des Gebäudes sind eine überdachte Terrasse im Erdgeschoss und darüber ein Balkon im Obergeschoss in Holzkonstruktion angebaut. Das Haus hat ein Walmdach, in das die Dächer der vorspringenden Gebäudeteile einschneiden | 1910                           | 25. Mai 1993       | 243             |
| 3. Fußfallstation Sieben Schmerzen Mariens          | 3. Fußfallstation Sieben Schmerzen Mariens          | Kempen St. Töniser Straße 93 Karte                   | Ziegelsteinhäuschen mit plastischem Relief aus der 2. Hälfte des 19. Jahrhunderts. Es handelt sich um die bildliche Darstellung der „Sieben Schmerzen Mariens“. Damit wird an die Schmerzen Mariens erinnert, die sie während der kurzen Lebensspanne ihres Sohnes erdulden musste. | 2. Hälfte des 19. Jahrhunderts | 27. März 1990      | 134             |
| 5. Fußfallstation Sieben Schmerzen Mariens          | 5. Fußfallstation Sieben Schmerzen Mariens          | Kempen St. Töniser Straße / Eupener Str. Karte       | Ziegelsteinhäuschen mit plastischem Relief aus der 2. Hälfte des 19. Jahrhunderts. Es handelt sich um die bildliche Darstellung der „Sieben Schmerzen Mariens“. Damit wird an die Schmerzen Mariens erinnert, die sie während der kurzen Lebensspanne ihres Sohnes erdulden musste. | 2. Hälfte des 19. Jahrhunderts | 27. März 1990      | 136             |
| 4. Fußfallstation Sieben Schmerzen Mariens          | 4. Fußfallstation Sieben Schmerzen Mariens          | Kempen St. Töniser Straße Karte                      | Ziegelsteinhäuschen, weiß geschlämmt, mit Relief aus der 2. Hälfte des 19. Jahrhunderts. Es handelt sich um die bildliche Darstellung der „Sieben Schmerzen Mariens“. Damit wird an die Schmerzen Mariens erinnert, die sie während der kurzen Lebensspanne ihres Sohnes erdulden musste. | 2. Hälfte des 19. Jahrhunderts | 27. März 1990      | 135             |
| Neimeshof                                           | Neimeshof                                           | St. Hubert Stadtfeld 32 Karte                        | Vierflügelige ehemals wasserumwehrte Backstein-Hofanlage aus dem Jahre 1844. Die Datierung begründet sich im Torkeilstein. Das Wohnhaus ist zweigeschossig, Gliederung in 8:4 Achsen, mit Krüppelwalmdach, welches mit glasierten Hohlziegeln eingedeckt ist. Türgewände aus Blaustein. Übergiebelter Torbogen mit Satteldach. Vor dem Toreingang links Grenzstein des Grafen von Virmond aus dem 18. Jahrhundert. Material: Andesit. Der Neimeshof wurde bereits im Jahre 1628 in der Kontributionsliste (Kriegssteuer-Beitreibungsliste) vom Schöffen Joan Drabben unter der lfd. Nr. 60 (Neimeshof, damaliger Besitzer: Peter Niehues) aufgezeichnet. | 1844                           | 1. Oktober 1991    | 166             |
| Bliexhof mit Stallung in Fachwerk                   | Bliexhof mit Stallung in Fachwerk                   | St. Hubert Stendener Weg 23 Karte                    | Kleinere Hofanlage, wahrscheinlich aus dem 18. Jahrhundert, bestehend aus Wohnhaus mit Stallung in Fachwerk-Ständerkonstruktion. Im 19. Jahrh. verändert durch Erweiterung des Hauses, vorblenden 2er Backsteingiebel und Anbau einer rechtwinkligen Scheunenanlage. | 18. Jh.                        | 18. Dezember 1984  | 104             |
| Ehemaliges städtisches Betriebsamt                  | Ehemaliges städtisches Betriebsamt                  | Kempen Thomasstraße 1 Karte                          | Architekt: Städt. Bauamt Kempen Das ehem. städt. Betriebsamt der Stadt Kempen befindet sich östlich des Altstadtkerns, zu Beginn der Thomasstraße direkt am Bahnhof (heute im Denkmalbereich 2, Ringstraße u. angrenzende Gebiete). Anders als die anderen, hinsichtlich ihrer Fluchtlinie älterer Gebäude seiner Straßenseite liegt es etwas zurück hinter einer kleinen offenen Grünfläche, womit es die Ecke zum Bahnhofsvorplatz aufweitet. Die zugrundeliegenden Entwurfszeichnungen des Stadtbauamtes Kempen datiert vom Juli 1926. Ein 1928 publiziertes Foto zeigt den fertigen Bau. In den Bauakten sind verschiedene Vorstudien enthalten, darunter solche, die rechts anschließend an den Torbogen zum Betriebshof einen weiteren Neubau vorsahen, der wohl zum Betriebsamt zugehören sollte. Außenbau Es handelt sich um ein zweigeschossiges Backsteingebäude mit Werksteinsockel und einem hohen verschieferten Walmdach. Die Fassade besitzt vier mittig konzentrierte Fensterachsen, die von flachen Eckrisaliten flankiert werden. In den Eckrisaliten befindet sich jeweils ein Eingang mit einer hölzernen Eingangstür mit kleinem, ornamental gestalteten Sichtfenster (liegendes Quadrat und Raute, einander durchdringend). In klassizistischer Weise überfängt ein Dreiecksgiebel die Türen; die Wandfläche darüber ist ohne Öffnungen gehalten. Fenster und Tüten besitzen Werksteingewände. Die vier Fensterachsen werden vertikal durch die dazwischenliegenden Brüstungsfelder mit einer ornamentalen Backsteinanordnung miteinander verbunden; die originalen Kreuzstockfenster sind erhalten. Kleine Kellerfenster haben noch ihre originalen Vergitterungen aus einem Kreuz mit einem zentralen Stern. Oberhalb der Fenster des Obergeschosses befindet sich in großen goldfarbenen (metallenen?) Einzel-Buchstaben die Aufschrift STÄDTISCHES BETRIEBSAMT. Zum Dach hin werden die Eingangsrisalite und der überhöhte Mittelbau mit einem kräftigen Kranzgesims abgeschlossen. Das steile Schieferdach ist durch vier Dachgauben, die mit den Fensterachsen darunter korrespondieren, und noch einmal drei dreieckige Belichtungsöffnungen darüber gegliedert. Rechts schließt sich eine rundbogige Durchfahrt zum ehem. Betriebshof (heute ein öffentlicher Parkplatz) an, in Form und Material (Backstein) dem Hauptgebäude angepasst. Sie ist Teil des Baudenkmals. Die Schmal- und Rückseiten sind in entsprechender Weise gestaltet. Die Schmalseiten besitzen jeweils drei Fensterachsen. Die Rückseite hat anstatt der Eckrisalite im Erdgeschoss fünf Fenster und (seitlich) einen Hinterausgang, im Obergeschoss vier mittige Fenster, die mit denen darunter regelmäßige Achsen ausbilden. Ferner befindet sich im Obergeschoss ein Austritt jüngeren Datums vor einer hierfür eingebrochenen Fenstertür. Sowohl die seitlichen als auch die rückwärtigen Dachflächen sind wie die vordere mit Dachgauben und dreieckigen Öffnungen besetzt. Innenräume Da die Planzeichnung vom Juli 1926 im Äußeren dem heute vorhandenen Baubestand entspricht, kann davon ausgegangen werden, dass auch die dort dargestellte Innenraumaufteilung so ausgeführt wurde. Dies ist von Bedeutung, da die Nutzung der einzelnen Räume sich im Laufe der Zeit geändert hat; die grundlegende Grundriss- und Raumstruktur blieb dabei jedoch unverändert. Während der linke Eingang mit dem dahinter liegenden Treppenhaus der internen Erschließung diente, war der rechte Eingang wohl der Publikumseingang. Er führt nämlich über einige Stufen lediglich in das etwas erhöht liegende Erdgeschoss, in dem sich zentral eine Buchhaltung- und Kassen- „Halle“ befand. Davor diente ein kleinerer Raum laut Planzeichnung als „Schalter“; zu ihm führt durch eine doppelflügelige Tür der genannte Publikumseingang. Die beiden nach vorne gelegenen Räume sind im Plan als „Ausstellung“ und „Direktor“ bezeichnet. Auffallend am Grundriss des Erdgeschosses ist ferner, dass kein Flur dir Räume erschließt, sondern dass diese direkt neben oder hintereinander geschaltet sind, bzw. dass der interne Bereich der Kassenhalle als Verteiler dient. Dies ist im Obergeschoss anders gelöst, wo ein mittlerer Flur die Räume beidseitig bedient. Hier befand sich ausweislich der Planzeichnung ursprünglich eine Wohnung, später wurden hier Büroräume eingerichtet. Das Treppenhaus mit der originalen, gerade gegenläufigen Treppe öffnet sich wieder mit einer doppelflügeligen Tür mit Glaseinsätzen und Oberlicht zu diesem Flur. Ein mittlerer Raum im Obergeschoss wird durch eine große Schiebetür erschlossen. Denkmalwert Als ehem. städt. Betriebsamt(Verwaltungsgebäude der Stadtwerke) ist das Gebäude Thomasstraße 1 bedeutend für Kempen, da sich in ihm etwa sieben Jahrzehnte ein wesentlicher Teil einer zentralen Infrastruktureinrichtung der Stadt befand, die von moderner städtischer Verwaltung und Daseinsfürsorge zeugt. Es ist ein substantiell weitgehend original erhaltenes Beispiel des traditionalistischen Bauens der zwanziger Jahre, wie es häufig von öffentlichen Bauverwaltungen gepflegt wurde. Vor allem durch den Backstein sollte eine „Landschaftsbindung“ hergestellt werden, die aber mit modernen sachlichen Baukörperformen verbunden ist. Einzelne Detail- und Schmuckelemente (Fenstergitter, Türen) besitzen zeittypische Andeutung expressionistischer Formen, die Giebel über den Eingängen und das kräftige Kranzgesims unterstreichen aber die eher strenge Grundhaltung des Gebäudes. Dieses Zurückgehen auf eine klassizistisch - biedermeierliche Strenge und Schlichtheit ist kennzeichnend für diese Architekturströmung(„Um 1800“ hieß ein seinerzeit weit verbreitetes Buch mit vorbildhafter Wirkung). Ebenso charakteristisch ist die baukörperprägende Funktion des großen Daches mit seinen gliedernden Gauben und Öffnungen. Wie verbreitet dieser Stil bei den lokalen Architekten war, ist der öffentlichen Bauverwaltung und bei freien Architekten gleichermaßen, zeigt die unten genannte Veröffentlichung über die zeitgenössische Bautätigkeit im Kreis Kempen, innerhalb derer auch das städt. Betriebsamt als ein vorbildlicher Neubau vorgestellt wurde. Da es sich um ein weitgehend original erhaltenes, charakteristisches Beispiel einer wichtigen, Architekturströmung der zwanziger Jahre handelt, besteht aus wissenschaftlichen, besonders architekturgeschichtlichen Gründen an seiner Erhaltung und Nutzung ein öffentliches Interesse. Als Zeugnis des eigenen Bauschaffens der Stadt und als langjähriges Verwaltungsgebäude einer für das moderne städt. Gemeinwesen wichtigen Einrichtung wie der Stadtwerke besteht ferner aus ortsgeschichtlichen Gründen ein öffentliches Erhaltungs- und Nutzungsinteresse. Die bewusste Gestaltung der markanten städtebaulichen Situation des Bauplatzes durch die zeittypische („Licht, Luft, Sonne“) Aufweitung der Ecke Thomasstraße 1/Am Bahnhof gibt dem Gebäude schließlich auch städtebaugeschichtlich und städtebaulich eine besondere Dimension. Es steht damit für eine weitere Zeitebene in der baulichen Entwicklung Kempens, die im Falle der Ringstraße und der in sie mündenden Seiten- bzw. Ausfallstraßen (auch der Thomasstraße) ja eigentlich noch durch ältere städtebauliche Strukturen des 19. Jahrhunderts geprägt ist. Das ehem. Städtische Betriebsamt der Stadt Kempen, Thomasstraße 1, ist bedeutend für Kempen. An seiner Erhaltung und Nutzung besteht aus wissenschaftlichen, insbesondere Architektur-, ort- und städtebaugeschichtlich sowie aus städtebaulichen Gründen ein öffentliches Interesse. | 1926                           | 1. Februar 2001    | 259             |
| weitere Bilder                                      | Burg und dreigeschossiger Portalturm                | Kempen Thomasstraße 20 Karte                         | Rechtwinklige, zweiflügelige ehemalige Wasserburganlage aus Backstein; zweigeschossig mit Spitzbogenfriesen und drei runden Ecktürmen mit Zinnenkranz; in der Mitte des Hauptflügels vorspringender dreigeschossiger Portalturm mit erneuertem Staffelgiebel. (1396-1400, 19. Jh., um 1950). | 1396-1400                      | 26. September 1983 | 2               |
| Wohn- und Geschäftshaus                             | Wohn- und Geschäftshaus                             | Kempen Thomasstraße 21 Karte                         | Dreigeschossiges Wohnhaus aus dem Jahre 1907, mit einer Putzfassade in 3:1:3 Achsen. Die Fenstergewände sind reich profiliert, mit Stuckbekrönungen versehen. Die Eckbetonung erfolgt durch einen Erker und Dreiecksgiebel. Die Unterschutzstellung erfolgt ohne den zweigeschossigen Anbau zum Burgplatz hin | 1907                           | 17. Dezember 1991  | 182             |
| Wohnhaus                                            | Wohnhaus                                            | Kempen Thomasstraße 23 Karte                         | Dreiachsiges Wohnhaus aus der Zeit um die Jahrhundertwende in 4 Achsen mit reichprofilierter, kombinierter Stuck- und Ziegelfassade, Mansarddach mit Giebelhäuschen. Die Fenster des Erdgeschosses sowie der Eingangsbereich sind mit halbrundem oberem Abschluss versehen. Es handelt sich noch um die originalen Fenster, die in der Manier des Jugendstils in den Oberlichtern gerundete Formen zeigen. In den Konsolbänken ein vegetabiler Dekor aus Stuck. Im ersten Obergeschoss sind die Fenster recht aufwändig gestaltet. Die Gewände münden oben in einer reich stukierten Aedicula, die ihrerseits wiederum in einen horizontal verlaufenden Fries mit Blumenornamenten übergeht. Im rechten Teil der Fassade ein kleiner Erkervorbau. | unbekannt                      | 6. Juni 1991       | 163             |
| Wohnhaus                                            | Wohnhaus                                            | Kempen Tiefstraße 7 Karte                            | 2-geschossiges Wohnhaus in 2 Achsen, Fachwerk. Das Gebäude schließt eine Zeile historischer Bauten (Tiefstraße 7-13) nach Westen ab. Ein kleiner Gewölbekeller, wie er in ähnlicher Art auch bei den Fachwerkhäusern des 17. Jh. in der unmittelbar benachbarten Alten Schulstraße vorkommt, lässt auf eine gleichzeitige Entstehungszeit schließen. Auch die Proportionen und bescheidenen Ausmaße des Gebäudes sind typisch für kleinbürgerliches Wohnen im 17. Jh. in Kempen. Das Haus gehört zu den wenigen seiner Art, die im 19. Jh. nicht umgebaut, erweitert und mit Backsteinfassade versehen wurden. Durchgebaut im Jahre 1980/81. | 17. Jh.                        | 10. Oktober 1983   | 55              |
| Wohnhaus                                            | Wohnhaus                                            | Kempen Tiefstraße 9 Karte                            | 2-geschossiges Wohnhaus in 3 Achsen, Backstein geschlämmt, entstanden Anfang 19. Jahrhundert. | Anfang des 19. Jahrhunderts    | 29. März 1984      | 101             |
| Wohnhaus                                            | Wohnhaus                                            | Kempen Tiefstraße 13 Karte                           | Fachwerkhaus, 2 ½ geschossig in 3 Achsen, Krüppelwalmdach, Fachwerk mit vorgezogenem 1. OG, später verputzt. | 17. Jh.                        | 8. November 1983   | 89              |
| Wohnhaus                                            | Wohnhaus                                            | Kempen Tiefstraße 29 Karte                           | Fachwerkhaus aus dem 16./17. Jh., 2-geschossig in nicht durchgezogenen Achsen mit Toreinfahrt. Ursprünglich war das Gebäude wesentlich kleiner, es wurde zu Ende des 19. Jh. nach hinten erweitert, mit der Toreinfahrt versehen, die Toreinfahrt wurde überbaut. Das Haus bekam zu gleicher Zeit eine Putzfassade in neubarocken Schmuckformen. | 16./17. Jahrhundert            | 8. November 1983   | 87              |
| Wohn- und Geschäftshaus                             | Wohn- und Geschäftshaus                             | Kempen Umstraße 2 Karte                              | Fachwerkhaus aus der Mitte des 18. Jh. mit Krüppelwalmdach, 2 ½ geschossig, Fensterachsen sind nicht durchgezogen. Im EG wurde zu Ende des 19. Jh. eine Fassade für die Einrichtung von 2 Ladengeschäfte vorgeblendet. | Mitte des 18. Jahrhunderts     | 8. November 1983   | 88              |
| Wohnhaus                                            | Wohnhaus                                            | Kempen Umstraße 8 Karte                              | Zweigeschossiger, dreiachsiger, verputzter Fachwerkbau mit vorkragendem Obergeschoss aus dem 19. Jahrhundert. Die Sprossenfenster entsprechen der originalen Fensterteilung und das verbreiterte Fenster in der linken Achse des Untergeschosses ist Folge einer Fassadenveränderung um 1900. Nach Abbruch des Nachbarhauses im Jahre 1963 wurde der gemeinsame Giebel neu errichtet. Das Satteldach des Hauses ist im hinteren Bereich weit hinabgezogen. Das Gebäude ist aus städtebaulichen Gründen von Bedeutung. An seiner Erhaltung besteht ein öffentliches Interesse. | 19. Jh.                        | 14. Juli 1992      | 185             |
| Wohnhaus                                            | Wohnhaus                                            | Kempen Umstraße 9 Karte                              | Zweigeschossiges Wohn- und Geschäftshaus in zwei Achsen aus dem 18. Jahrhundert. Die Backstein-Putzfassade mit klassizistischen stilisierten Putzornamenten wurde Ende des 19. Jahrhunderts vorgeblendet. Im Haupthaus schließt sich ein rückwärtiger Anbau in verputztem Fachwerk an. Die Dachfläche ist durch den Einbau von Dachflächenfenstern verändert. Die einscheibigen Fenster im Obergeschoss entsprechen nicht mehr der Originalteilung. Das Gebäude ist aus städtebaulichen Gründen von Bedeutung. An seiner Erhaltung besteht ein öffentliches Interesse. | 18. Jh.                        | 14. Juli 1992      | 186             |
| Wohnhaus                                            | Wohnhaus                                            | Kempen Umstraße 35 Karte                             | Zweigeschossiges Wohnhaus aus dem 19. Jahrhundert in fünf Achsen. Die vorgeblendete Putzfassade ist im Untergeschoss grob und im Obergeschoss feiner gequadert. Im Untergeschoss nimmt ein Tor die Breite der beiden rechten Achsen ein. Die Schmuckrahmen der Fenster und Türöffnungen zeigen historisierende Formen und die Geschossgesimse sind profiliert. Die Haustür und die Fensterteilungen sind nicht mehr original. Das Haus ist mit einem Satteldach abgeschlossen. Traufhöhe, Dachhöhe und Gesimshöhe stimmen mit dem Nachbarhaus Nr. 36 überein und lassen damit auf eine gleichzeitige Fassadenverblendung schließen. Das Gebäude ist aus städtebaulichen Gründen von Bedeutung. An seiner Erhaltung besteht ein öffentliches Interesse. | 19. Jh.                        | 14. Juli 1992      | 187             |
| Wohn- und Geschäftshaus                             | Wohn- und Geschäftshaus                             | Kempen Umstraße 36 Karte                             | Das Wohn- und Geschäftshaus Umstraße 36 erschließt sich zur Umstraße in zwei Geschossen und zwei Achsen. Das Mansarddach entspricht einem Dachausbau aus dem Jahre 1929, davor war es ein Satteldach. Im Jahre 1909 wurde die Schaufensterfrontanlage in die Hinterachse des Untergeschosses eingebrochen. Die vorgeblendete Putzfassade mit Schmuckformen über den Fenstern, die in ihrer heutigen Einscheibigkeit, ohne Unterteilung, nicht original ist, stammt aus dem Ende des 19. Jahrhunderts. Das Gebäude ist aus städtebaulichen Gründen von Bedeutung. Die Erhaltung liegt im öffentlichen Interesse. | 19. Jh.                        | 14. Juli 1992      | 188             |
| weitere Bilder                                      | Kriegerehrenmal                                     | Unterweiden Unterweidener Str. 3 Karte               | Denkmal: 265x90x55 cm, Kirchheimer Muschelkalk, errichtet 1925, zuzuordnen dem Neo-Klassizismus. Typische Dekorationselemente sind der konisch sich verjüngende Sockel, das Dekorband mit Eichenlaub sowie der obere Abschluss. Über der Inschrift auf der Vorderseite zeigt eine vorstehende Tafel ein von Eichenlaub umrahmtes Soldatenkreuz. Auf dem dreistufigen Kapittelabschluss liegt ein Stahlhelm auf Eichenlaub. An den beiden Seitenwänden ist jeweils ein 75 cm großes Schwert mit Lorbeerzweig dargestellt. Inschriften: Vorderseite: Wir gedenken unserer Gefallenen 1914–1918, 1939-1945 Honschaft Unterweiden, Rückseite, am Fuße des Sockels: Die Honschaft Unterweiden betrauert ihre gefallenen Söhne. | 1925                           | 27. März 1990      | 144             |
| Wohnhaus                                            | Wohnhaus                                            | Kempen Von-Loe-Straße 2 Karte                        | Zweigeschossiges Eckhaus mit abgewalmtem Dach u. Runderker an der Straßenfront. Straßenfassade zweiachsig, über der linken Achse befindet sich ein eingeschossig ausgebauter Dreiecksgiebel. Der Seitenfront ist ein erkerartiger Bau vorgesetzt, dessen Fassade einachsig ist und der mit einem ausgebauten Dreiecksgiebel wie an der Front versehen ist. Die Außentreppe mit einer loggiaartigen Überdachung befindet sich an der Seitenfassade angelehnt an den Erkervorbau. Die Fenster zeigen an beiden Fassaden noch die ursprüngliche Sprossengliederung, je nach Breite sind sie ein- oder zweiflügelig mit Oberlichtern. Die Oberlichter sind vertikal durch eine bis drei Sprossen gegliedert. Die linke Fensterachse ist insofern besonders betont, als das Erdgeschossfenster einen korbbogenförmigen Sturz hat. Das darüber liegende Fenster im 1. OG ist leicht erkerartig ausgebildet und besteht aus drei Fenstereinheiten. Die in derselben Achse liegenden Fenster der Dreiecksgiebelseite sind durch einscheibige Fenster ersetzt worden. Der Eckerker ist über der im I. OG befindlichen Befensterung mit drei über den Fenstereinheiten angebrachten Blindfensterchen versehen. Die Dachkonstruktion der Erkerseite ist glockenförmig und mit Naturschiefer gedeckt, während die übrige Dacheindeckung aus Tonpfannen besteht. | 1911                           | 25. April 1989     | 130             |
| Ehemaliges Mädchenlyzeum Unserer lieben Frau        | Ehemaliges Mädchenlyzeum Unserer lieben Frau        | Kempen Vorster Straße 8 Karte                        | Das Gebäude aus dem Ende des 19. Jahrhunderts war ursprünglich das private Mädchen-Tyzeum Unserer Lieben Frau. Es ist 2-geschossig und in 9 Achsen gegliedert und hat ein Satteldach. Die vorgeblendete Putzfassade zeigt historisierendes Formengut. Im Untergeschoss wird sie durch eine vorgeblendete, segmentbogige Scheinarchitektur gestaltet. Im Obergeschoss wird die 1., 5., und 9. Achse durch eine vorgeblendete Scheinarchitektur betont. Die Tür- und Fensteröffnungen sind schlicht profiliert gerahmt. Horizontale Gliederung erfährt das Gebäude durch ein profiliertes Geschossgesims sowie ein von Konsolen getragenes Traufgesims. Der Eingang liegt auf der rechten Seite. Diese Fassade ist 3-achsig und 3-geschossig. Sie ist eine schlichte Putzfassade mit einer Scheinarchitektur vor dem Eingang. Die Schmuckformen entsprechen denen der Front, nur ist die Gestaltung schlichter. Über dem Eingang mittig befindet sich eine Heiligenfigur. 1911 Anbau der 4 linken Achsen in gleichem Stil und von da an „Höheren Mädchenschule“. Ausbau des Daches, 1928, teilweise. Oberhalb der 4 linken Achsen befinden sich 2 größere Dachgauben. | Ende des 19. Jahrhunderts      | 25. Mai 1993       | 244             |
| Wohnhaus                                            | Wohnhaus                                            | Kempen Vorster Straße 44 Karte                       | Das 2-geschossige, 2-achsige Wohnhaus wurde um 1900 erbaut. Die vorgeblendete Putzfassade zeigt eine schlichte, aber klare Gliederung. Horizontal gliedern sie profilierten Bänder, ein Kämpfergesims im EG und hervorgehobene Putzfelder und girlandenartige Bänder wie auch Ornamentfelder über den Fensteröffnungen. Dem Satteldach, traufständig, sitzt eine neue überbreite Gaube auf. Das Türblatt und die Fensterrahmen sind noch original. Die Fenster sind im Oberlichtbereich durch Sprossen kleinteilig gegliedert. Die Fenster der linken Achse sind vertikal dreifach gegliedert. Die mittigen Pfosten tragen reichen Holzdekor. In den Erdgeschossräumen ist noch der originale Stuckdekor erhalten. Auch Treppen, Böden, Fliesen und die Fenster zur Rückseite sind original. In seiner durchaus herausragenden architektonischen Gestaltung im Gesamtzug der Vorster Straße ist das Gebäude in stadtgeschichtlicher Hinsicht bedeutend, so dass die Erhaltung aus städtebaulicher und architektonischen Gründen im öffentlichen Interesse liegt. Es ist ein Objekt mit besonderem Aussagewert zur baulichen Entwicklung Kempens im Zuge der Bebauung der Radialstraße nach der Jahrhundertwende. | um 1900                        | 21. Juni 1994      | 251             |
| Wohnhaus Arnold-Siedlung                            | Wohnhaus Arnold-Siedlung                            | Kempen Vorster Straße 80 & 82 Karte                  | Die Eisenmöbelfabrikanten Louis und Carl Arnold aus Schorndorf bei Württemberg ließen sich im Frühjahr 1901 in Kempen nieder. Gleichzeitig mit den Bauarbeiten für das Werksgelände in der heutigen Arnoldstraße begann die Errichtung der Werkswohnungssiedlung. Mit der Planung und Durchführung wurde in beiden Fällen der Düsseldorfer Architekt H. Salzmann betraut. Die „Württembergische Siedlung“; im Volksmund auch „Schwabenheim“ genannt, trug erheblich zur wirtschaftlich-sozialen Bereicherung Kempens bei, so dass der „Volksfreund“ in seiner Ausgabe vom 24. August 1901 schrieb: „Die von der Firma Arnold am Peschbenden errichtete Arbeiterhäuser sind die reinsten Villen und beleben die Gegend in angenehmer Weise.“ Tatsächlich sind die Arnoldschen Werkswohnungen für damalige Wohnverhältnisse luxuriös und aufgrund ihrer sozialgerechten Ausführung reformerisch. Die sechs zweigeschossigen Häuser boten Raum für jeweils vier Familien. Die Wohnungen waren hell und großzügig konstruiert und verfügten bereits über getrennte Wohn- und Schlafzimmer, Küche und Vorratskammer, was in der damaligen Zeit keine Selbstverständlichkeit, sondern vielmehr Ausnahme war. Die Mansarde war gleichfalls für Wohnzweck ausgebaut. An den weitläufigen Hof schloss sich für jede Wohnpartei ein kleiner Garten an, der frei nach Bedarf bestellt werden konnte – ein Umstand, der besonders den meist kinderreichen Familien entgegenkam. Fortschrittlichkeit lässt sich auch in der optischen Erscheinung der Siedlung erkennen. Die einheitliche Gestaltung und die Ausgewogenheit der Proportionen geben den Häusern eine klare, überschaubare Linie. Zweckdienlichkeit ist das übergeordnete Prinzip, so dass der in Ansätzen vorhandene Schmuck, der sich noch an klassischen Vorbildern orientiert, nicht mehr plastisch ausgeformt, sondern nur noch farblich als Inkrustation abgesetzt ist. Auffallend ist die traditionelle Dreiteilung der Fassade in Sockel-, Mittel- und Dachgeschoss. Das Sockelgeschoss, in dem die unteren beiden Wohnungen liegen, wurde in dem roten Ziegelmauerwerk belassen. Darüber schließt sich weißer Putz an, der über das Mittelgeschoss bis unter das sogenannte Walmdach reicht. In der Mitte des Daches befindet sich eine Gaube, ein kleiner überdachter Ausbau, in dem die Mansardenfenster untergebracht sind. Optisch belebt wird die Fassade durch ziegelrote waage- und senkrechte Gliederungen. Die Senkrechten entsprechen den Säulen des antiken Tempelbaus, der in der Architektur gerne zitiert wird. Die Waagerechte, die wie ein Gurtgesims das Gebäude umschließt, markiert die zweite Etage. Die Fenster schließen in einem Rundbogen ab, eine Form, die auf die Renaissance zurückgeht. Das Motiv des Rundbogens wird noch einmal durch die über den Fenstern liegende Rahmung aus roten Ziegeln aufgegriffen. Die Württembergische Siedlung als Zeitzeuge der Industrialisierung ist ein Teil der Kempener Stadtgeschichte, die es zu bewahren und erhalten gilt. Die Erhaltung liegt im öffentlichen Interesse. | 1901                           | 23. März 1993      | 193             |
| Stiegerhof                                          | Stiegerhof                                          | Kempen Vorster Straße 201 Karte                      | Ehem. wasserumwehrte 4-flügelige Backstein-Hofanlage aus dem 17./18. Jahrhundert, Erweiterung im 19. Jahrhundert durch großzügige Wirtschaftsgebäude. Herrenhaus 2-geschossig in 6 Achsen mit Walmdach. Das äußere Erscheinungsbild der Hofanlage ist nicht verändert worden | 17./18. Jahrhundert            | 6. September 1990  | 150             |
| Gleumes-Hof                                         | Gleumes-Hof                                         | Schmalbroich Wall 25 Karte                           | Ehemals wasserumwehrte vierflügelige geschlossene Backstein-Hofanlage. Wohnhaus zweigeschossig, in 5 Achsen, aus dem Ende des 19. Jahrhunderts; Seitenflügel zweigeschossig mit Rundbogenfenstern im Obergeschoss; Fenster des Wohnhauses verändert. | Ende des 19. Jahrhunderts      | 6. Juni 1991       | 164             |
| Haus Velde, ehemaliger Gutshof, Herrenhaus erneuert | Haus Velde, ehemaliger Gutshof, Herrenhaus erneuert | Schmalbroich Wall 53 Karte                           | Ehem. Gutshof aus dem 14. Jh. Das 2-geschossige Herrenhaus, in Backstein ausgeführt mit Renaissance-Wappen und in das Mauerwerk eingelassenen Porträtköpfen ist ein Erneuerungsbau aus dem 16. Jh. In der Fassade befindet sich ein Renaissance-Wappen mit der Jahreszahl 1577. Remisen in Fachwerk und Backstein ausgeführt sind Gebäude des 19. Jh. Der zweigeschossige Torhausturm dürfte aus der Zeit des Umbaues, also aus dem 16. Jh. stammen. In jüngster Zeit Veränderungen der Gesamtanlage durch Ausbau des Herrenhauses, insbesondere des Dachgeschosses, und der Remisen. | 1577                           | 26. September 1983 | 13              |
| Wohnhaus                                            | Wohnhaus                                            | Kempen Wiesenstraße 2 Karte                          | Bereits 1906 wurde auf dem Grundstück das Betriebsgebäude mit einem Lagerhaus errichtet. Dieses war ein teilunterkellerter, massiver Bau mit Sheddach. 1912 wurde im Vordergrund des Grundstücks das Wohnhaus errichtet. Das Gebäude ist zweigeschossig, in 4 Achsen und mit ausgebautem verschiefertem Mansarddach mit 3 geschwungenen Dachgauben erbaut. Die Fassadengestaltung ist auffallend, mit einem interessanten Spannungsverhältnis zwischen der symmetrischen Ornamentgestaltung und der asymmetrischen Gliederung, die dadurch zustande kommt, dass der Vorbau rechts aus der Mitte verschoben ist. Es handelt sich bei diesem Objekt um die einzige Villa mit Neo-Rokoko-Formen in Kempen. Die betonte Achse ist breiter und von Lisenen begrenzt. Die Kranz- und Girlandenornamentik des Fassadenschmucks ist auffallend und die betonte Achse wird mit einem Segmentgiebel abgeschlossen. Im Traufbereich befindet sich ein von Konsolen getragenes Gesims. Der Fassadenzustand ist mittel. Das Gebäude wird incl. der schmiedeeisernen Einfriedung als Denkmal in die Denkmalliste eingetragen. | 1912                           | 25. Mai 1993       | 245             |
| Antoniuskapelle                                     | Antoniuskapelle                                     | Tönisberg Windmühlenweg Karte                        | Am Windmühlenweg auf dem Mühlenberg steht die Antoniuskapelle, ursprünglich „Cobbers-Heiligenhäuschen“, nach einem an Haag gelegenen Hof, der aber schon im 17. Jahrhundert als Ruine erwähnt wird. Der alte Mauerkern der Kapelle stammt wahrscheinlich aus dem 18. Jahrhundert, die ebenfalls aus Feldbrandsteinen erbaute Pfeilervorhalle ist neueren Datums. Über vier Steinstufen erreicht man den gepflasterten Boden, der nach drei Seiten hin durch Rundbogen geöffneten Vorhalle. Über ihr erhebt sich ein auf vier Pfeilern stehendes und nach vier Seiten hin durch Rundbogen geöffnetes, Gehschiefertees Glockentürmchen. Das Dach von Kapellchen und Vorhalle ist mit Ziegeln gedeckt. Im Kapellchen steht ein gemauerter Altartisch, der am oberen Rand die Inschrift trägt: Stanton (1) oral pro nobis. Das im Jahre 1972 von Anneliese Langenbach gefertigte Relief zeigt den kl. Einsiedler Antonius in Ordenstracht. Beschreibung des Heimatvereins Tönisberg: Das ehemalige Cobbers-Heiligenhäuschen stammt vermutlich aus dem 17. Jahrhundert. Es wurde von den Besitzern des gleichnamigen Hofes (Haag) an der Wegegabelung errichtet, wo sich die alte Chaussee von Cöln nach Nimwegen mit einem Dorfweg über den Berg zum Cobbershof kreuzte. Um 1845 wurde die Chausseestraße in den Talgrund verlegt. Die Vorhalle stammt aus dem 19. Jahrhundert. 1935 ersetzte der Tönisberger Lorenz Hermes die Einrichtung durch ein Tonrelief des heiligen Antonius (Mönchsvater). Von da an nannte man das Heiligenhäuschen nur noch Antoniuskapelle. | 17. Jh.                        | 30. April 1991     | 157             |
| weitere Bilder                                      | Bockwindmühle                                       | Tönisberg Windmühlenweg Karte                        | Bockwindmühle, hölzernen Mühlenkörper auf Drehgestell, ursprünglich von 1802, mehrfach erneuert. Beschreibung des Heimatvereins Tönisberg: 1802 wurde die Mühle mit zwei Mahlgängen gebaut. Erster Pächter war Anton Schouten. Der letzte Pächter Carl Rögels arbeitete bis 1913 mit der Mühle. Im Zweiten Weltkrieg wurde sie schwer beschädigt, 1949 schon die Wiederherstellung mit einem Fest gefeiert. 1970 ist die Mühle vom Mühlenbauer J. Vosdellen vollkommen demontiert und 1973 wieder neu aufgestellt worden. Die Tönisberger feierten das mit dem 2. Mühlenfest. Heute öffnet der Heimatverein Tönisberg e. V. die Mühle regelmäßig am Pfingstmontag für Besucher. | 1802                           | 26. September 1983 | 23              |
| Weibeshof                                           | Weibeshof                                           | Schmalbroich Ziegelheide 64 Karte                    | Der Weibeshof ist, wie die Maueranker des Wohnhauses und der Schlussstein des Torbogens ausweisen, 1772 erbaut worden. Das zweiflüglige Hofgebäude, das zweigeschossig in elf Achsen mit Toreinfahrt in der Mitte angelegt wurde, ist heute noch fast vollständig erhalten. Zu dem Hofgebäude gehört die im Westen liegende Scheune, die in Fachwerkbauweise errichtet wurde. Die Unterschutzstellung erfolgt mit Ausnahme des im Süden neu errichteten Garagengebäudes. | 1772                           | 6. September 1990  | 149             |